# Église Saint-Martin d'Hadancourt-le-Haut-Clocher
L'église Saint-Martin est une église catholique paroissiale située à Hadancourt-le-Haut-Clocher, dans l'Oise, en France. Elle est en grande partie issue de la reconstruction après la guerre de Cent Ans, et de style majoritairement gothique flamboyant. Les maçonneries de la nef remontent toutefois au deuxième quart du XIIe siècle, et indiquent les origines romanes de l'édifice, et la deuxième travée du chœur date du début du XIIIe siècle, et affiche le style gothique. L'église Saint-Martin est l'un des rares édifices du Vexin français qui furent munis d'un transept au XVIe siècle alors qu'ils en étaient dépourvus auparavant. Elle se distingue notamment par son plan, qui montre un éclatant déséquilibre entre la nef des fidèles et les parties orientales : la première ne compte que deux travées sans bas-côtés, tandis que les dernières comportent un vaisseau central de trois travées, dont les deux premières s'accompagnent de collatéraux voûtées à la même hauteur. L'architecture de l'étage de beffroi du clocher est soignée, et ses quatre pignons sont insolites au nord de Paris, mais sa hauteur de 33 m n'est pas aussi exceptionnelle que le suggère le nom de la commune. L'église a été classée monument historique par arrêté du 23 septembre 1922, et sa restauration a été lancée en 2012. Hadancourt-le-Haut-Clocher est aujourd'hui affilié à la paroisse Saint-François-d'Assise du Vexin avec siège à Chaumont-en-Vexin, qui a suspendu la célébrations des messes dominicales en 2018.

## Localisation

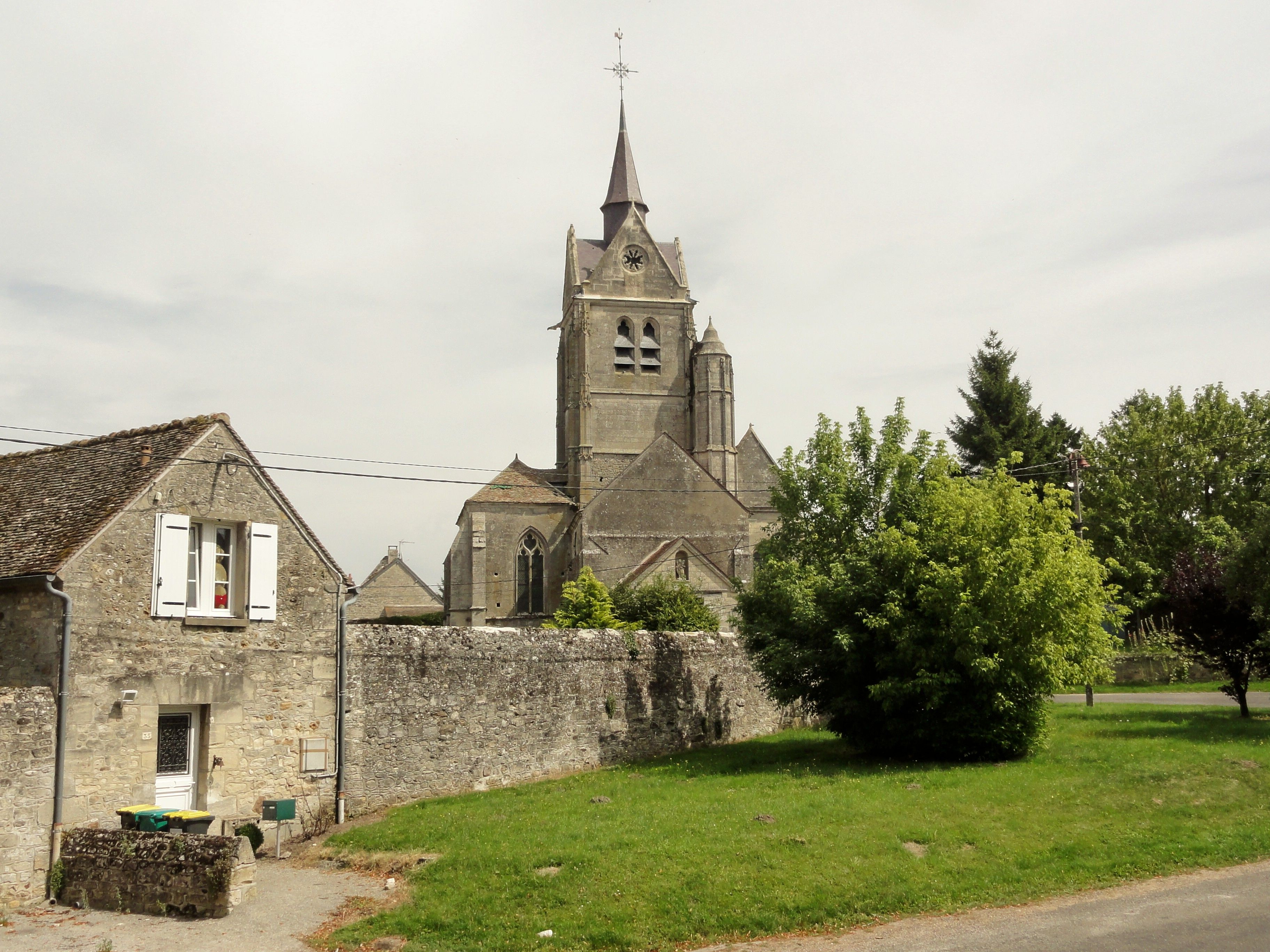
Vue depuis l'ouest.

L'église se situe en France, en région Hauts-de-France et dans le sud département de l'Oise, dans le Vexin français, près de la limite avec l'Île-de-France, dans la commune d'Hadancourt-le-Haut-Clocher, rue de l'Église. Cette rue n'est qu'une courte impasse qui débute sur la place devant la façade occidentale, et est accessible par la rue de la croix du Bellay, axe principal du village perpendiculaire à la RD 153. La place abrite en son milieu un calvaire et constitue l'un des deux points centraux du village, avec la place de la croix du Bellay près de la RD 153, où se trouve la mairie. Du côté ouest, l'église est ainsi bien visible et bien mise en valeur. En revanche, le chevet est enclavé dans une propriété privée, et l'ancien cimetière au sud de l'église est assez étroit et clos par un mur du côté sud, de sorte qu'il ne soit pas possible de bénéficier d'une vue d'ensemble sur l'élévation méridionale de l'église. Au nord, le monument est bordé par l'impasse déjà citée.

## Histoire
Sous l'Ancien Régime, Hadancourt-le-Haut-Clocher relève de l'archidiocèse de Rouen, de l'archidiaconé du Vexin français avec siège à Pontoise, et du doyenné de Magny-en-Vexin. La cure est à la présentation du roi. L'église est dédiée à saint Martin de Tours. L'on ne dispose pas de renseignements sur les origines de la paroisse et la précédente église, dont subsistent encore les murs de la nef. Elle devrait être romane, comme l'indiquent les contreforts plats aux angles de la façade, et pourrait dater du second quart du XIIe siècle, mais Bernard Duhamel s'est trompé en signalant une corniches de modillons. Les corniches sont décorées de plusieurs strates de modénature que l'on trouve actuellement, les fenêtres en plein cintre et le portail sans caractère sont contemporains du voûtement de la nef pendant la seconde moitié du XVIe siècle. La nef romane se poursuivait par un chœur gothique du début du XIIIe siècle, dont la dernière travée demeure à peu près inchangé. Le reste de l'église a été totalement rebâti pendant la première moitié du XVIe siècle, ce qui donne à penser qu'elle fut sévèrement endommagée pendant la guerre de Cent Ans. La croisée du transept, servant de base au clocher ; la première travée du chœur ; le croisillon nord ; la chapelle latérale nord qui le prolongent vers l'est ; et le clocher qui est entré dans le nom de la commune sont de style gothique flamboyant, et furent construits en premier lieu. Le croisillon sud et la chapelle qui lui fait suite à l'est sont le reflet de la transition vers la Renaissance, et sont un peu plus tardifs.
Sous la Révolution française, l'archidiaconé du Vexin est dissout, et le doyenné de Magny est partagé entre deux diocèses. Avec l'ensemble des paroisses comprises dans le département de l'Oise, Hadancourt est rattaché au diocèse de Beauvais, le seul qui est maintenu sur son territoire. Sous le concordat de 1801 toutefois, le diocèse de Beauvais est annexé par celui d'Amiens, avant d'être rétabli en 1822. Par ordonnance royale du 31 mai 1825, la commune de Lèvemont est réunie à Hadancourt. Son église, dédiée à saint Cyr et sainte Juliette, se trouve alors en mauvais état. Des vingt-six maisons comptés par Louis Graves en 1827, ne restent qu'une ferme et cinq ou six maisons au lendemain de la Première Guerre mondiale. D'abord restaurée mais en même temps diminuée en longueur vers 1850, elle reste encore affectée au culte jusqu'au début du XXe siècle, puis tombe en ruine. En 1970, le baron Marcel Bich fait l'acquisition de l'édifice et le fait reconstruire sur son domaine de Saint-Germain-lès-Verberie. Depuis, l'église Saint-Martin est l'unique lieu de culte catholique de la commune. Elle est classée monument historique par arrêté du 23 septembre 1922, et la restauration de ses élévations extérieures est lancée en 2012. Le village n'a depuis longtemps plus de prêtre résident, et est aujourd'hui affiliée à la paroisse Saint-François-d'Assise du Vexin avec siège à Chaumont-en-Vexin. Les messes dominicales n'y sont plus célébrées depuis 2018.

## Description

### Aperçu général

Plan de l'église.

Orientée à peu près régulièrement, avec une légère déviation de l'axe vers le nord-est du côté du chevet, l'église répond à un plan symétrique, qui montre un net déséquilibre entre la nef et les parties orientales. Elle se compose en effet d'un porche devant la façade occidentale ; d'une courte nef primitivement non voûtée de seulement deux travées ; d'un transept, dont la croisée sert de base au clocher ; d'un chœur de deux travées au chevet plat ; dont la première travée est presque identique à la croisée du transept, et flanquée de deux chapelles analogues aux croisillons. Une sacristie occupe l'angle entre la chapelle latérale sud et la deuxième travée du chœur ou abside, et une tourelle d'escalier s'élève dans l'angle entre nef et croisillon sud. La croisée du transept est fonctionnellement rattachée à la nef pour parer à sa longueur insuffisante. L'ensemble de l'église est voûté d'ogives, et ne présente qu'un unique niveau d'élévation, ce qui n'empêche pas un certain élancement. Le portail occidental constitue l'unique accès à l'église. Les croisillons et les chapelles attenantes sont recouverts ensemble par un toit en pavillon, du côté nord, et un toit en bâtière avec un pignon à l'ouest et un autre à l'est, du côté sud. Le clocher est à quatre pignons, ce qui est exceptionnel au nord de l'Île-de-France. Couvert de deux toits en bâtière imbriqués, il est coiffé d'un clocheton octogonal en charpente, qui se compose d'une section verticale et d'une petite flèche.

### Intérieur

#### Nef

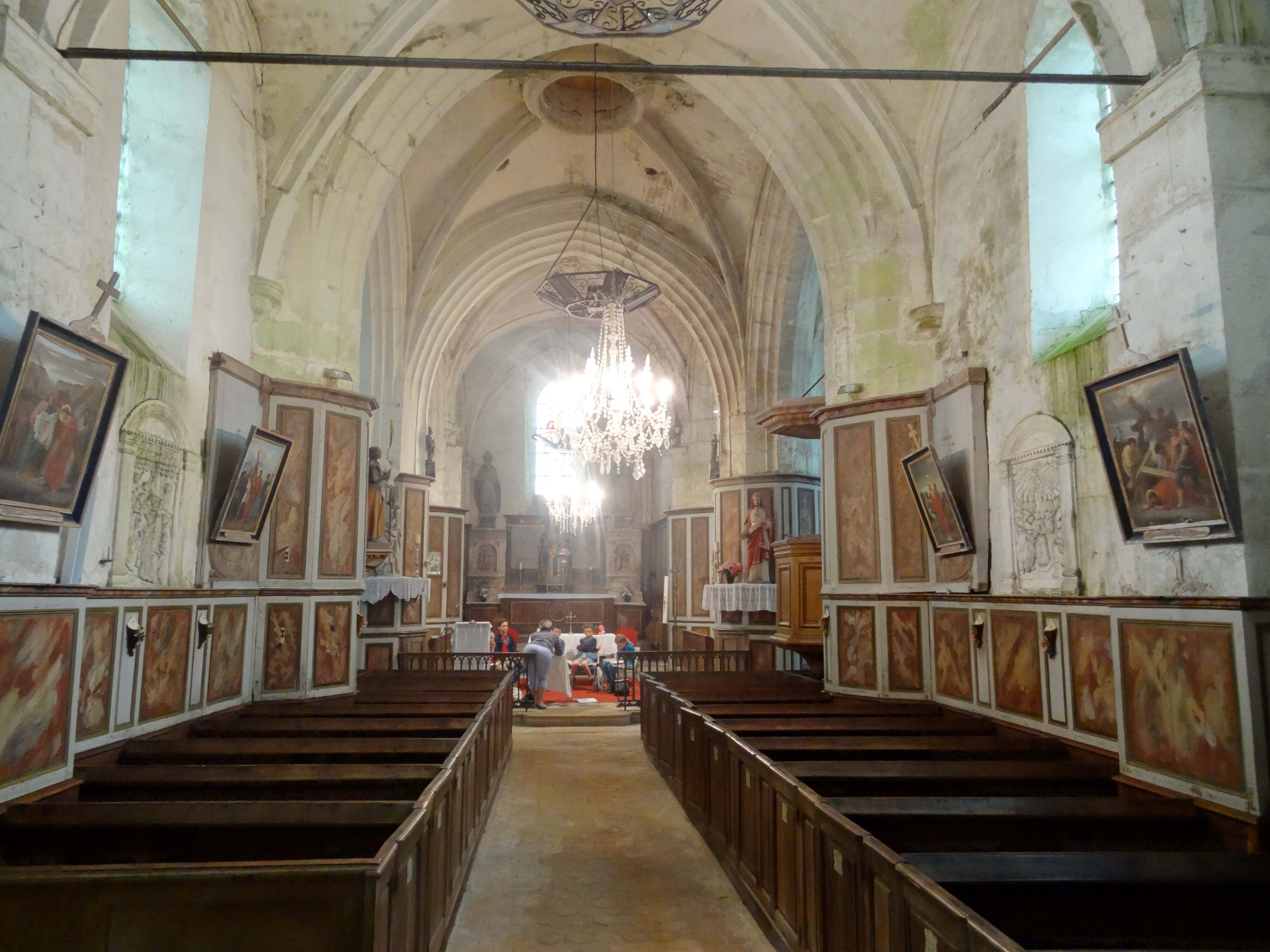
Vue vers l'est.

La nef, à peine plus profonde que large, montre à l'intérieur une importante homogénéité avec les parties orientales de l'église, et ceci grâce au lambris de semi-revêtement constitué de panneaux à fenestrages traités en faux-marbre, qui est présent dans l'ensemble du vaisseau central. Avec les bancs de fidèles fermés par des portes, qui sont inscrits monument historique au titre objet depuis août 1989, il donne du caractère à cette partie de l'édifice marquée par une architecture rustique, et épargne heureusement les six bas-reliefs en pierre taillée qui sont encastrés dans les murs de part et d'autre du portail et en dessous des quatre fenêtres (voir le chapitre Mobilier). Rien ne reste à l'intérieur de l'architecture du XIIe siècle. Les proportions trapues, avec des piliers engagés moins élevés que la salle n'est large, sont, comme souvent, révélatrices d'un voûtement après coup, de même qu'à Feigneux, Fitz-James, Saintines, Villeneuve-sur-Verberie et Villers-sous-Saint-Leu. En effet, les voûtes d'ogives sont toujours comprises entre les murs gouttereaux, tandis que les charpentes apparentes en usage dans les églises non voûtées forment une sorte de voûte en berceau au-dessus des murs, et rattachent le volume compris sous la toiture à l'espace intérieur. Rares sont les nefs qui ne comptent que deux travées : on ne peut guère citer que Valmondois dans les environs, ou les nefs non voûtées de Brignancourt, Gadancourt et Le Heaulme. Les frais de construction et d'entretien des nefs étant à la charge des paroissiens, leur reconstruction ou remplacement est souvent mis en attente lors de la reconstruction des transepts et des chœurs par les gros décimateurs du village. Les arcs d'inscription en plein cintre et la modénature méplate des ogives et du doubleau intermédiaire indiquent en l'occurrence la Renaissance ou le XVIIe siècle, le style étant beaucoup trop simple pour permettre une datation plus précise. L'on trouve une modénature semblable des voûtes à Attainville, Berville, Gouzangrez, Mareil-en-France, Le Mesnil-Aubry, Le Plessis-Gassot, etc. Au niveau du doubleau intermédiaire, qui s'est considérablement affaisé, les voûtes retombent sur des massifs de maçonnerie évoquant des contreforts internes, et dans les angles, les nervures sont reçues sur des culs-de-lampe non sculptés et seulement moulurés. Les clés de voûte ne sont pas décorées. Il y a tout au moins des arcs formerets au nord et au sud, mais pas au revers de la façade.

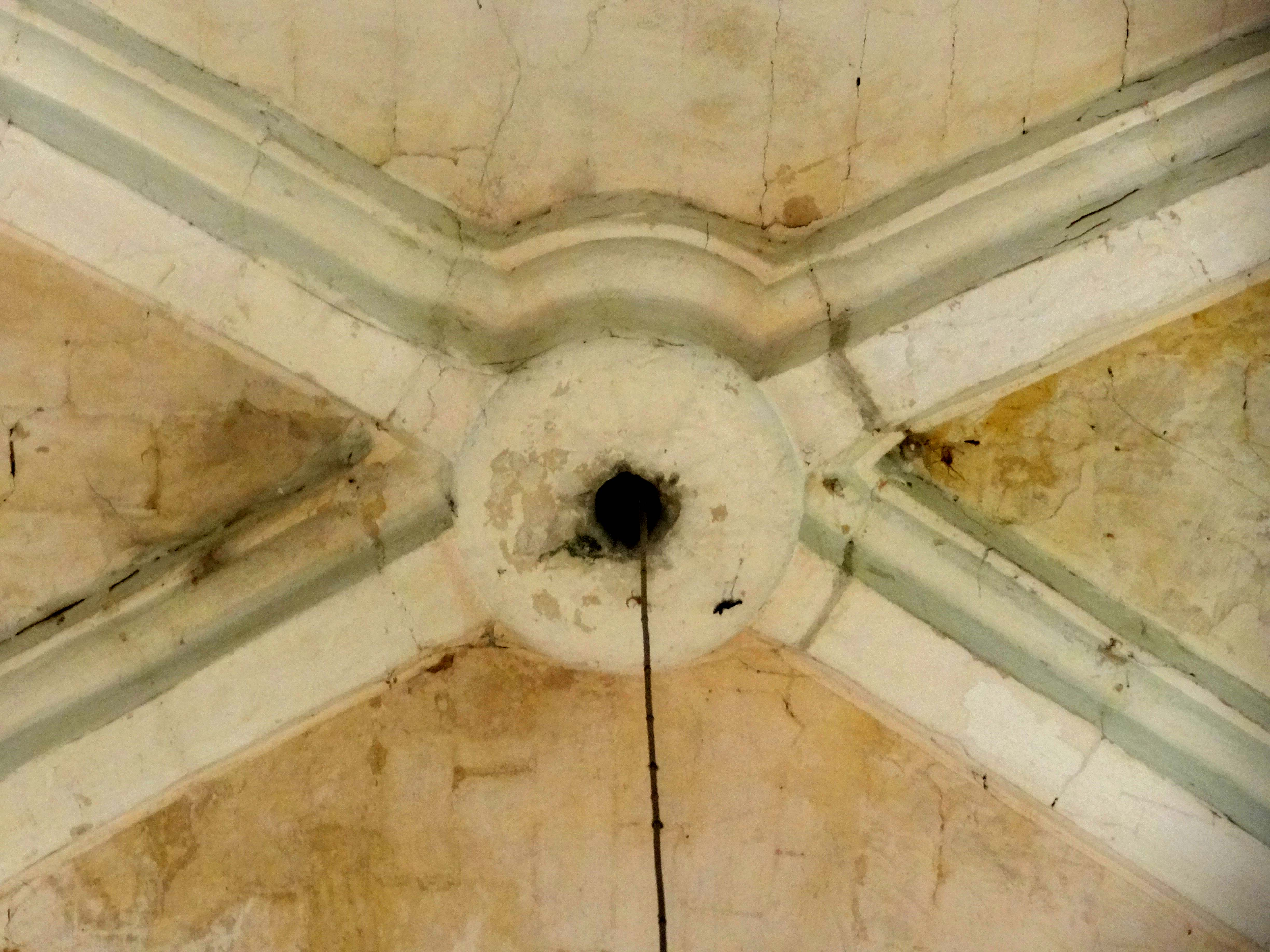
Clé de voûte.
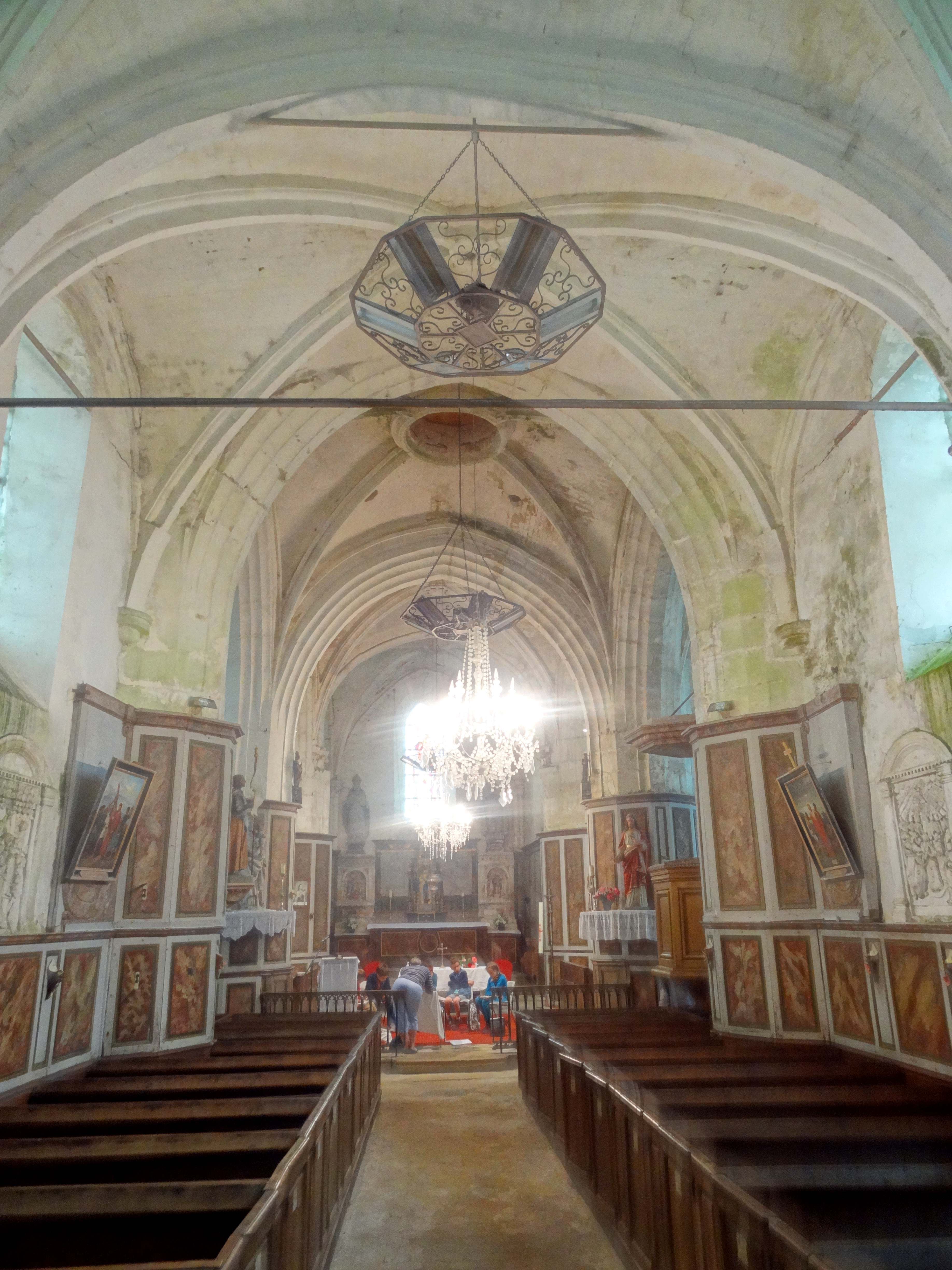
Vue vers l'est.
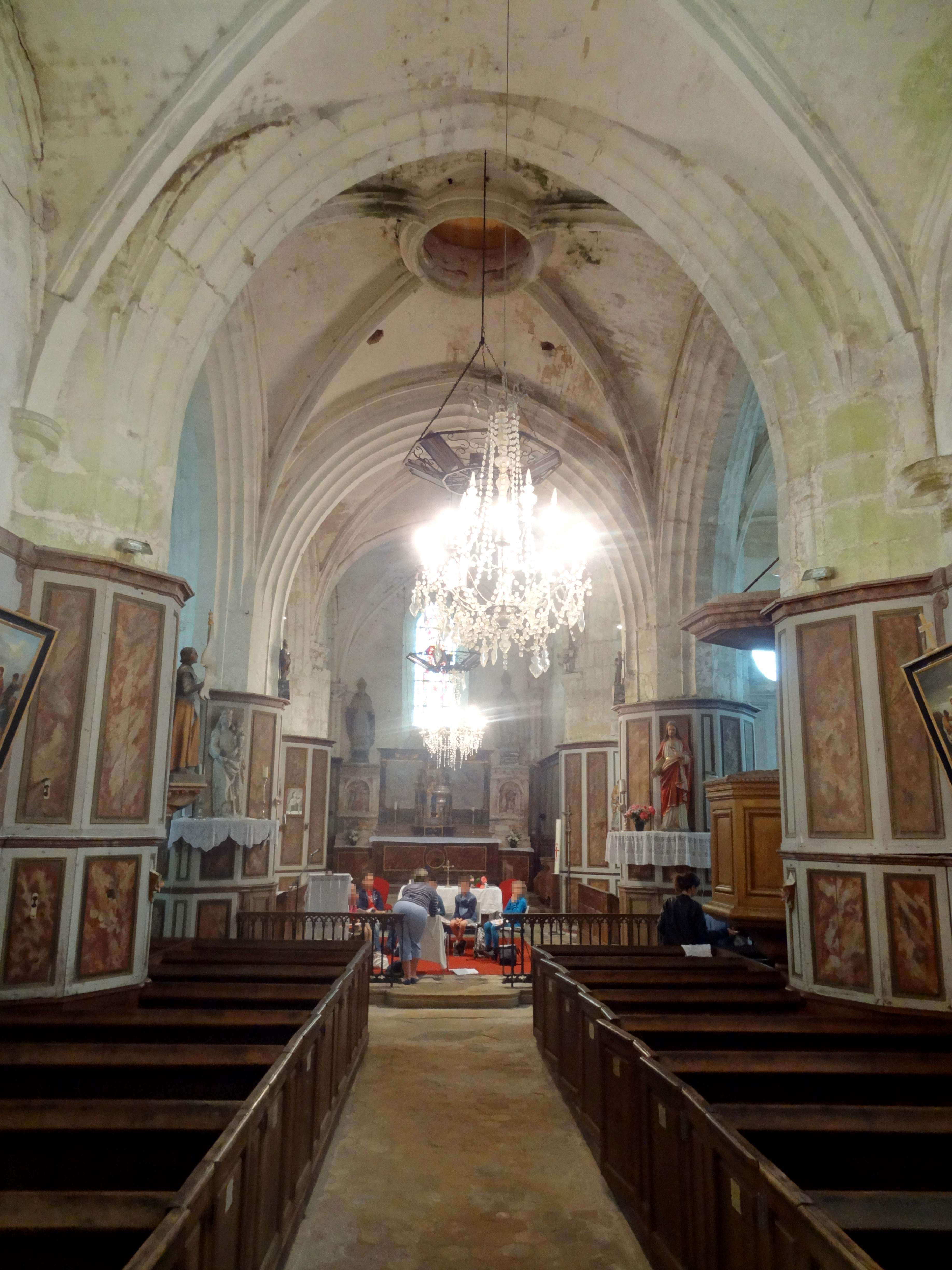
Vue vers l'est.
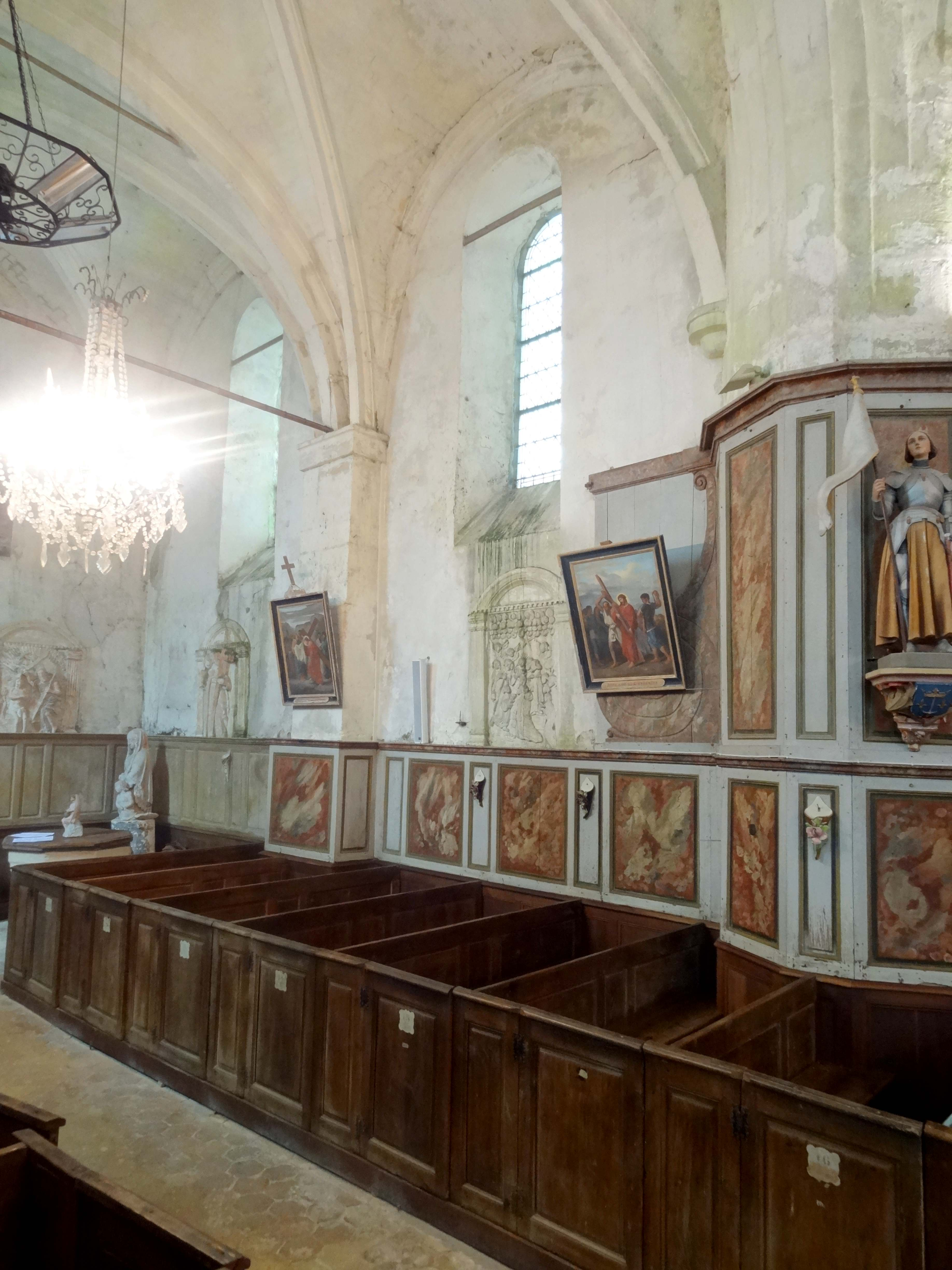
Vue vers le nord-ouest.
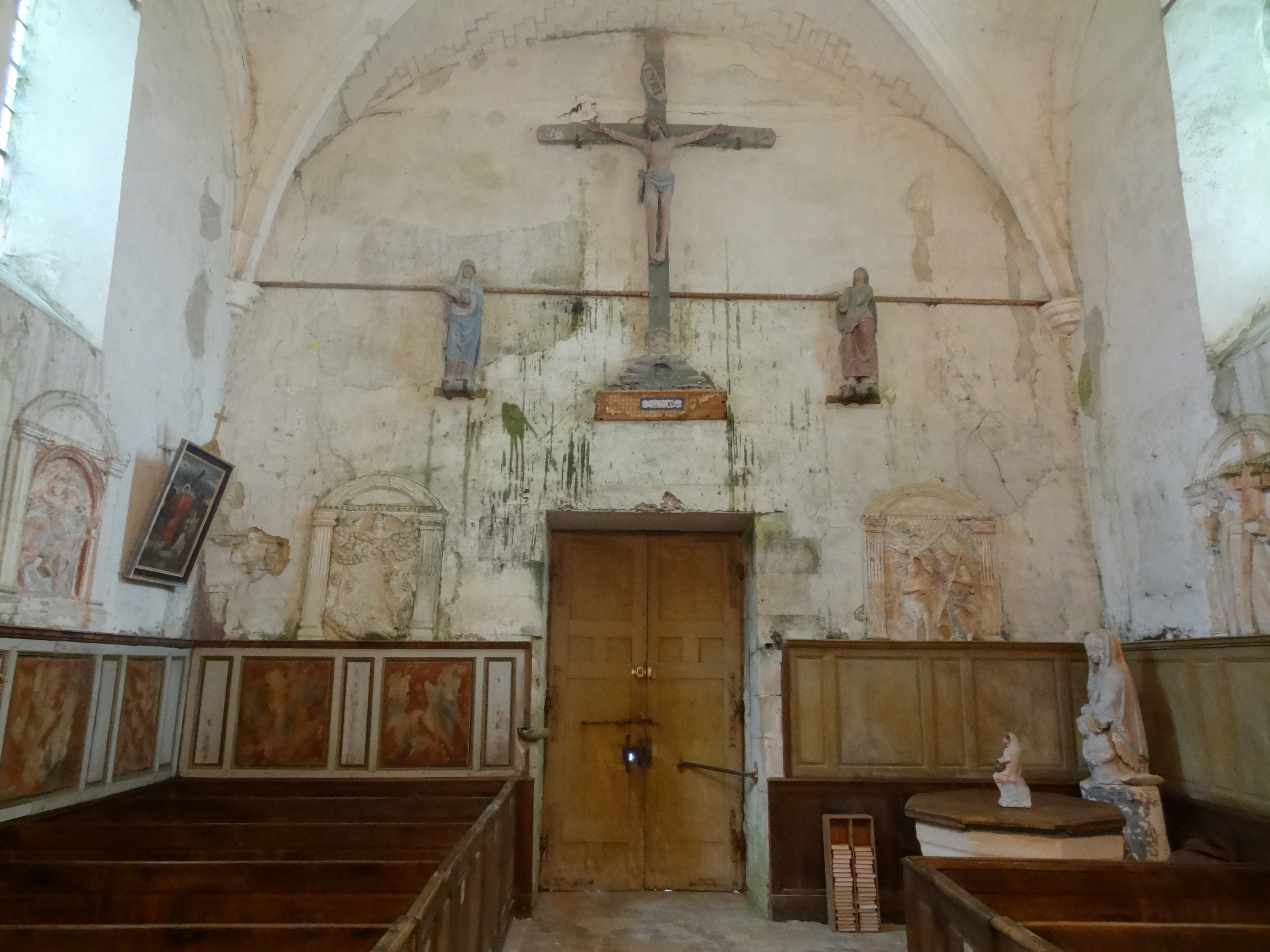
Vue vers l'ouest.
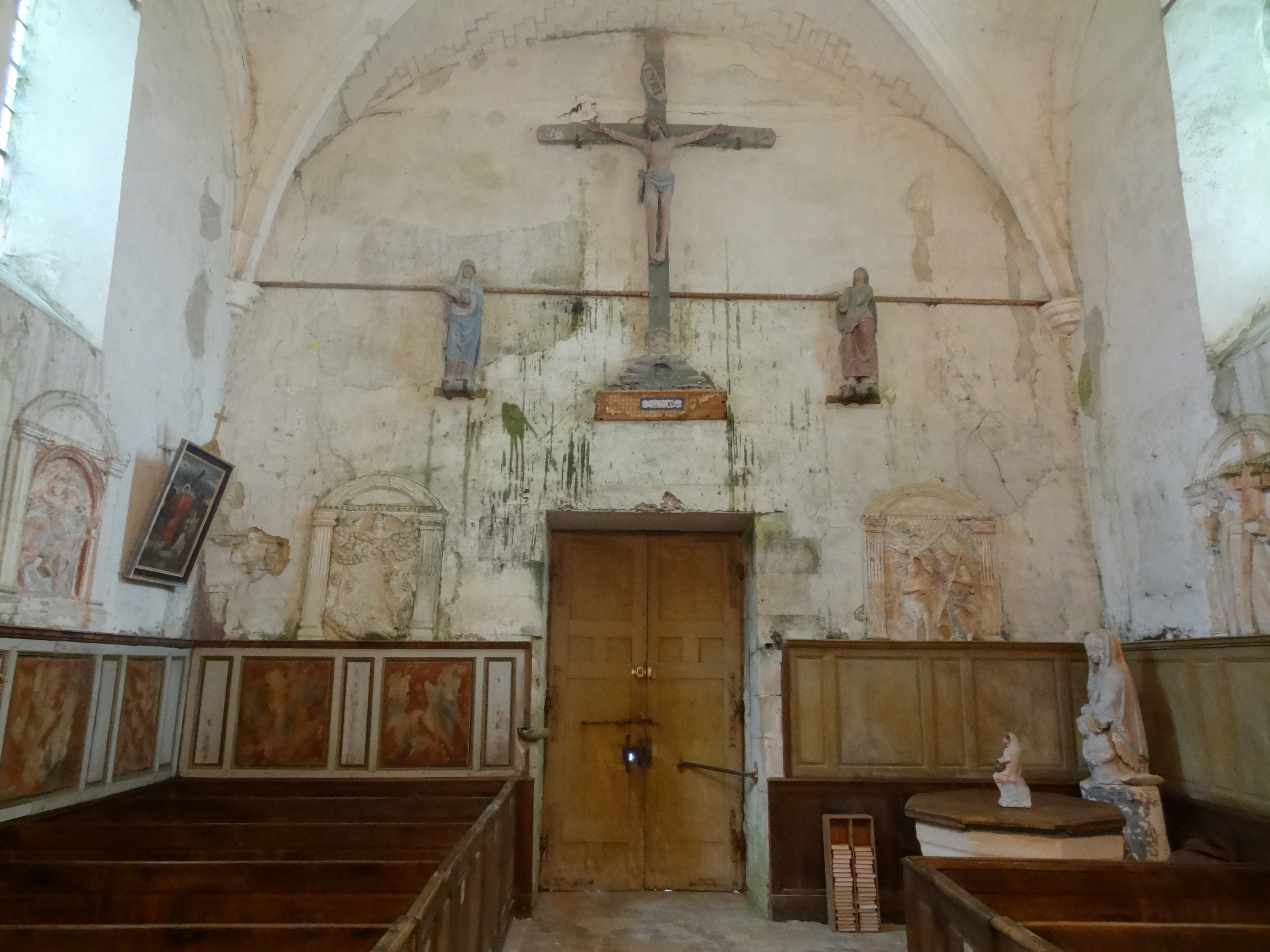
Vue vers l'ouest.

#### Croisée du transept et chœur

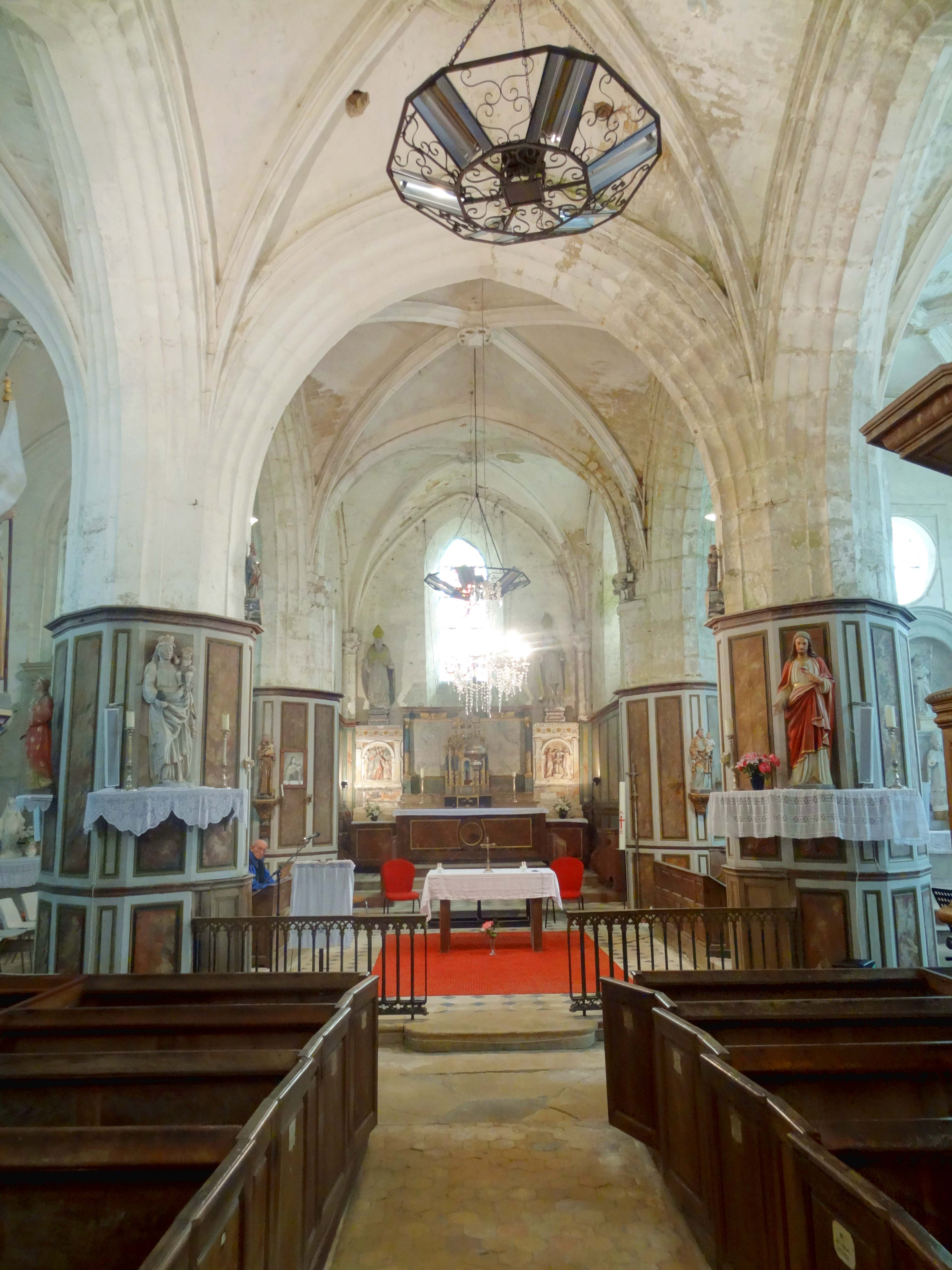
Croisée, vue vers l'est.

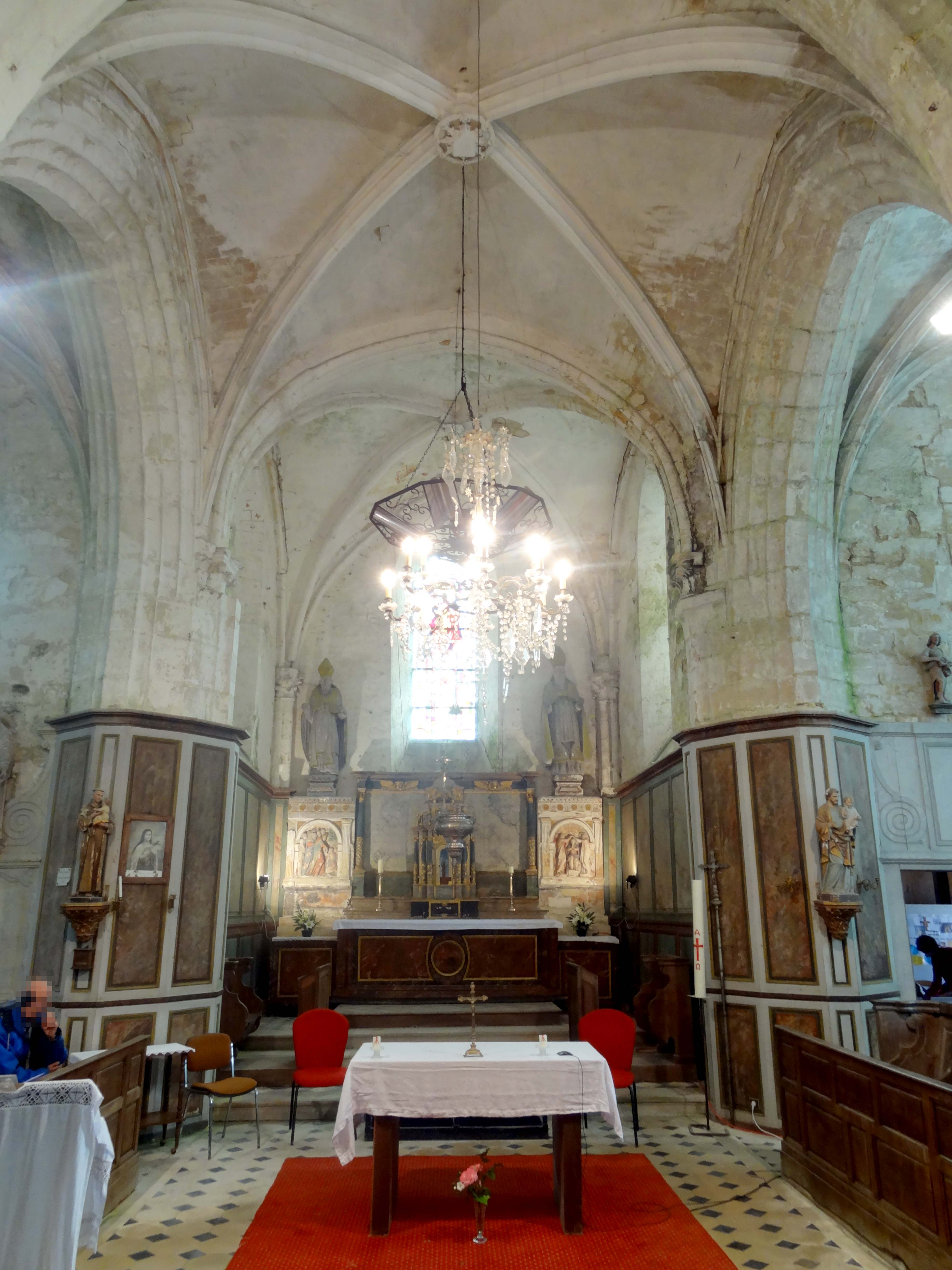
Chœur, vue vers l'est.

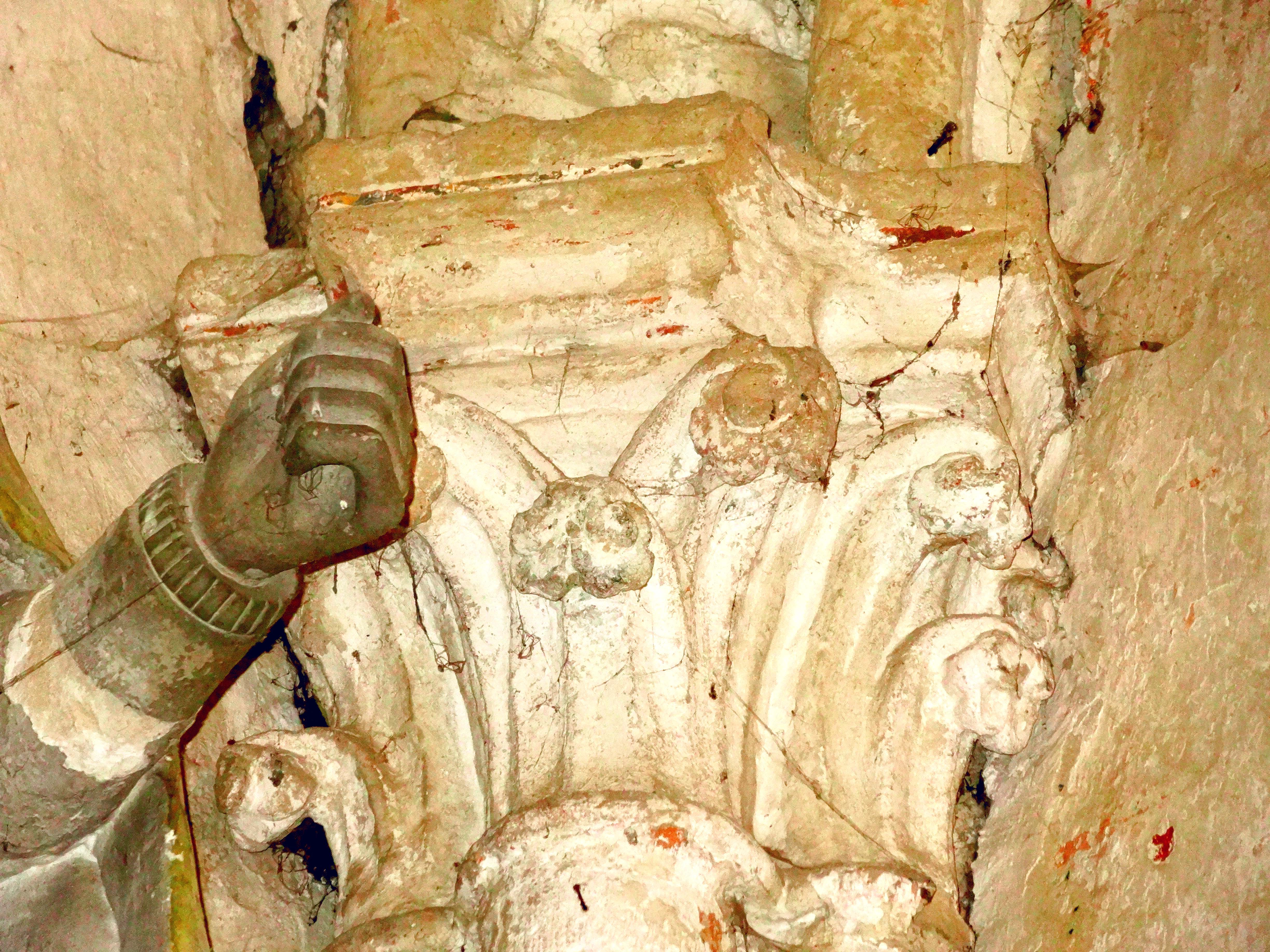
Chœur, 2e travée, chapiteaux à droite du chevet.

Il n'y a, à Hadancourt, guère de différence entre le transept d'une part, et la première travée du chœur avec ses deux chapelles latérales, d'autre part, ce qui justifie d'étudier la croisée du transept dans le contexte du chœur plutôt que dans le contexte des croisillons, d'autant plus que ceux-ci sont différents au nord et au sud. D'après Monique Richard-Rivoire, l'église d'Hadancourt était dépourvue de transept jusqu'au XVIe siècle, et très peu d'églises qui n'en possèdent primitivement pas en sont pourvus à la période flamboyante, dont Amfreville-sous-les-Monts et Berville. L'arc brisé règne sur le carré du transept, le chœur et les deux travées du nord. Comme souvent à la période flamboyante, la hauteur des piliers est équivalente à la largeur des travées, et la hauteur sous le sommet des voûtes est équivalente à une fois et demi la largeur. En l'occurrence, la dernière travée, qui subsiste dans son état du début du XIIIe siècle, adopte les mêmes proportions. Malgré le faible nombre d'habitants du village, les dimensions sont plus généreuses que dans un certain nombre d'autres chœurs à un unique niveau d'élévation, très fréquents dans le Vexin français, dont Ableiges, Arthies, Hérouville, Nucourt et Saint-Gervais.
L'architecture est en même temps peu élaborée dans les deux travées du XVIe siècle. Conformément aux préceptes de l'architecture flamboyante, les arcades et les nervures des voûtes se fondent directement dans les piliers, et selon un parti également caractéristique de l'époque mais moins répandu, le profil des arcades et des piliers est analogue. En effet, les architectes flamboyantes affectionnent les profils prismatiques complexes, et l'effort de sculpture est considérable si les piliers prolongent ces profils jusqu'au sol. Mais en l'occurrence, le profil est rudimentaire, et consiste seulement d'un intrados méplat entre trois facettes concaves de chaque côté. S'y ajoutent des formerets. Ce profil n'a rien d'original, mais son usage reste limité à une partie des arcades et nervures dans les autres églises de la région : croisée du transept d'Avrechy ; ogives et doubleaux de Blaincourt-lès-Précy ; grandes arcades de La Chapelle-en-Serval ; grandes arcades retaillées au nord de la nef de Clermont ; doubleaux également retaillés de la nef et de la base du clocher de Cauvigny ; nef de Jonquières ; chœur de Magny-en-Vexin ; arcades sous le clocher de Précy-sur-Oise ; une arcade du collatéral de Presles ; grandes arcades de La Roche-Guyon ; grandes arcades du sud de Saint-Clair-sur-Epte, taillées dans un mur préexistant ; croisée du transept de Vétheuil, etc. Il s'agit du profil de choix pour les arcades ouvertes dans un mur existant, retaillées ou reprises en sous-œuvre, et pour les arcades souvent très épaisses des bases de clocher. Le même profil est retenu pour les églises construites au rabais, dont Blaincourt La Chapelle-en-Serval, La Roche-Guyon et Jonquières. Telles sont les quatre doubleaux autour du carré du transept et les deux doubleaux latéraux de la première travée du chœur. Quant aux ogives, elles accusent le profil commun à la quasi-totalité des voûtes flamboyantes du Vexin, à savoir un filet entre deux fines moulures concaves et deux larges gorges, séparées des voûtains par des filets saillants. Le centre de la voûte du carré du transept est percé d'un trou pour le passage des cloches. La clé de voûte de la première travée du chœur est une étoile à huit branches aux extrémités fleuronnées, formée par des arcatures trilobées et entourée d'une cordelière,.
Malgré la petite taille du village, le chœur compte deux travées, ce qui est loin d'être le cas partout, comme le montrent Le Bellay-en-Vexin, Bréançon, Cléry-en-Vexin, Commeny, Grisy-les-Plâtres, La Villeneuve-Saint-Martin. Dans le Vexin et le Beauvaisis, la plupart des chœurs de deux travées au chevet plat ont été munis de collatéraux jusqu'à la dernière travée au fil des siècles, de sorte que le plan de l'église s'inscrive dans un rectangle, comme à Ableiges, Belle-Église, Bornel, Cergy, Delincourt, Haravilliers, Livilliers, Mogneville, Nucourt, Saint-Gervais. Ce n'est pas le cas à Hadancourt (ni à Théméricourt), et la deuxième travée du chœur conserve donc ses fenêtres latérales. Ce sont des lancettes fortement ébrasées, et telle est aussi la baie du chevet. Plus habituelles à l'époque sont deux lancettes géminées, ou un triplet. La voûte fait donc la seule richesse architecturale de la travée du début du XIIIe siècle. Elle commence à l'ouest par un doubleau mouluré d'un large filet entre deux tores, et est munie de formerets toriques. Ses ogives accusent un tore unique devant un bandeau, et la clé de voûte est sculptée d'une petite rosace. Les tailloirs sont carrés, et se composent, du haut vers le bas, d'une plate-bande et d'un cavet délimité par deux baguettes. Dans les angles du chevet, les tailloirs et chapiteaux des ogives et formerets sont accolés, sculptés dans un seul bloc, et implantés à 45° face aux ogives. Les parties correspondant aux formerets sont de largeur réduite, et placés en retrait. Cette disposition des supports est rare, et évoque Ableiges et Bréançon. Habituellement, seuls les chapiteaux des ogives sont placés obliquement, et il reste encore un exemple dans l'angle nord-est de la première travée du chœur, à côté du chapiteau du doubleau. Toujours à côté de ce même chapiteau, les chapiteaux de l'ogive et du formeret de la deuxième travée sont placés orthogonalement, mais les tailloirs et corbeilles sont également accolées. En face au sud, le groupe de quatre chapiteaux n'est plus complet. Toutes les corbeilles sont sculptées de feuilles striées ou festonnées aux extrémités enroulées en crochets, et la sculpture est d'un bon niveau. L'anneau en haut des corbeilles des grands chapiteaux de l'arc-doubleau est caractéristique de la dernière phase de la première période gothique, avant l'éclosion du style rayonnant. Les fûts ne subsistent plus que dans les angles du chevet, où leur partie inférieure est dissimulée par les boiseries.

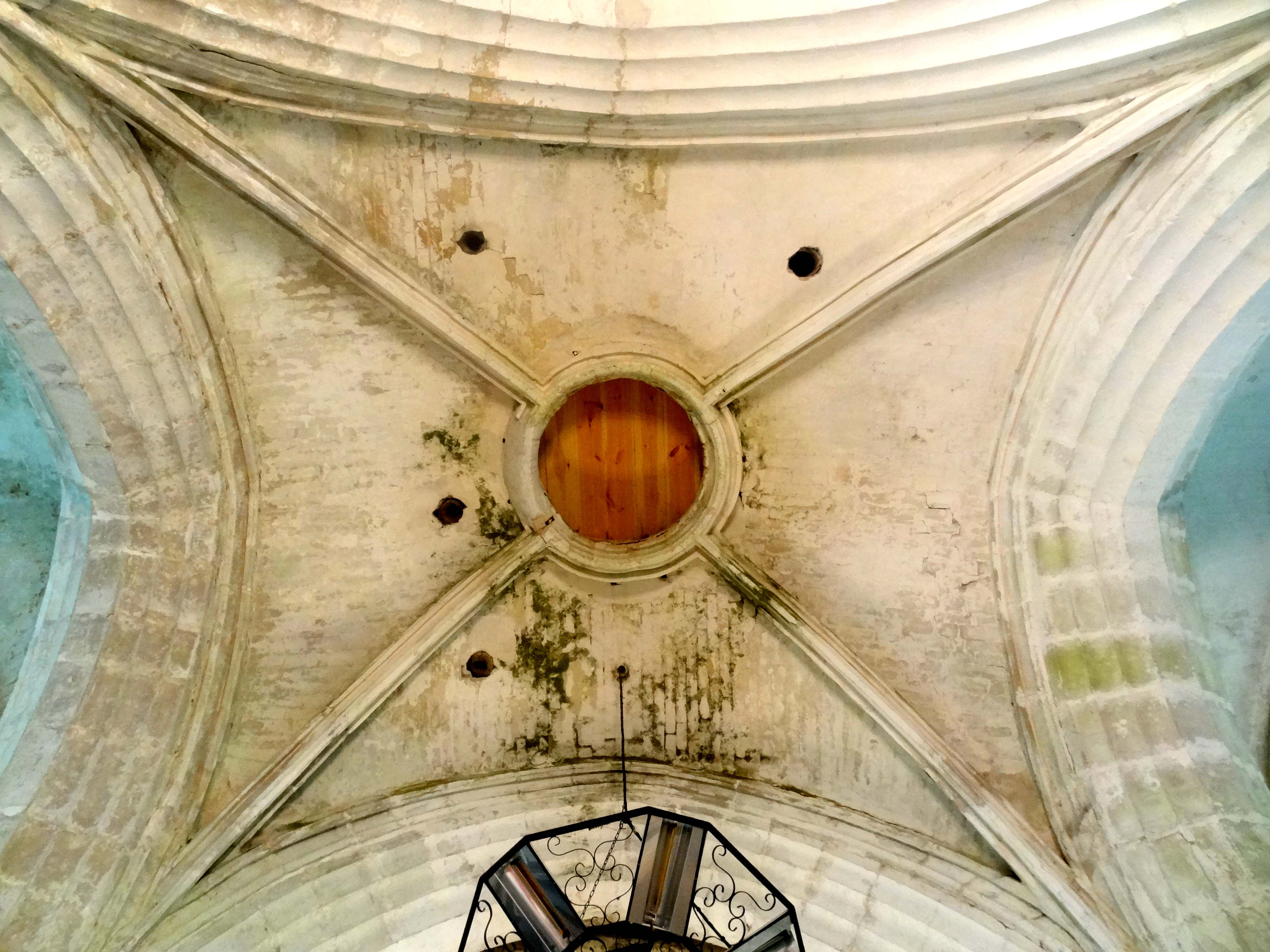
Croisée du transept, voûte avec trou de cloches.
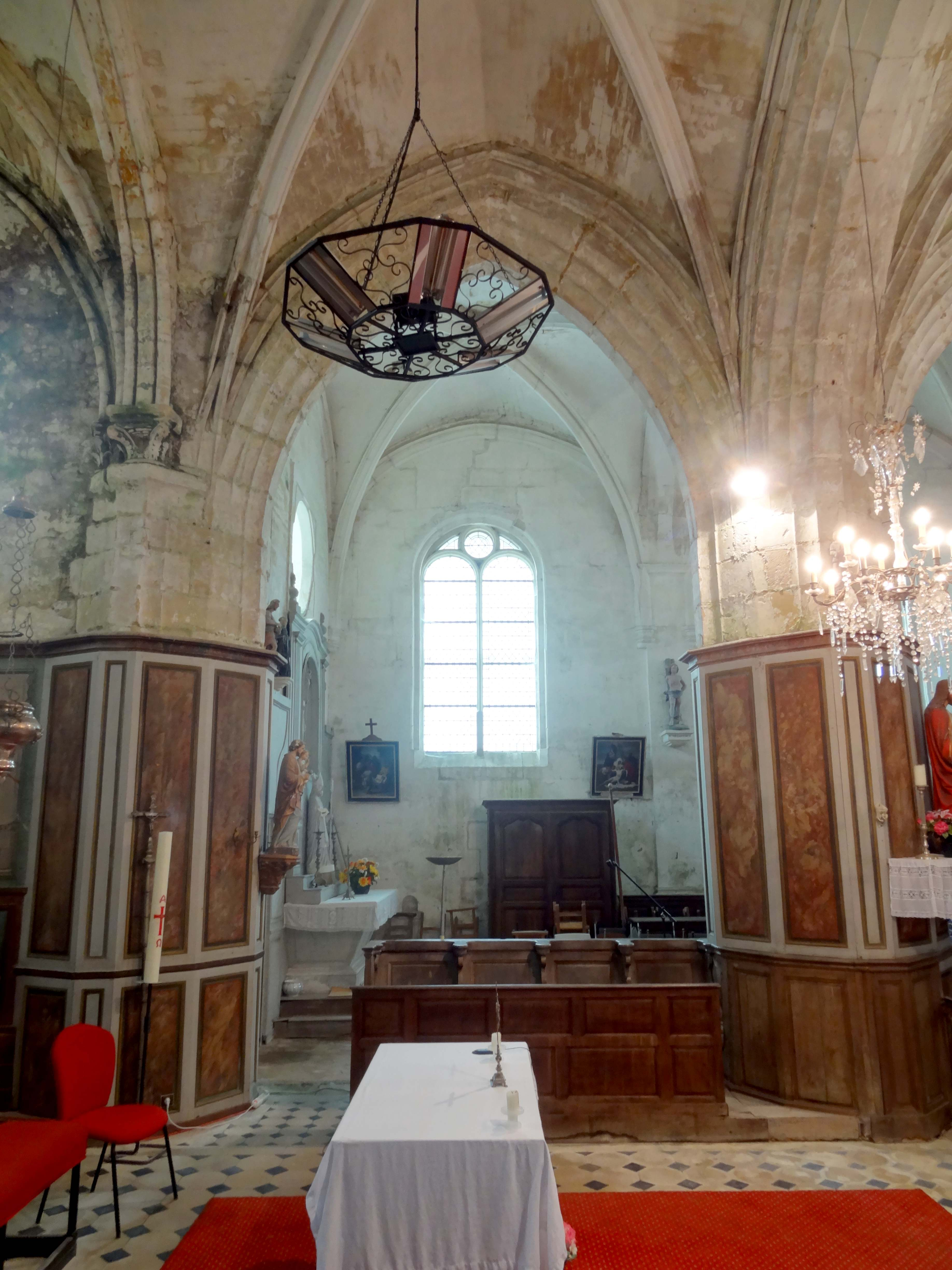
Chœur, 1re travée, vue vers le sud.
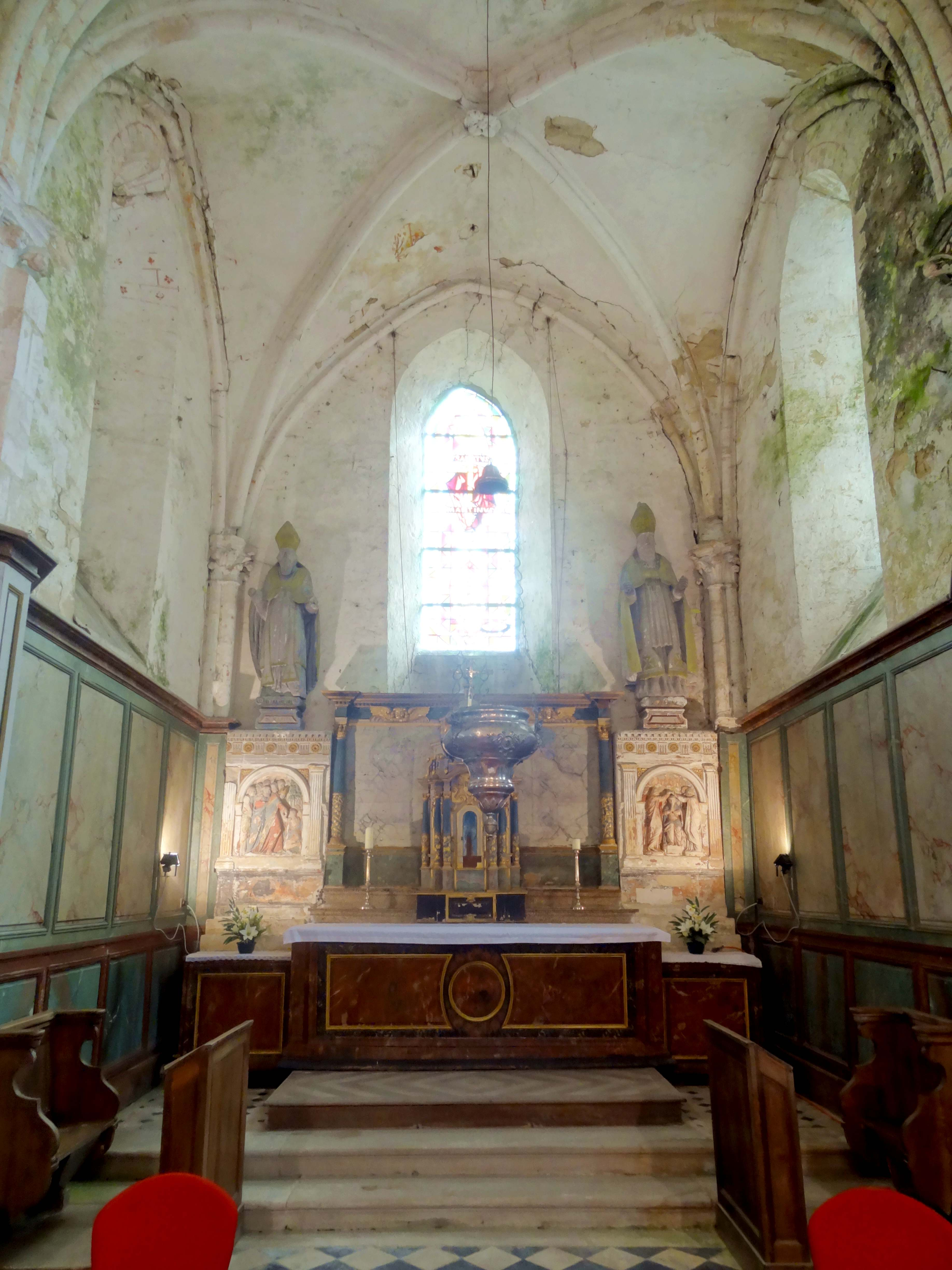
Chœur, 2e travée, vue vers l'est.
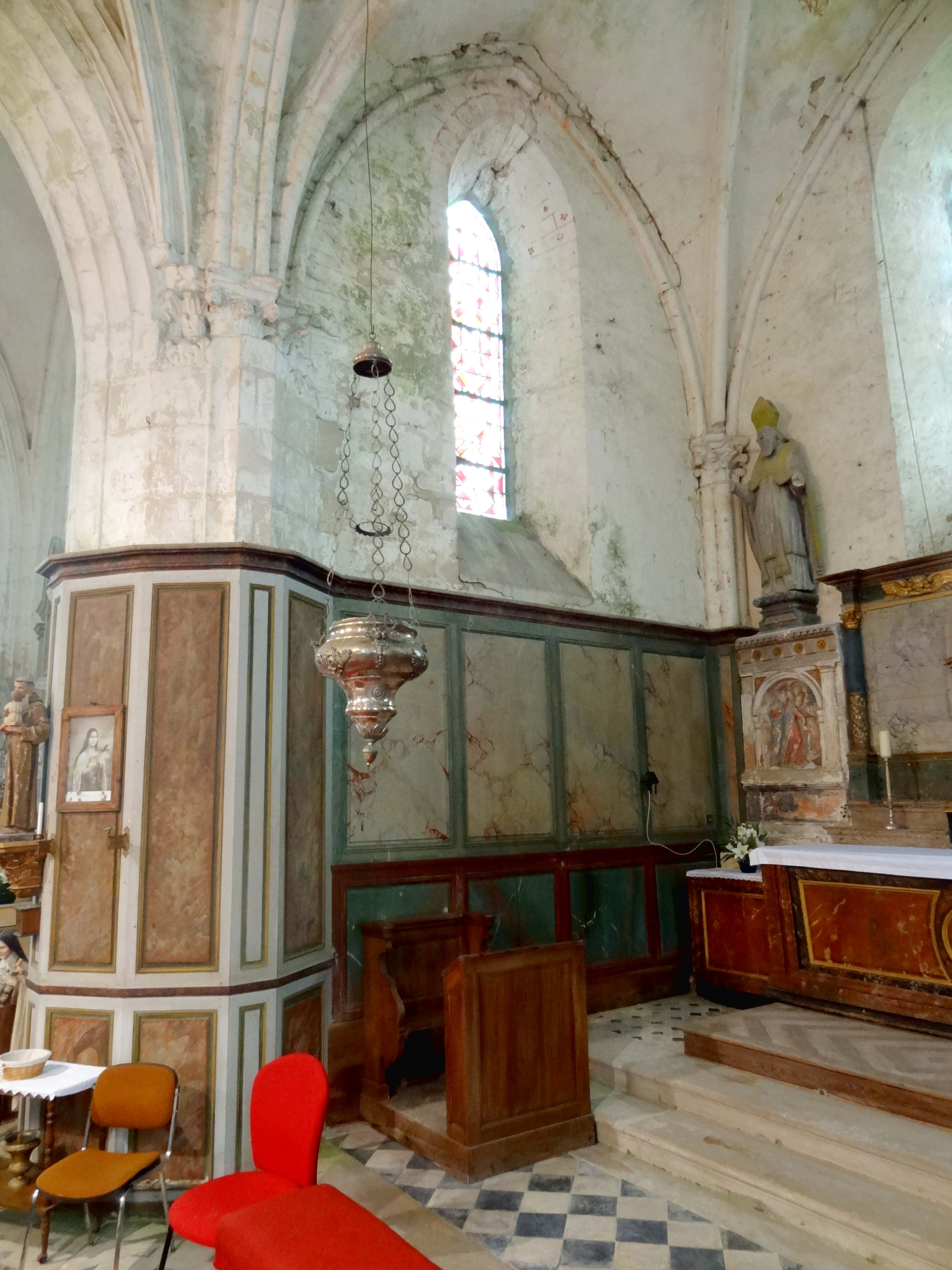
Chœur, 2e travée, vue vers le nord-est.
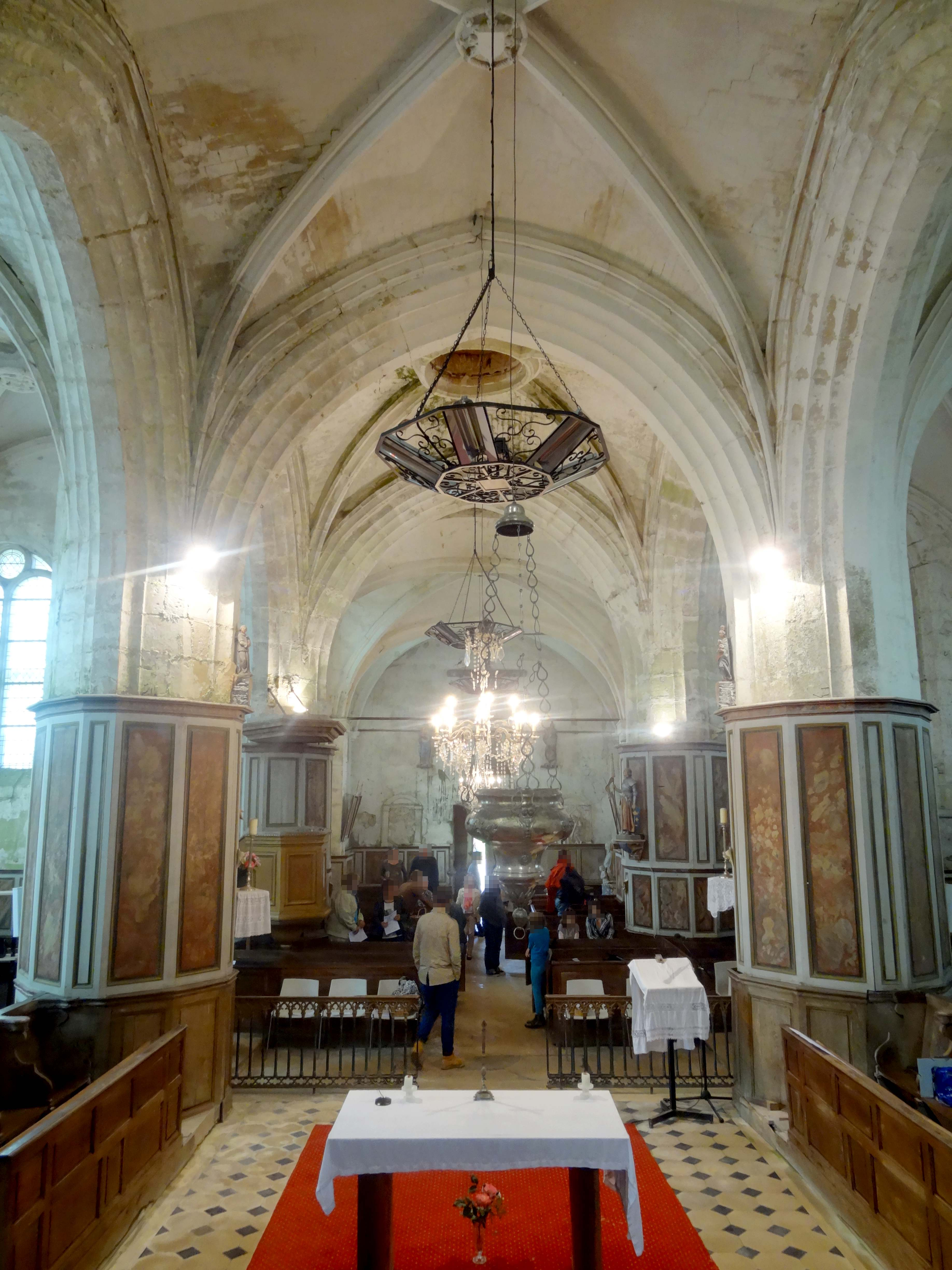
Chœur, 2e travée, vue vers l'ouest.
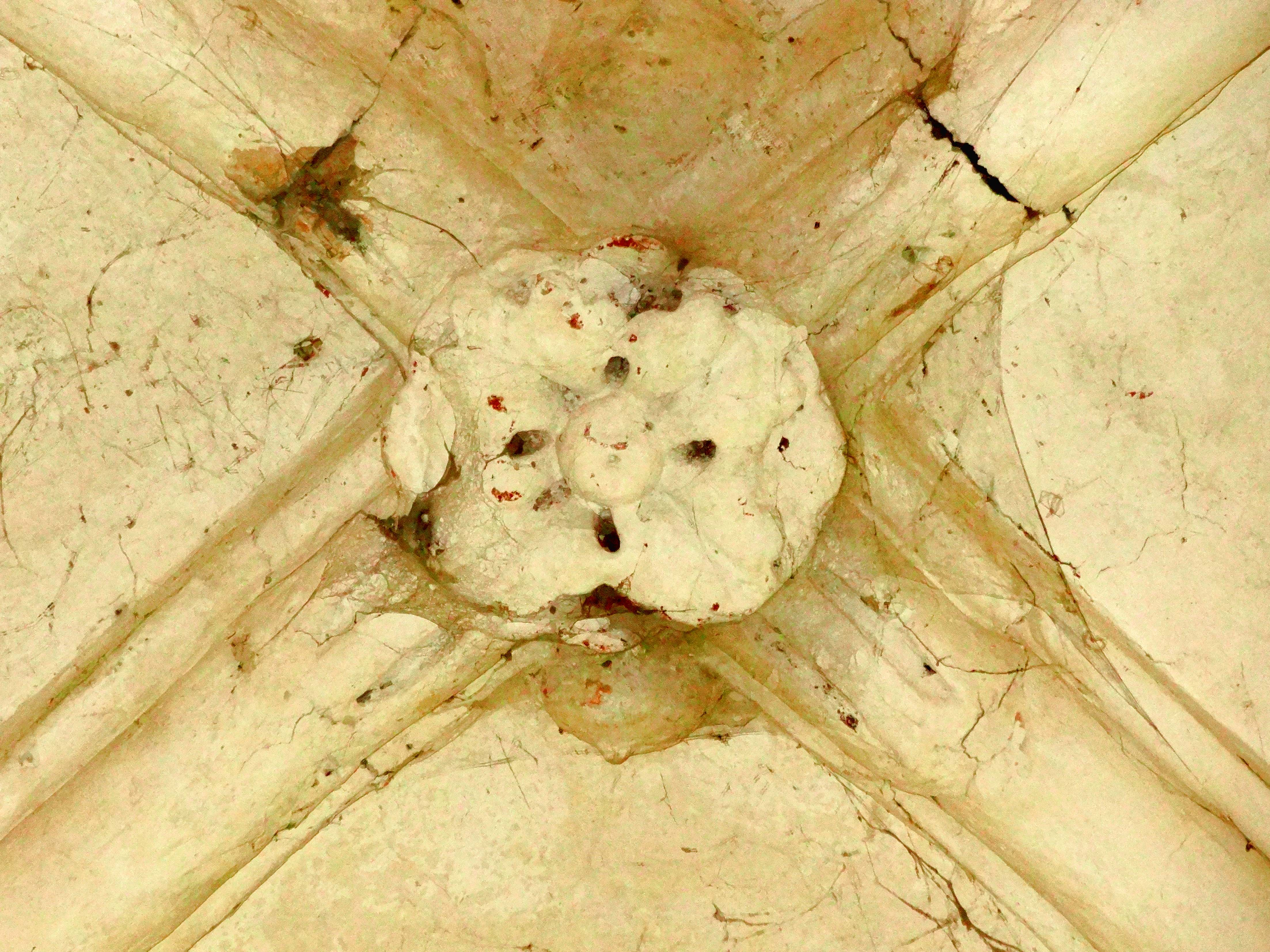
Chœur, clé de voûte de la 2e travée.

#### Croisillon et chapelle latérale nord

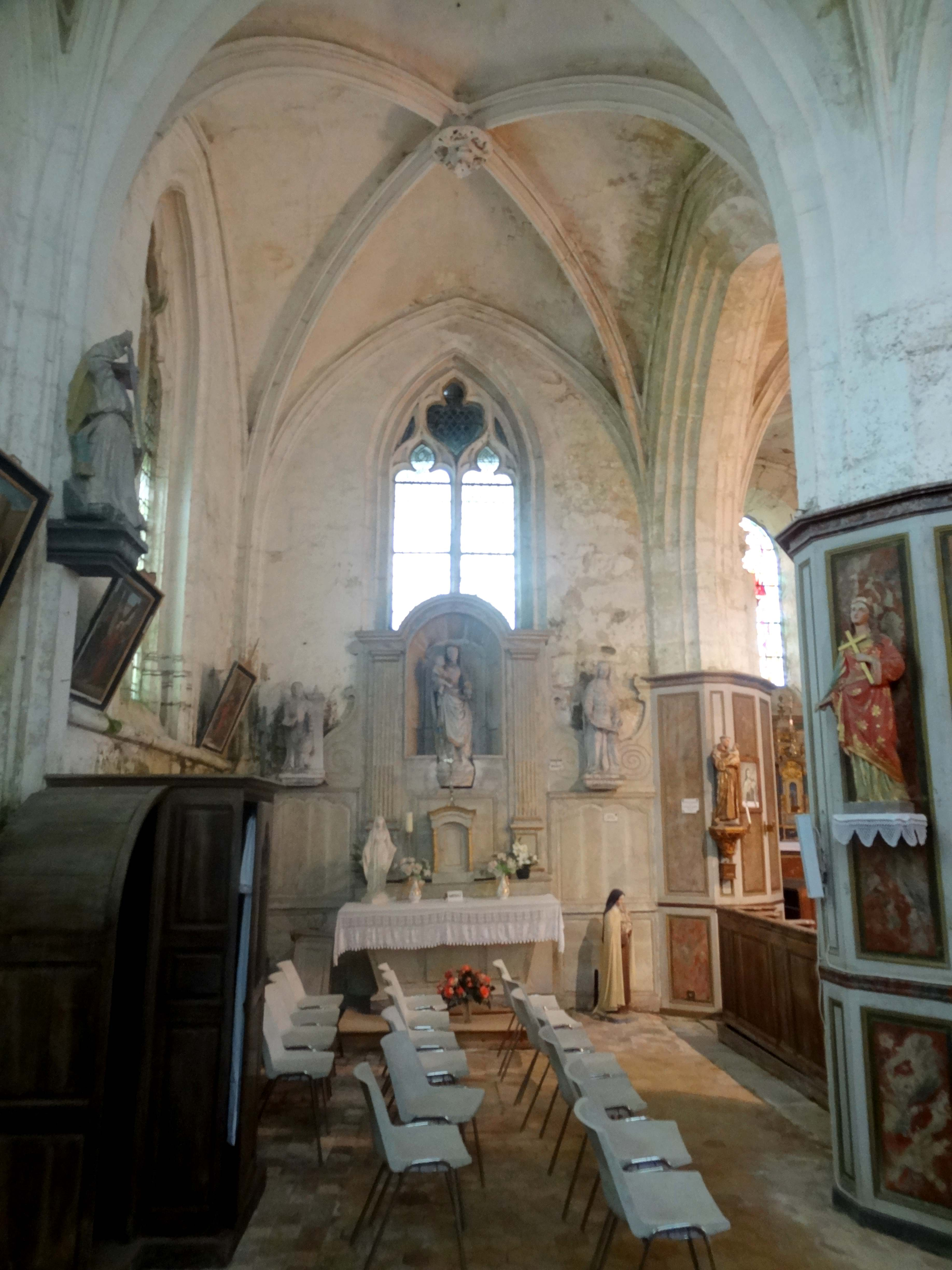
Croisillon, vue vers l'est.

Le croisillon sud et la chapelle qui le prolonge vers l'est forment un ensemble tout à fait homogène, que l'on peut également considérer comme un collatéral de deux travées. Comme dans un grand nombre d'églises du Vexin français, le collatéral est voûté à la même hauteur que le vaisseau central : si ce dernier est d'une hauteur relativement modeste, le collatéral a l'élancement d'un bas-côté d'une église à plusieurs niveaux d'élévation beaucoup plus importante. Ce parti a pour avantage de ne pas poser le problème du contrebutement du vaisseau central, qui est ainsi épaulé par les deux collatéraux. Dans le même ordre d'idées, le doubleau qui sépare le croisillon de la chapelle est renforcé, et s'apparente aux doubleaux autour du carré du transept. Généralement, dans le Vexin français, le profil des doubleaux ordinaires est calqué sur celui des ogives à la période flamboyante. Les ogives affichent le profil déjà observé dans le carré du transept et la première travée du chœur. La continuité stylistique avec le vaisseau central est du meilleur effet. En même temps, l'architecture paraît plus recherché, car les ogives et formerets descendent jusqu'au sol dans les angles nord-est et nord-ouest, ce qui est assez rare en raison de la complication du profil des piliers engagés ainsi définis. Les clés de voûte sont ajourées et délicatement sculptées. Elles se composent d'une petite rosace au centre, et de volutes formées par des feuilles enroulées aux deux extrémités disposées autour, le tout étant encerclé par une cordelière. La clé de la première travée est malheureusement mutilée. Les fenêtres ne sont ici pas en reste, et sont dotées de réseaux flamboyants formés par deux lancettes trilobées surmontées d'un soufflet entre deux mouchettes. La modénature harmonise avec celle des voûtes. Les baies sont entourées d'une arête saillante du même profil aigu que les meneaux, et ces arêtes de même que les meneaux sont munies de bases moulurées polygonales. Le seuil des fenêtres est en profil de doucine. Un bandeau torique marque la limite des allèges, ce qui peut paraître comme un anachronisme au début du XVIe siècle.

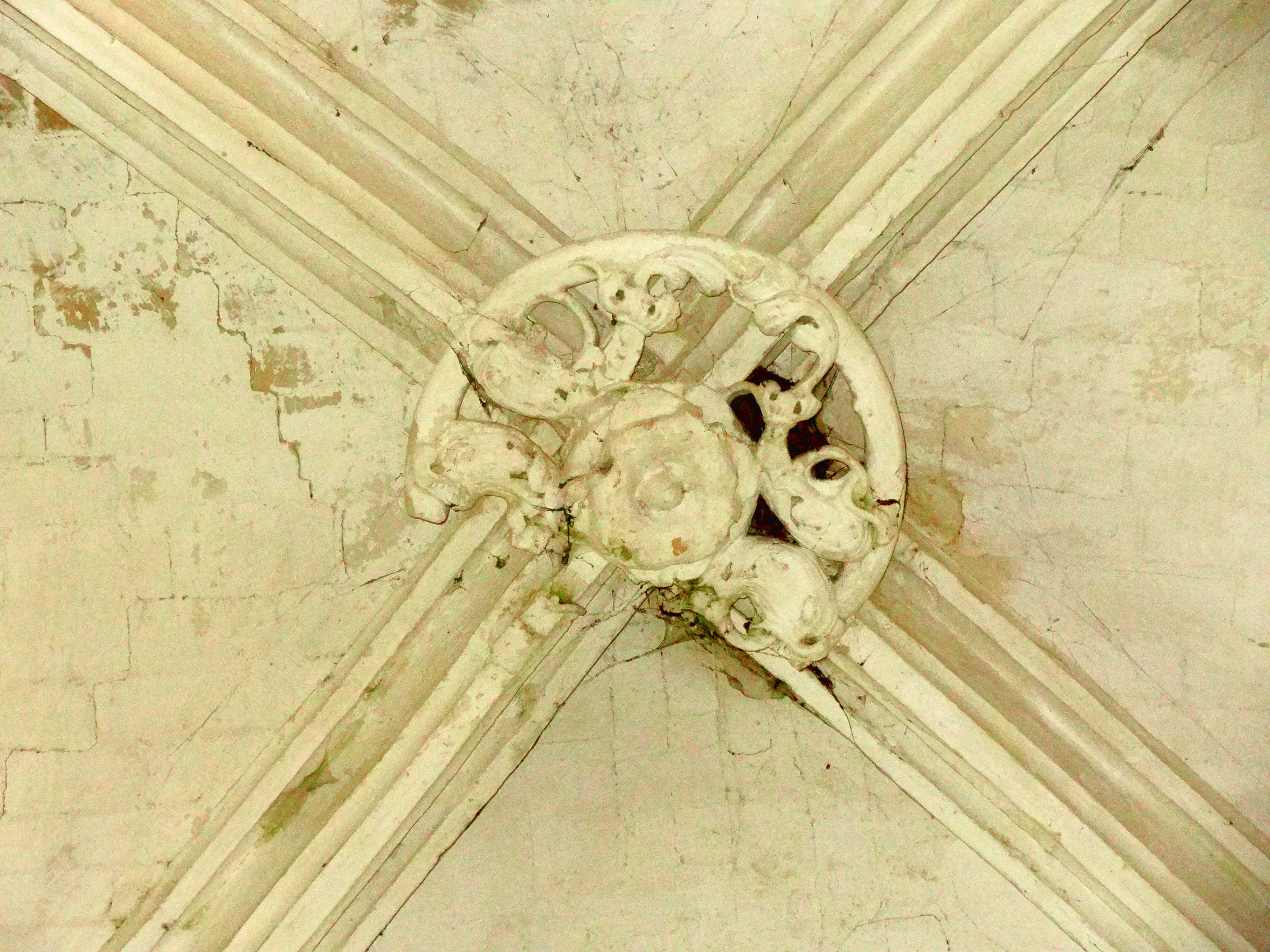
Croisillon nord, clé de voûte.
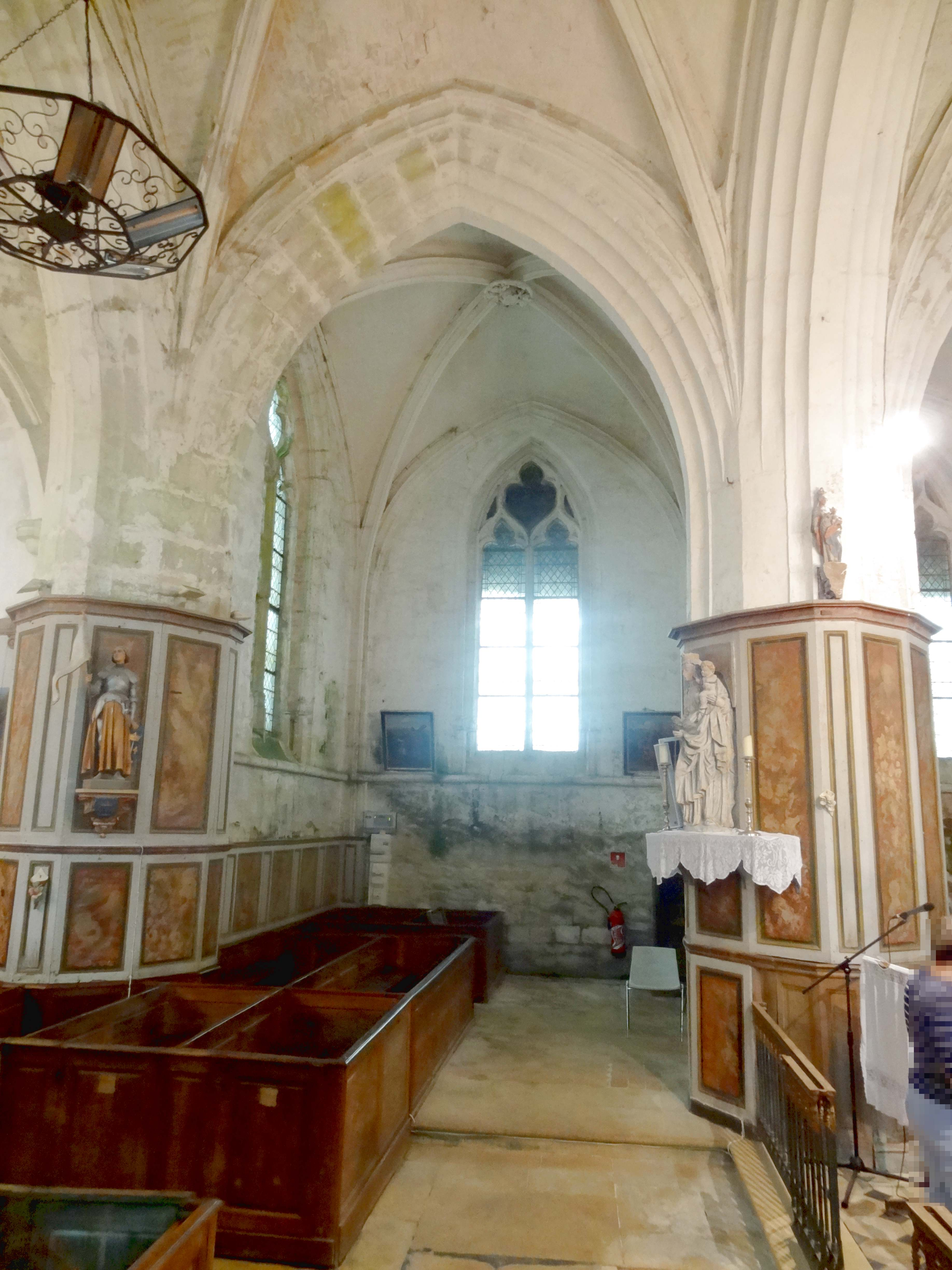
Croisée du transept, vue dans le croisillon nord.
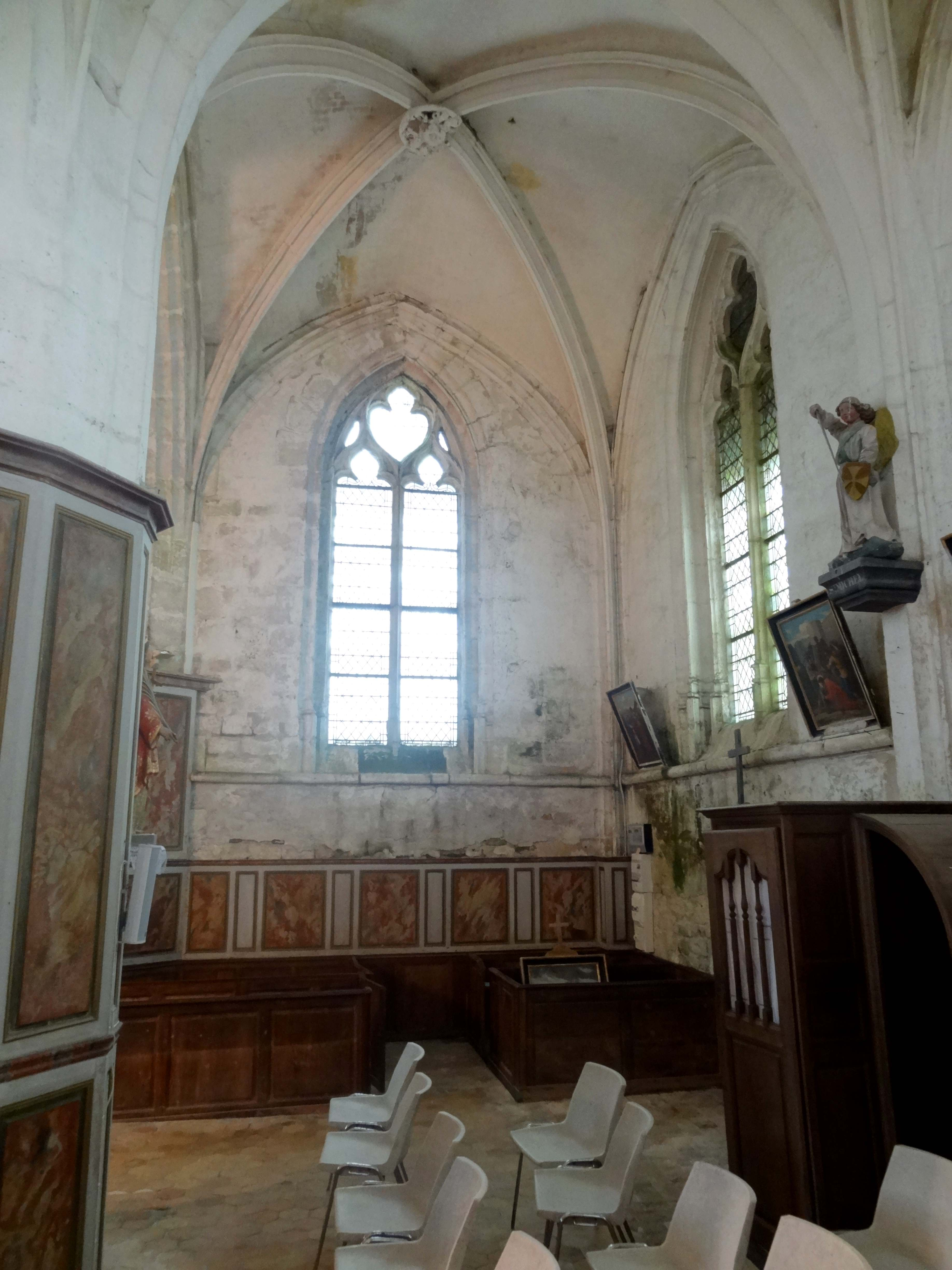
Croisillon nord, vue vers le nord-ouest.
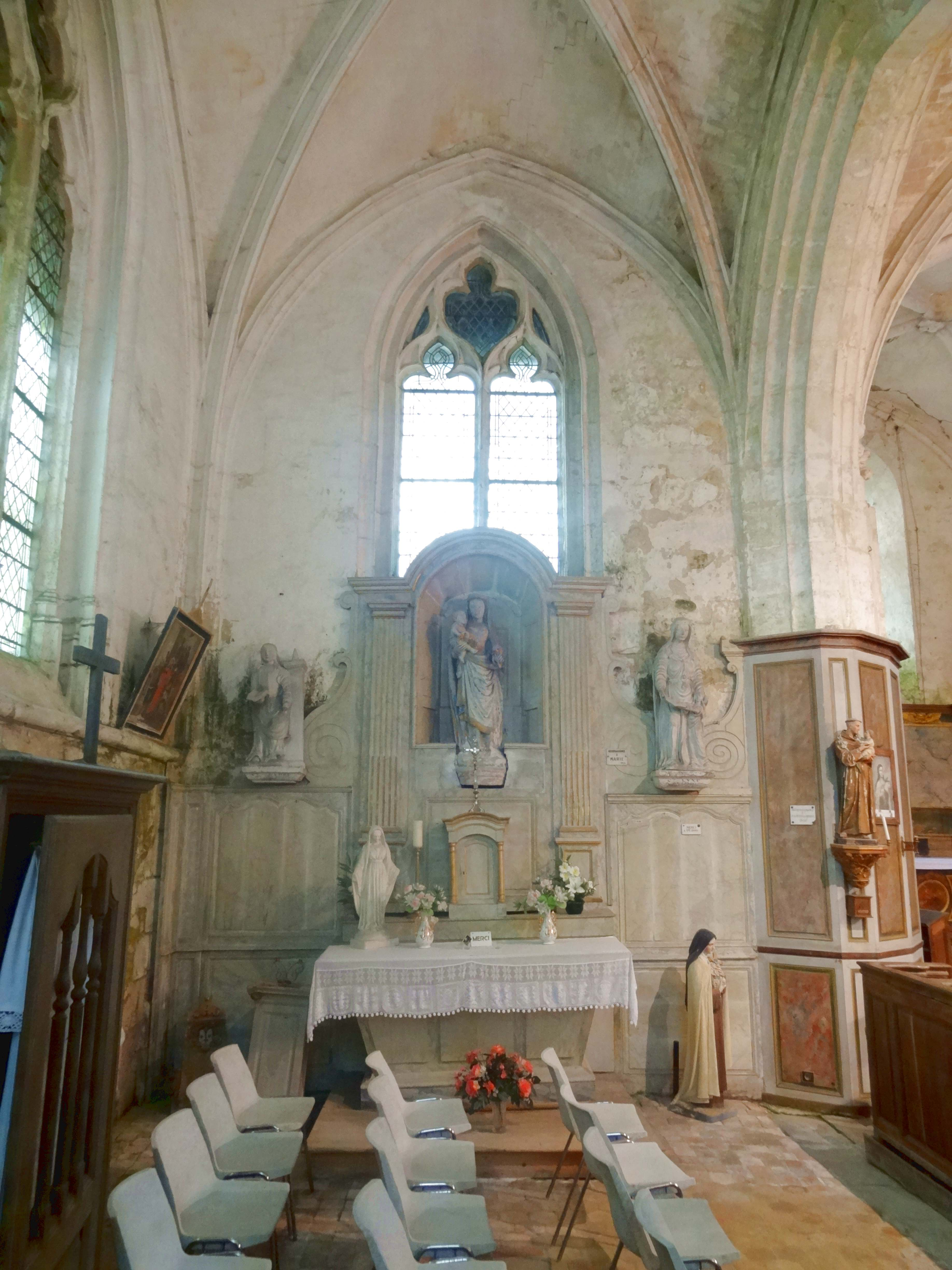
Chapelle nord, vue vers l'est.
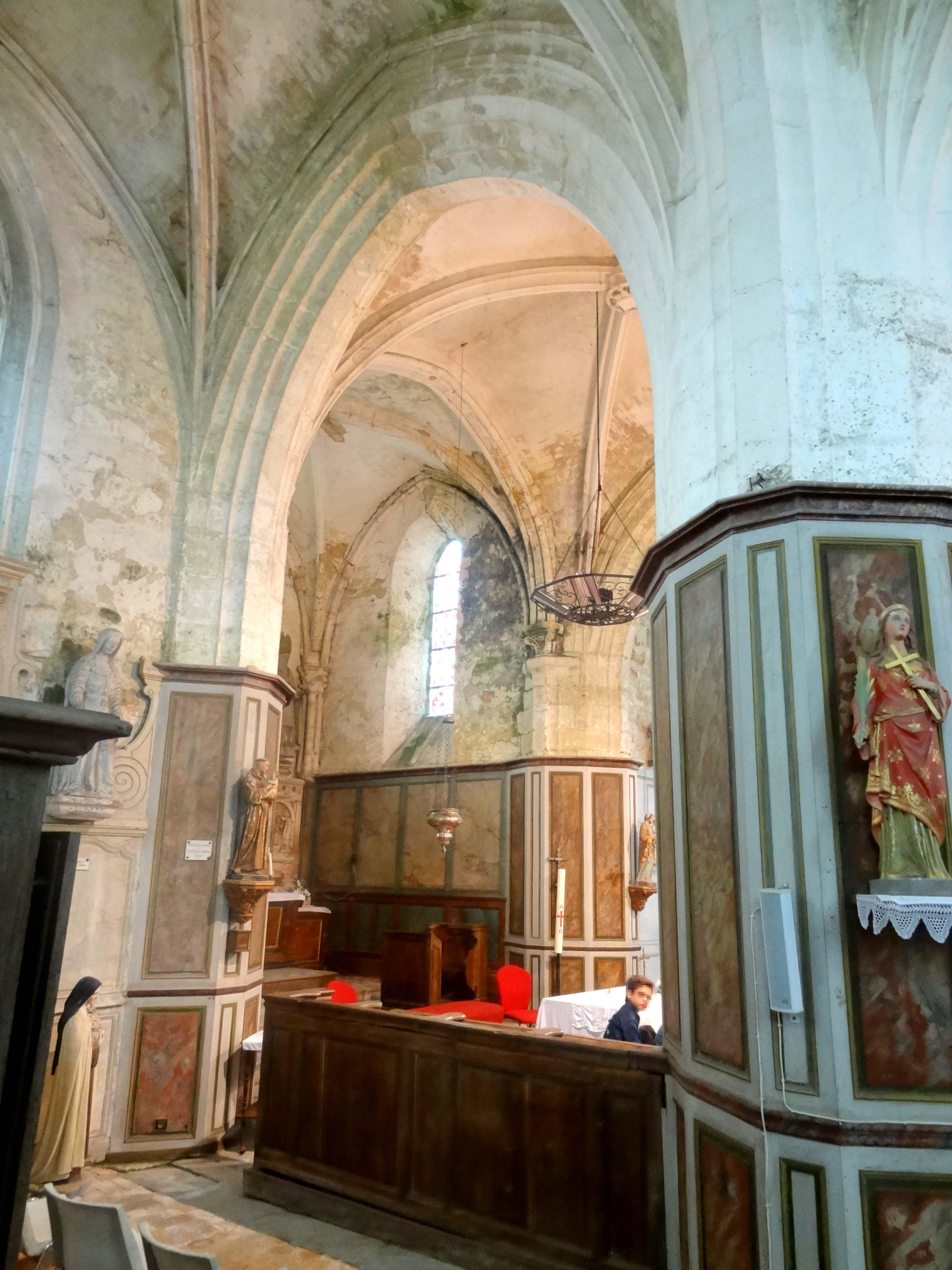
Chapelle nord, vue vers le sud-est dans le chœur.
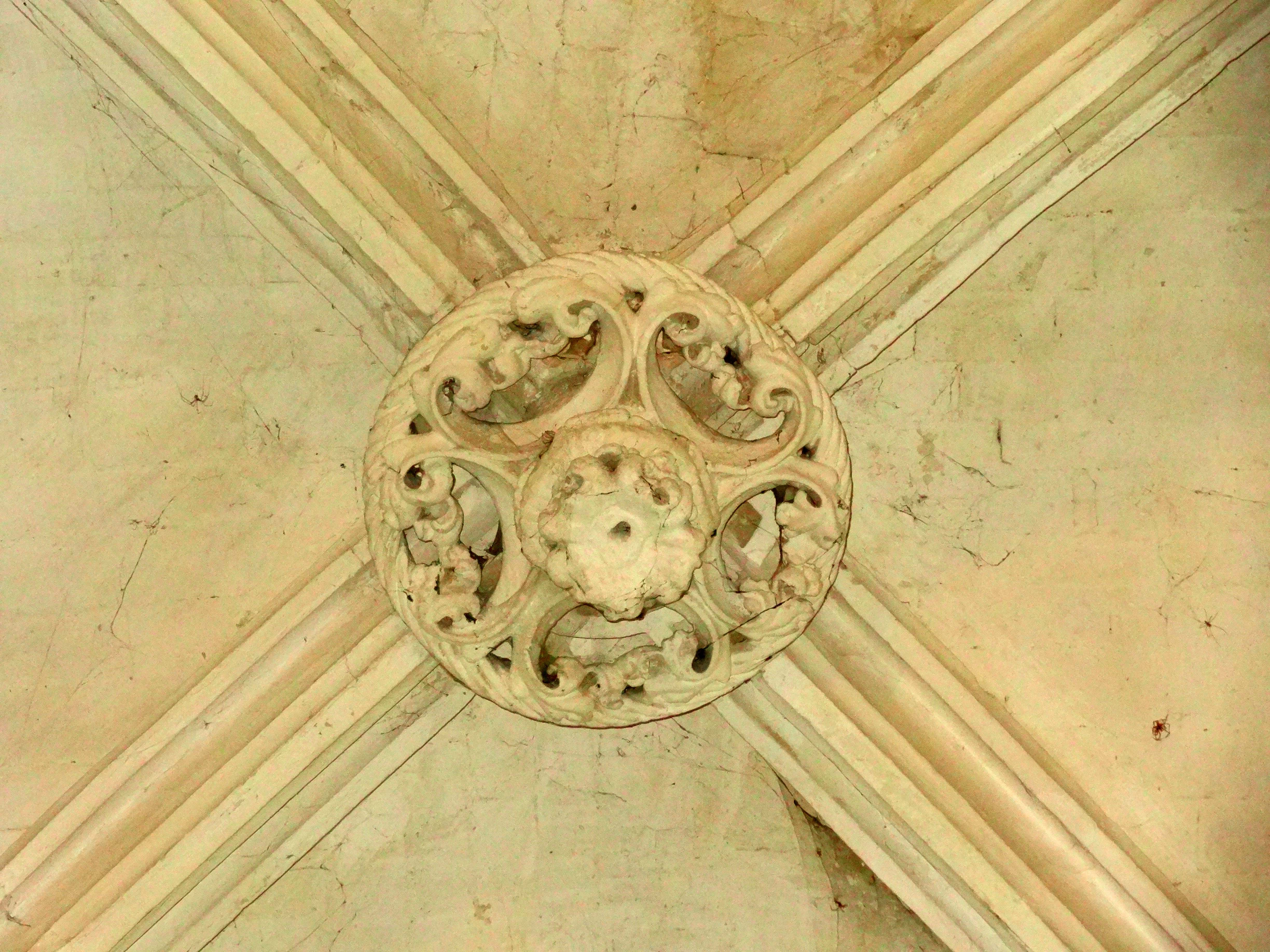
Chapelle nord, clé de voûte.

#### Croisillon et chapelle latérale sud

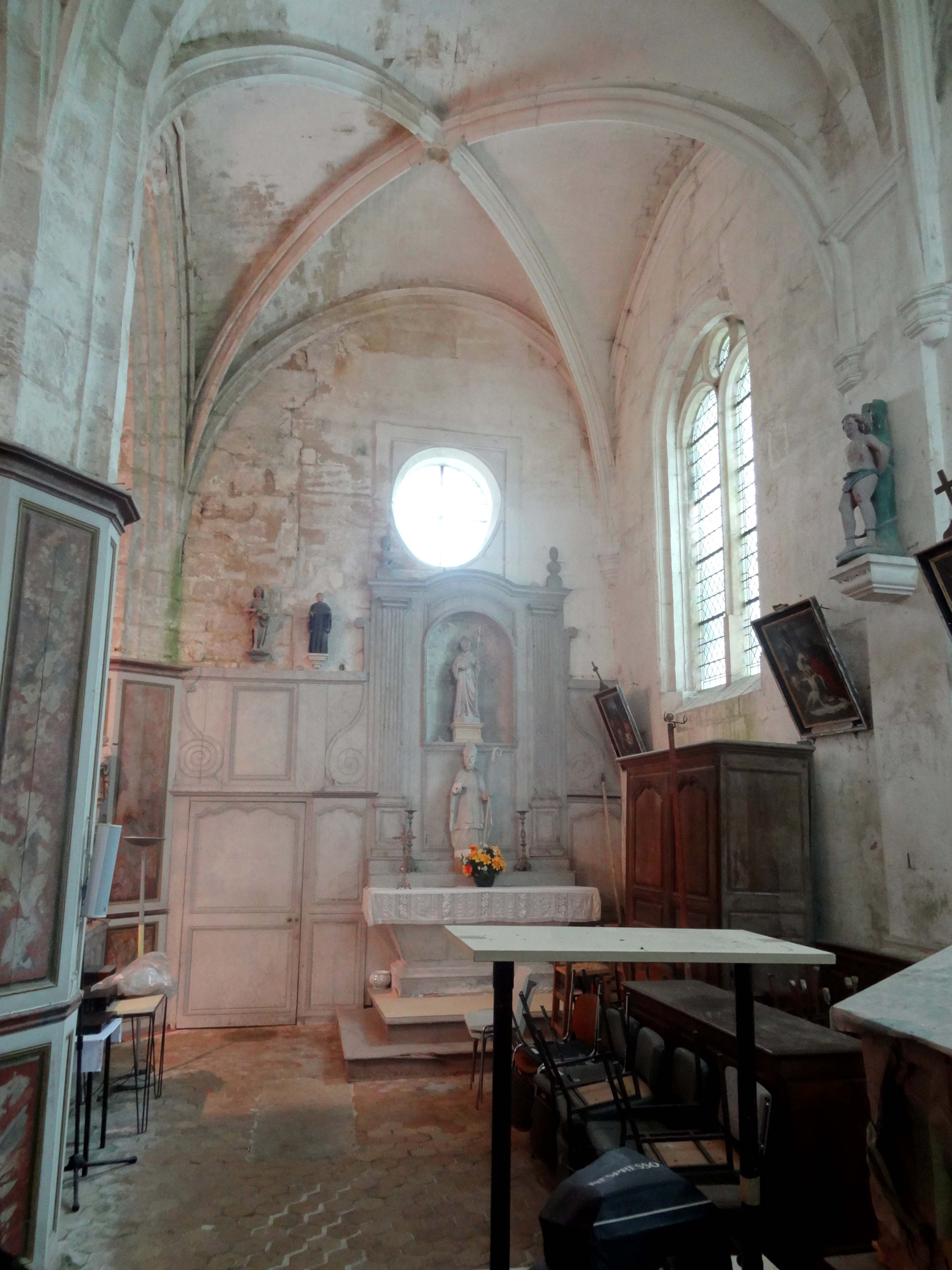
Croisillon, vue vers l'est.

Le croisillon sud et la chapelle qui le prolonge vers l'est forment eux aussi un collatéral parfaitement homogène, dont les proportions et les dimensions ne diffèrent guère de leur homologue au nord. Les ogives et formerets accusent également le même profil que dans les quatre travées flamboyantes de l'église, mais les points en commun s'arrêtent là. Les voûtes sont en plein cintre, comme dans la nef. Elles sont séparées par un large doubleau profilé d'un méplat entre deux larges gorges, qui se fond dans le pilier prismatique du chœur du côté nord, et retombe sur l'imposte moulurée d'un large pilastre lisse du côté sud. Ce pilastre est accosté de deux culs-de-lampe réservés aux ogives et formerets. Dans leur partie supérieure, ces culs-de-lampe prennent la forme d'un fût cylindrique engagé, dans lequel se fondent les nervures. Conformément aux préceptes du style flamboyant, qui privilégie l'interpénétration des nervures à la retombée, les filets saillants qui entrent dans la composition du profil des ogives transpercent même l'imposte du doubleau. Dans leur partie inférieure, les culs-de-lampe deviennent polygonaux, et affichent deux successions de moulures séparées par une section verticale. Dans son ensemble, ce support est d'une composition originale, qui cherche à s'éloigner de l'art flamboyant, sans pour autant tirer son inspiration de la Renaissance. L'on trouve un cul-de-lampe semblable dans l'angle nord-est de la chapelle. Dans les autres angles, l'architecte s'est contenté de culots frustes. Plus caractéristiques du vocabulaire ornemental de la Renaissance sont les quatre candélabres et volutes qui entrent dans la composition de la clé de voûte ajourée du croisillon sud (dans la chapelle, la clé de voûte s'est perdue). Mais c'est davantage par le retour vers l'arc en plein cintre que le collatéral sud affirme son appartenance à la Renaissance que par la sculpture, et les fenêtres affichent donc le remplage Renaissance standard de deux formes en plein cintre surmontées d'un oculus. La modénature est encore prismatique et aigüe, comme à la période flamboyante, mais il n'y a plus de bases polygonales. La baie occidentale est désaxée vers la sud en raison de la présence de la cage d'escalier à l'extérieur, et un oculus ovale éclaire actuellement le chevet.

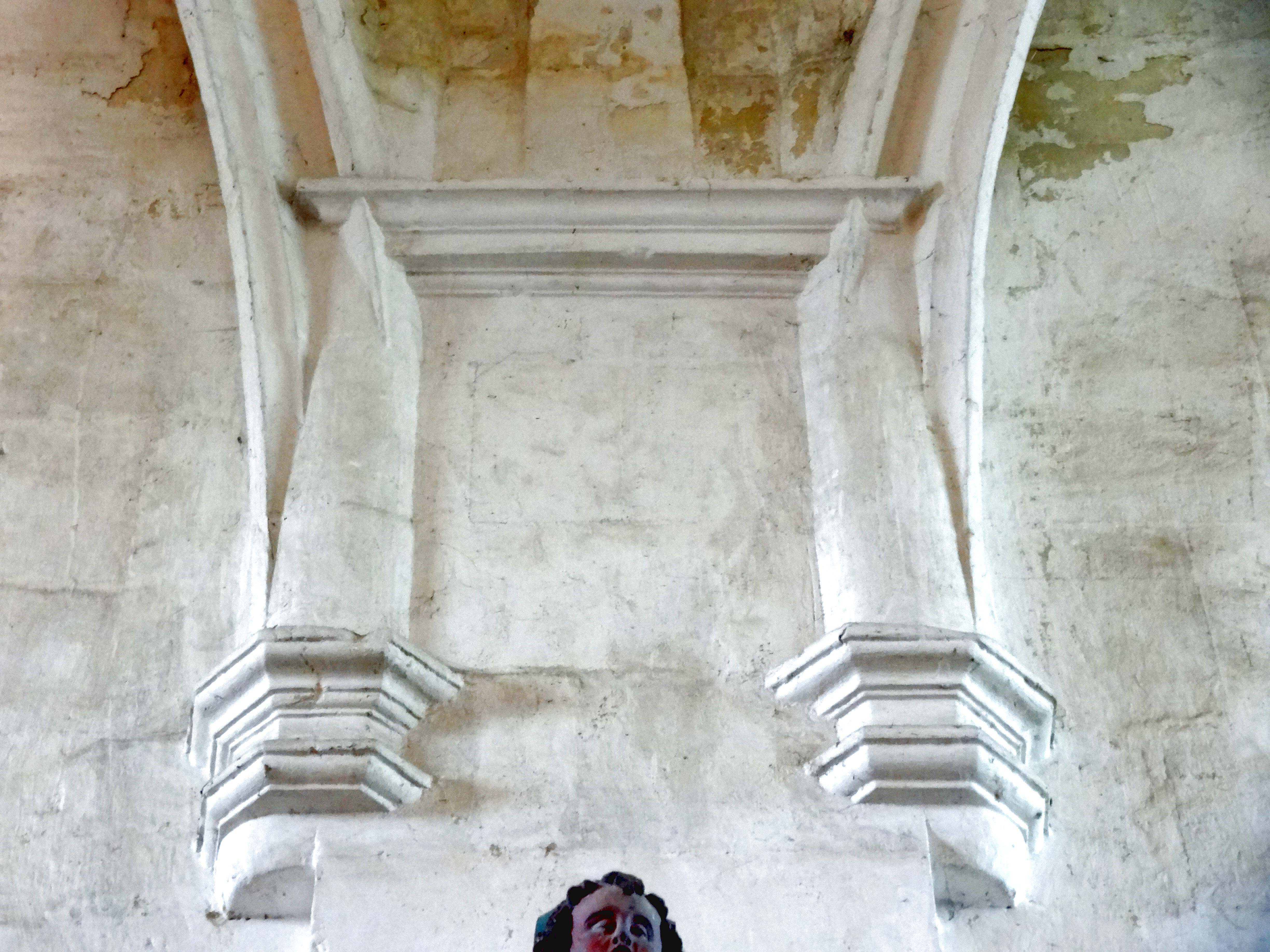
Retombée des voûtes du côté sud.
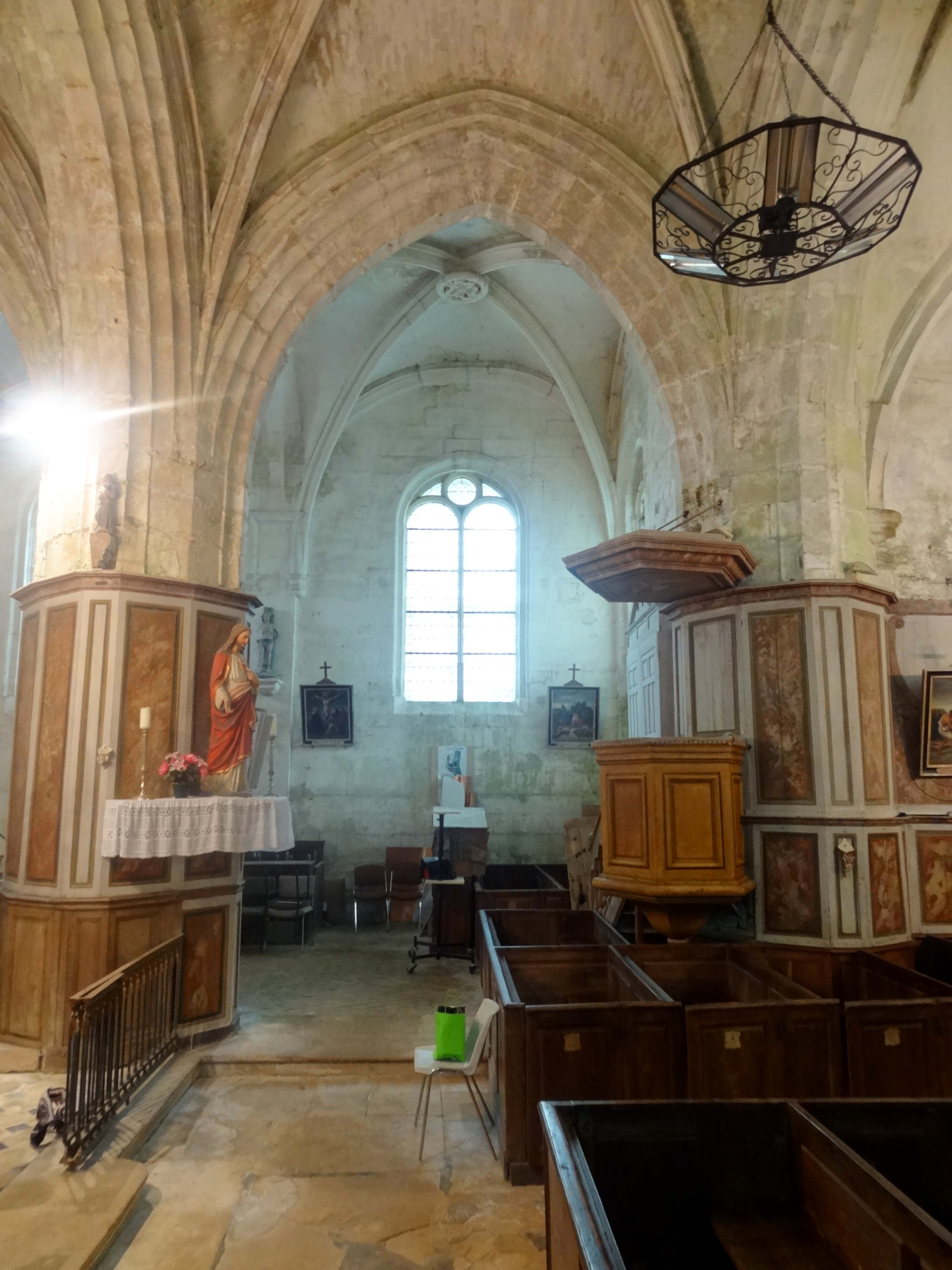
Croisée, vue dans le croisillon sud.
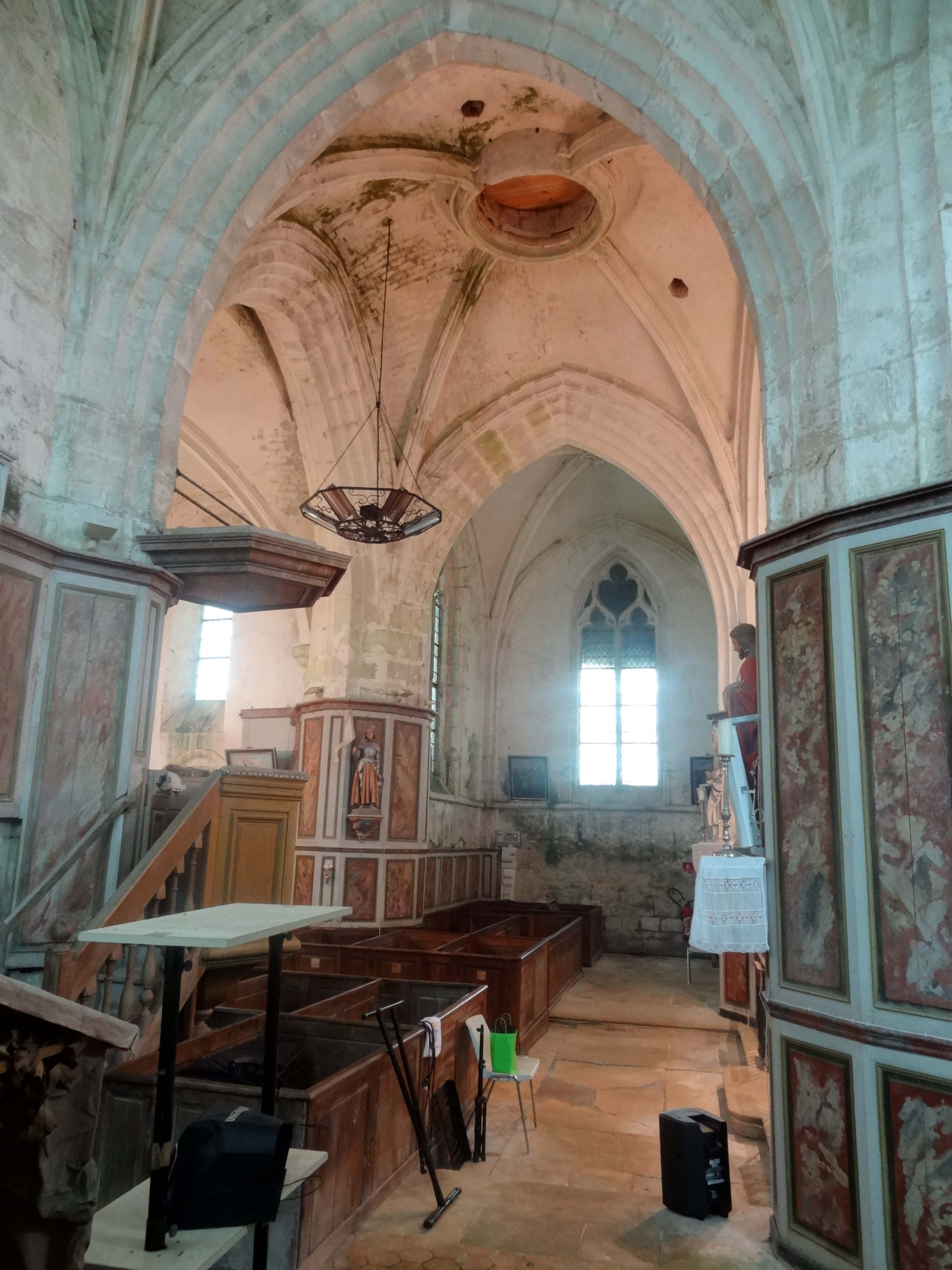
Croisillon sud, vue vers le nord.
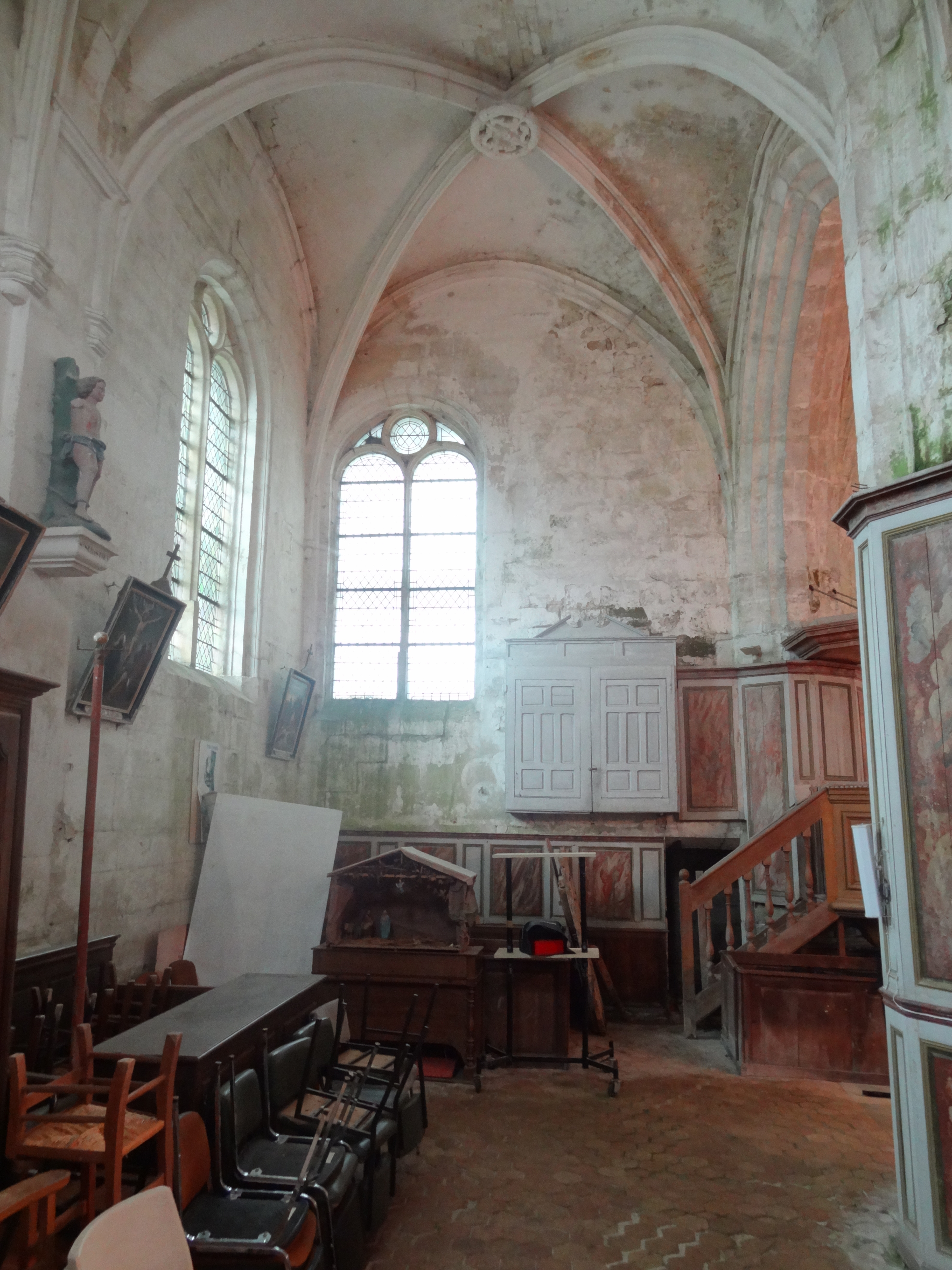
Croisillon sud, vue vers l'ouest.
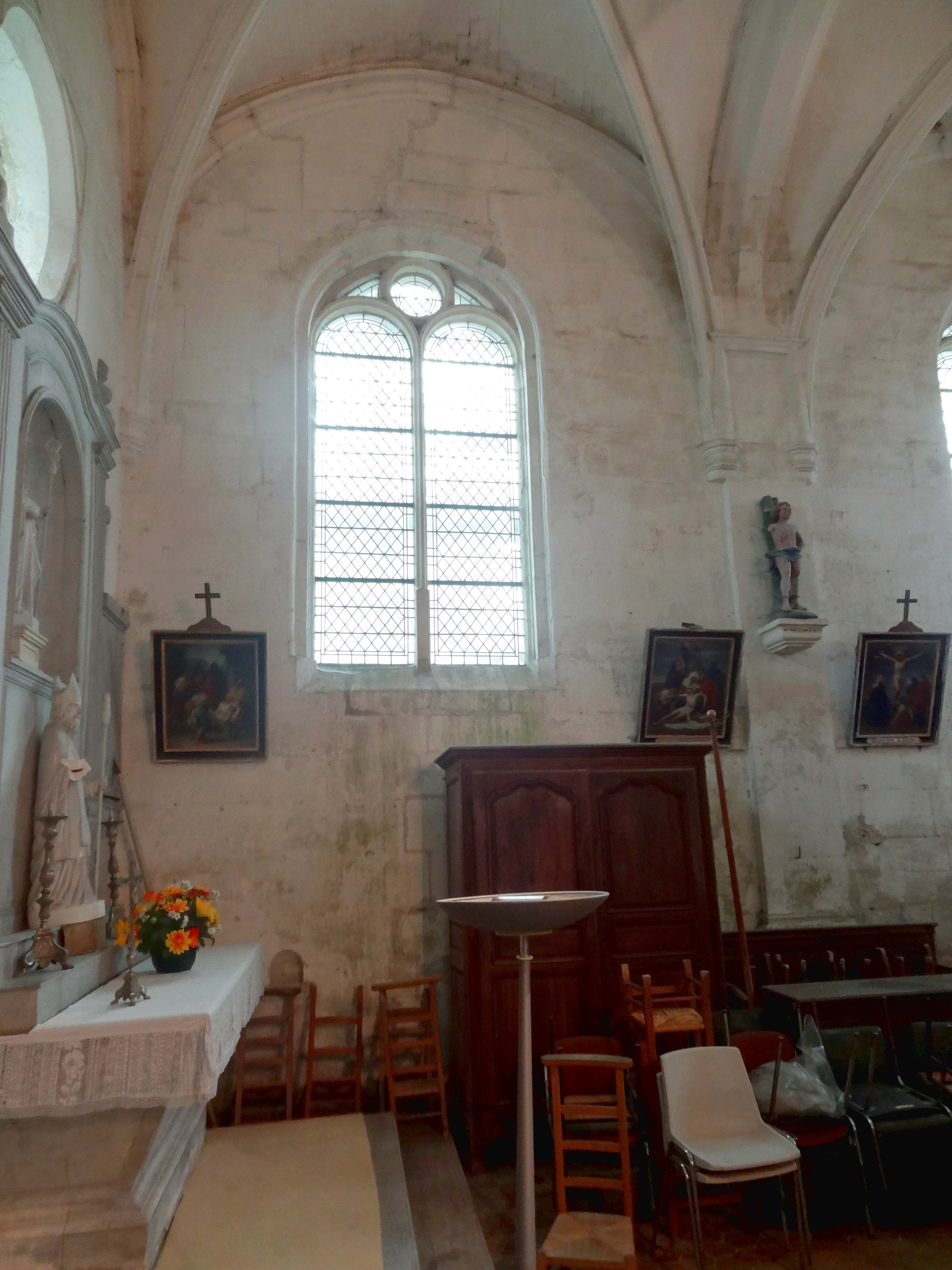
Chapelle sud, vue vers le sud.
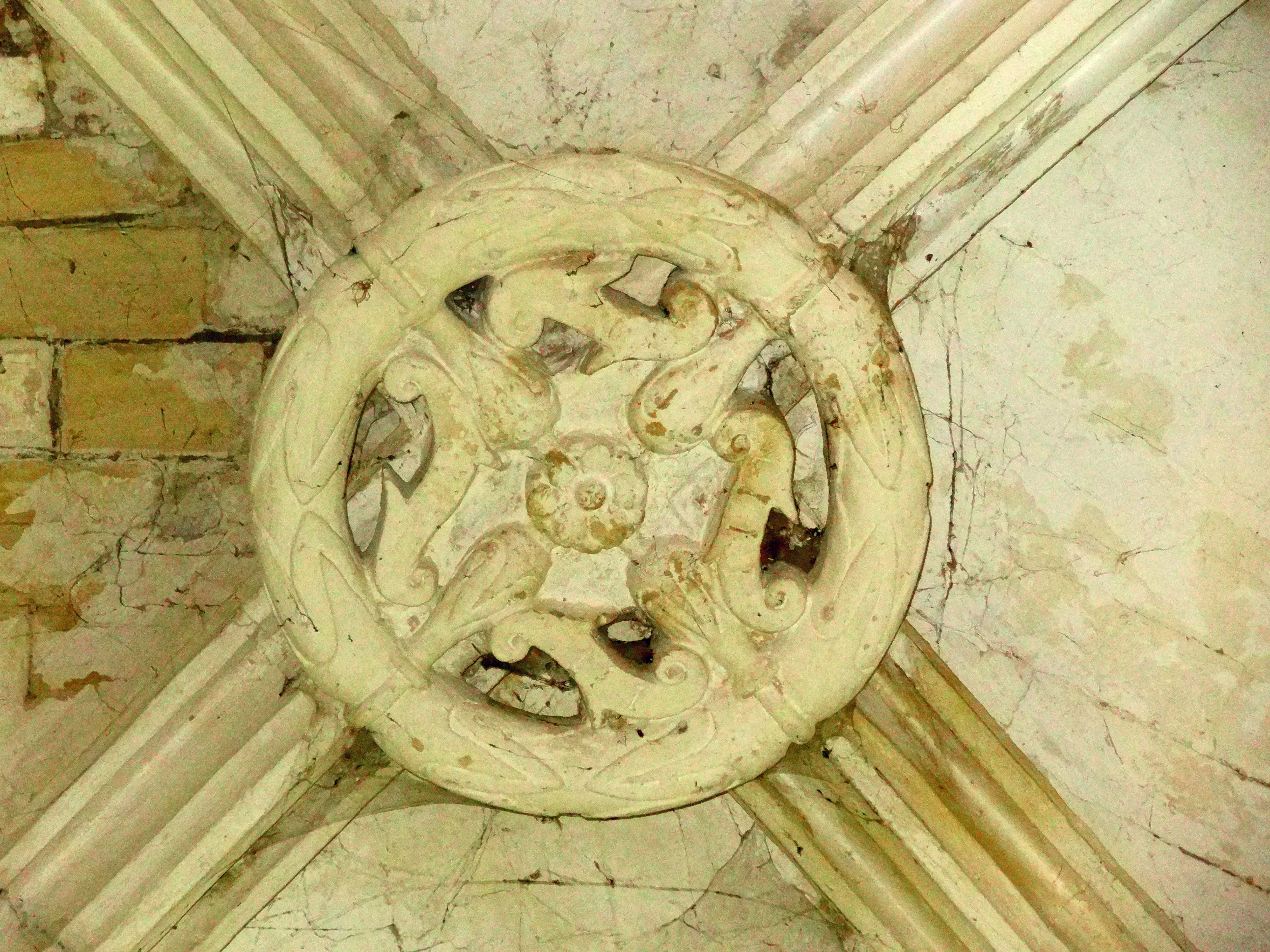
Croisillon sud, clé de voûte.

### Extérieur

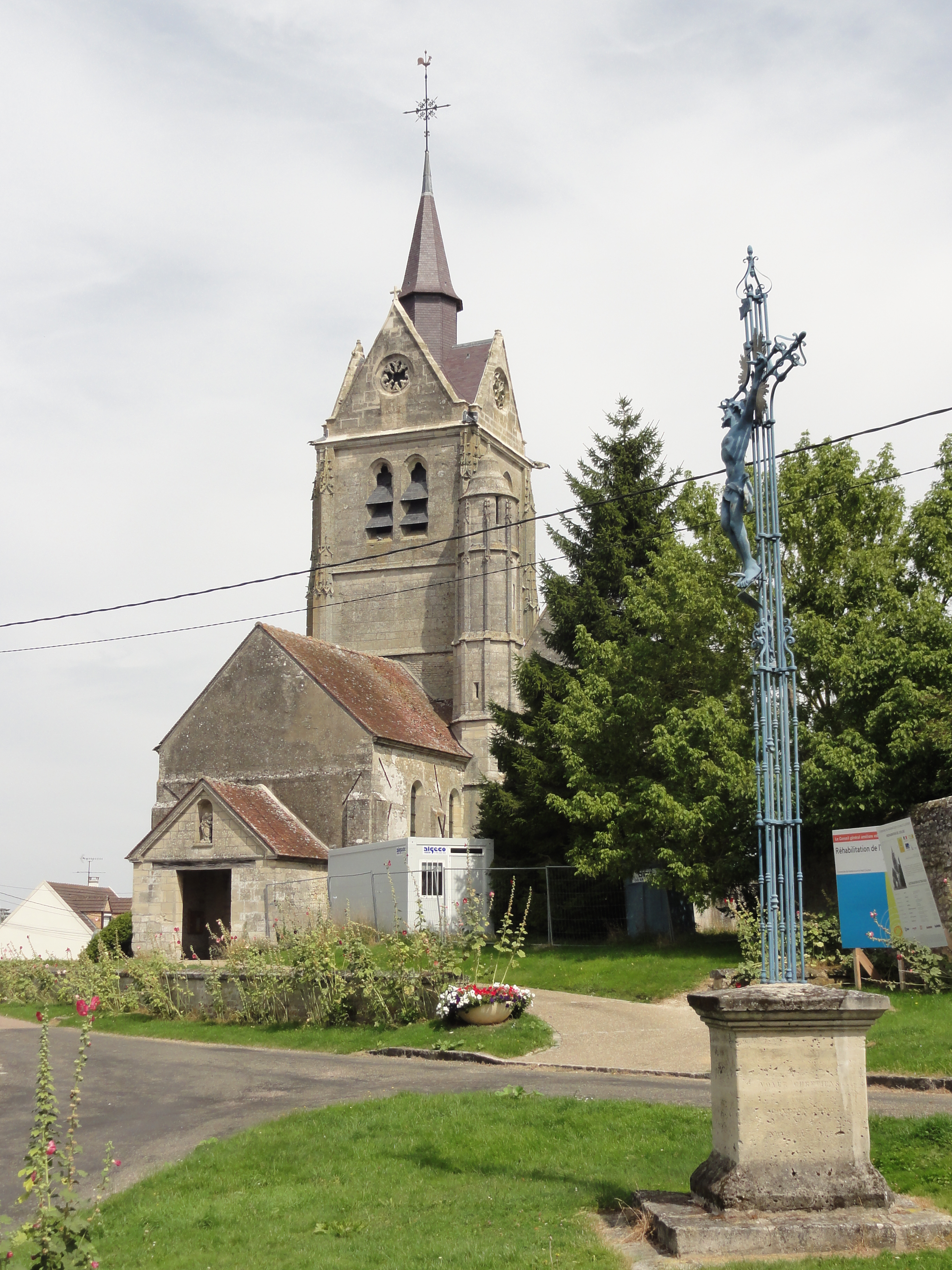
Vue depuis le sud-ouest.

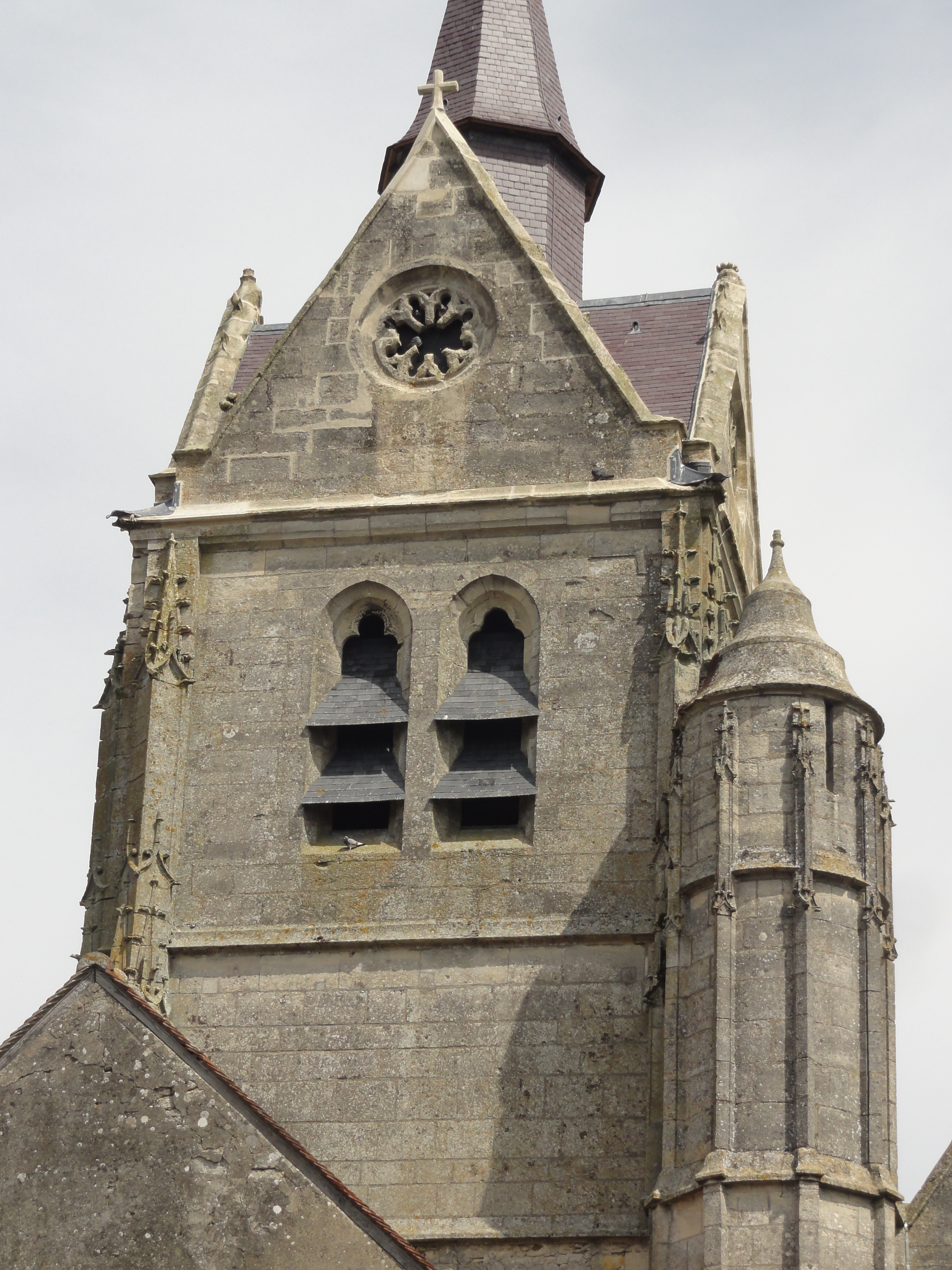
Clocher, parties hautes.

La nef est bâtie en moellons noyés dans un mortier, à l'exception des larges contreforts plats, qui épaulent les deux angles. Comme le montre le fruit en haut de la façade, un peu en dessous de la naissance du pignon, la nef a apparemment été exhaussée, car c'est généralement à la base du pignon que le mur se retraite. Contrairement à l'usage, la façade occidentale est totalement aveugle, et pratiquement fruste. Le portail en plein cintre n'est pas décoré, et semble être moderne, comme le donne à penser la clé d'arc proéminente, dans le goût de l'architecture néo-classique. Le porche semble également se rattacher à la période classique ou néo-classique, car son pignon est traité à la manière d'un fronton, et a les rampants moulurés. Il contient en son milieu une niche à statue fruste, qui abrite une statue de saint Jean Baptiste. Quant aux élévations latérales de la nef, elles n'offrent aucun détail intéressant. La corniche moulurée est contemporaine du voûtement, et les fenêtres seraient également modernes selon Bernard Duhamel. Au nord, la deuxième travée conserve les traces d'une porte bouchée en plein cintre.
Les croisillons et chapelles sont soigneusement appareillés en pierre de taille. Au nord, les murs se retraitent par une plinthe moulurée après les premières assises, et un larmier au-dessus d'une gorge et d'une baguette marque la limite des allèges. Curieusement, la plinthe et le larmier sont situés une assise plus haut sur les contreforts, mais dans l'angle rentrant entre les deux contreforts de l'angle nord-ouest, l'angle du mur fait saillie, et les deux éléments de scansion y apparaissent également, une assise plus bas. De toute évidence, l'architecte était soucieux d'éviter la monotonie. Les contreforts s'amortissent par un glacis formant larmier, et les murs se terminent par une corniche formée par une large gorge et une fine moulure concave. Les fenêtres se présentent de la même manière qu'à l'intérieur. Au sud, l'architecture est nettement différente, et son rattachement à la Renaissance ne fait ici pas de doute, alors que le style reste un peu indécis à l'intérieur. Les contreforts sont couronnés de consoles renversées, et les murs se terminent par un entablement aniconique. Il y a également une plinthe moulurée à la limite du soubassement, et un larmier à la limite des allèges.
La tourelle d'escalier, dans l'angle entre nef et croisillon sud, est assez soignée. Les deux premiers niveaux sont de plan octogonal, et se terminent par des larmiers en profil de doucine. Les trois niveaux supérieurs sont de plan circulaire, et également séparés par des larmiers du même type. Les murs du troisième niveau sont scandés verticalement par d'étroits pilastres munis de bases moulurés. Plus haut, ces minces contreforts se présentent par un angle saillant, et prennent enfin la forme de pinacles plaqués très effilés, typiquement flamboyants. La tourelle est coiffée d'un dôme en forme de cloche. Hormis ce détail, le clocher est du même style. Sa hauteur de 33 m n'est pas aussi exceptionnelle que le suggère le nom de la commune. Il se compose de trois étages au-dessus de sa base. Le premier, en grande partie dissimulé par les toitures, est aveugle, et appareillé en moellons. Les deux étages supérieurs sont en pierre de taille. Le deuxième étage, également aveugle, est délimité inférieurement et supérieurement par un larmier en profil de doucine. Le troisième étage est l'étage de beffroi, et chacune de ses faces est ajourée de deux petites baies en arc légèrement brisé. Leur ébrasement est mouluré d'une large gorge, et elles sont munies d'une tête trilobée à l'instar des fenêtres du croisillon et de la chapelle nord. Pour cette raison, Eugène Lefèvre-Pontalis et Bernard Duhamel disent que le clocher est encore dans le style du XVIe siècle. Dans le même sens, les contreforts plats sont agrémentés de deux niveaux de pinacles plaqués garnis de crochets, les rampants des quatre pignons sont également garnis de crochets, et l'oculus du pignon occidental est pourvu d'un remplage de huit soufflés disposés autour d'un oculus central, qui a disparu. Au nord de l'Île-de-France, les clochers à quatre pignons dits briards sont exceptionnels, et l'on ne peut guère citer qu'Éméville,,.

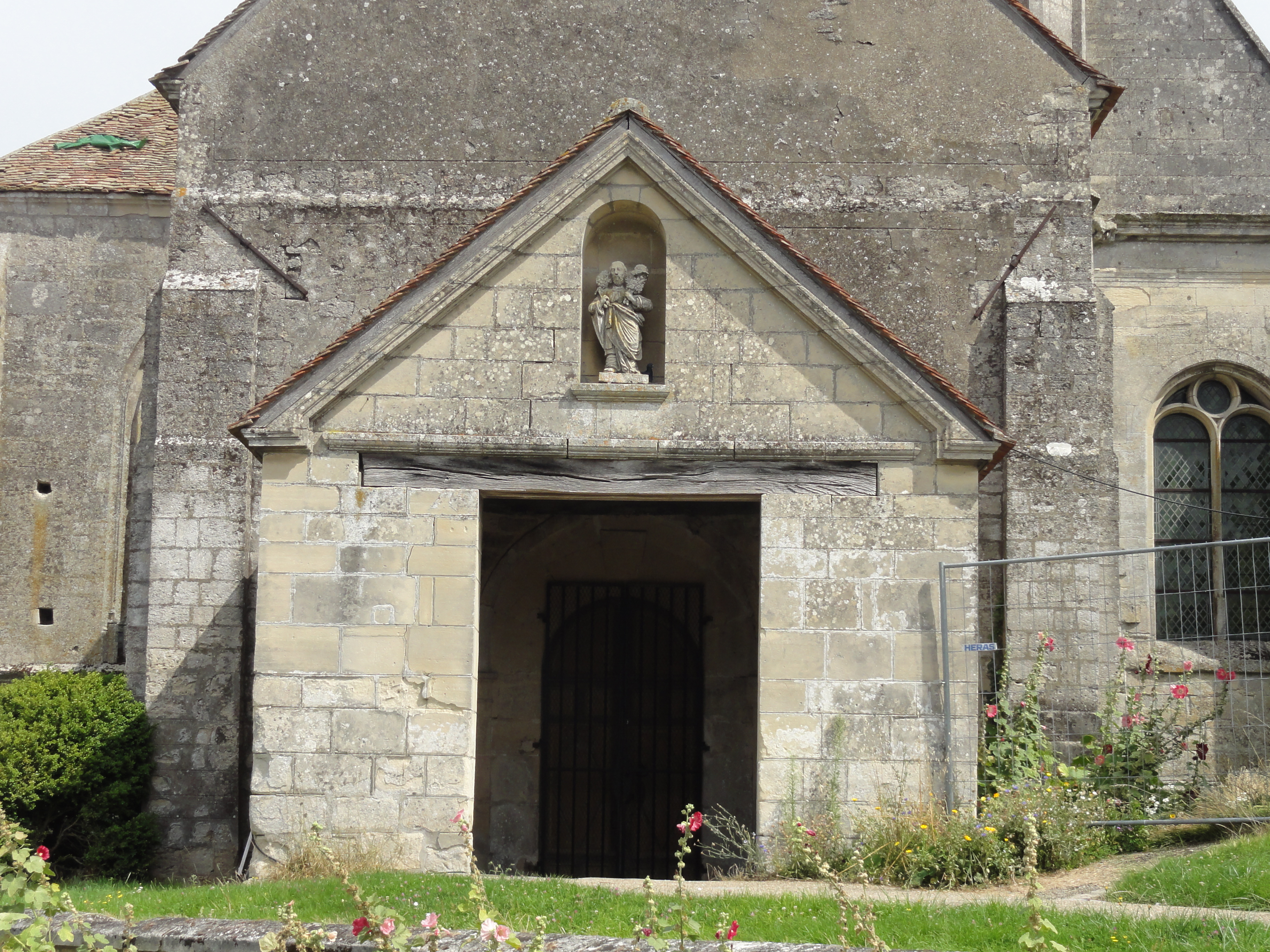
Porche.
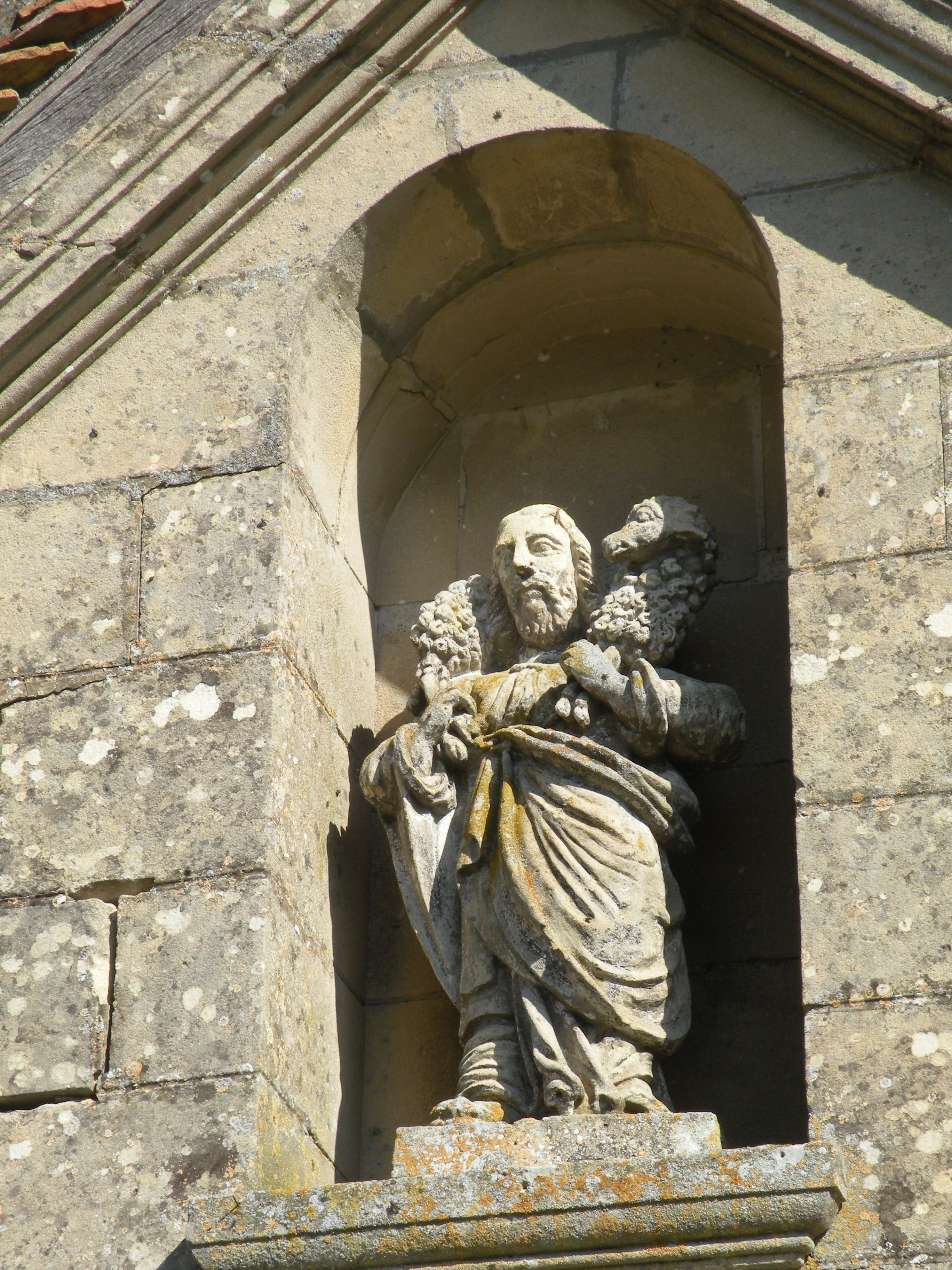
Statue du porche.
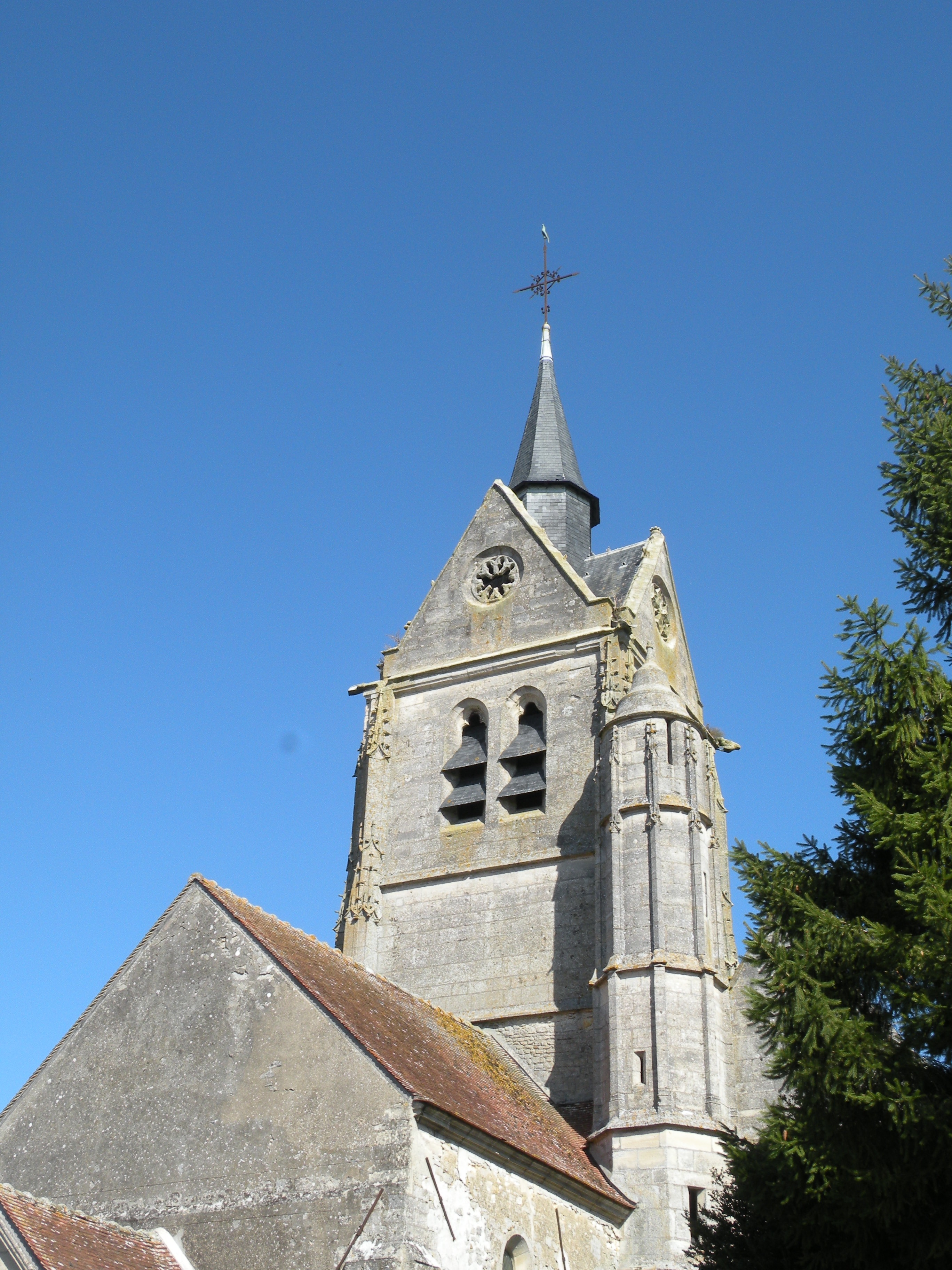
Clocher.
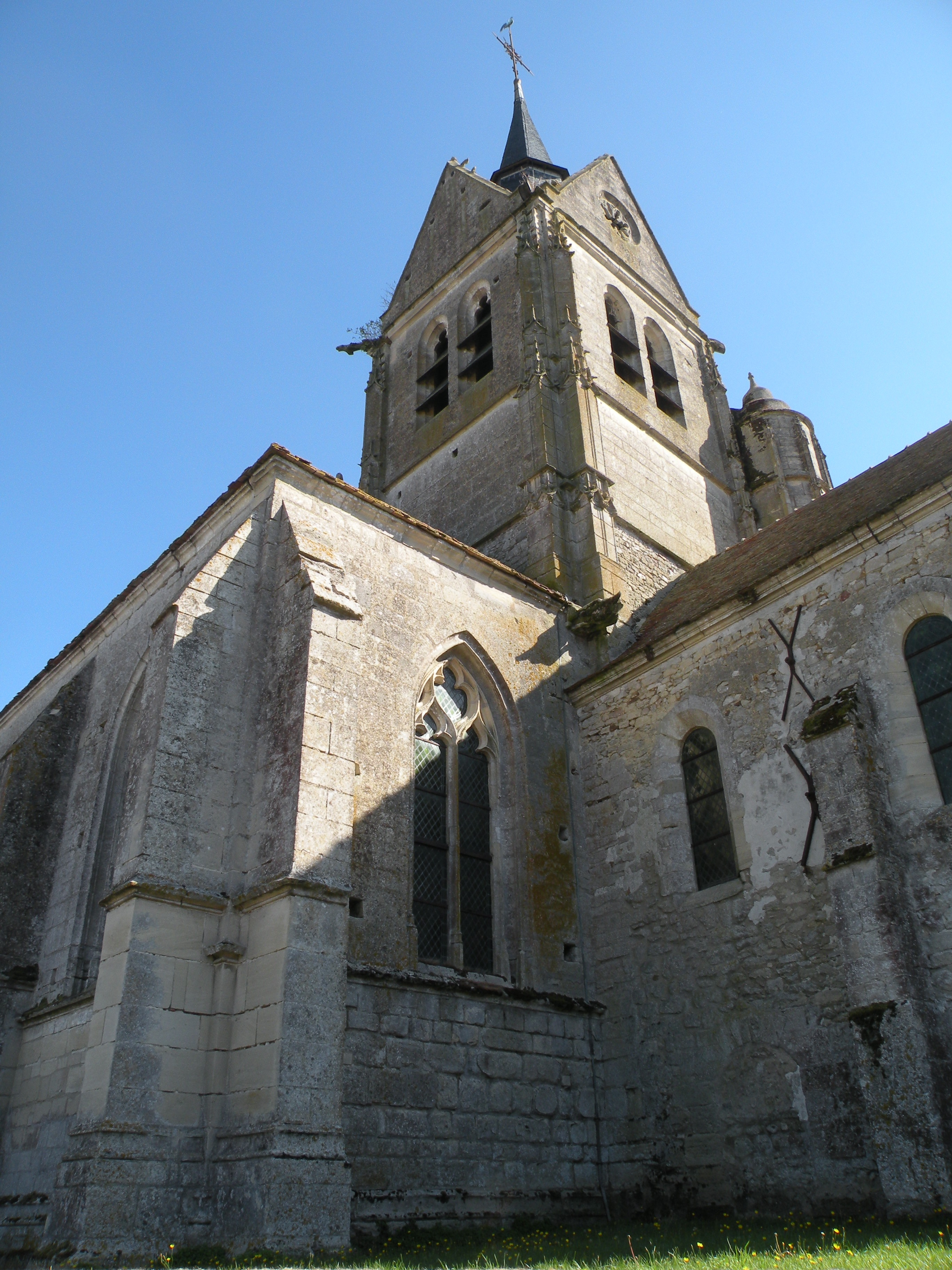
Croisillon nord.
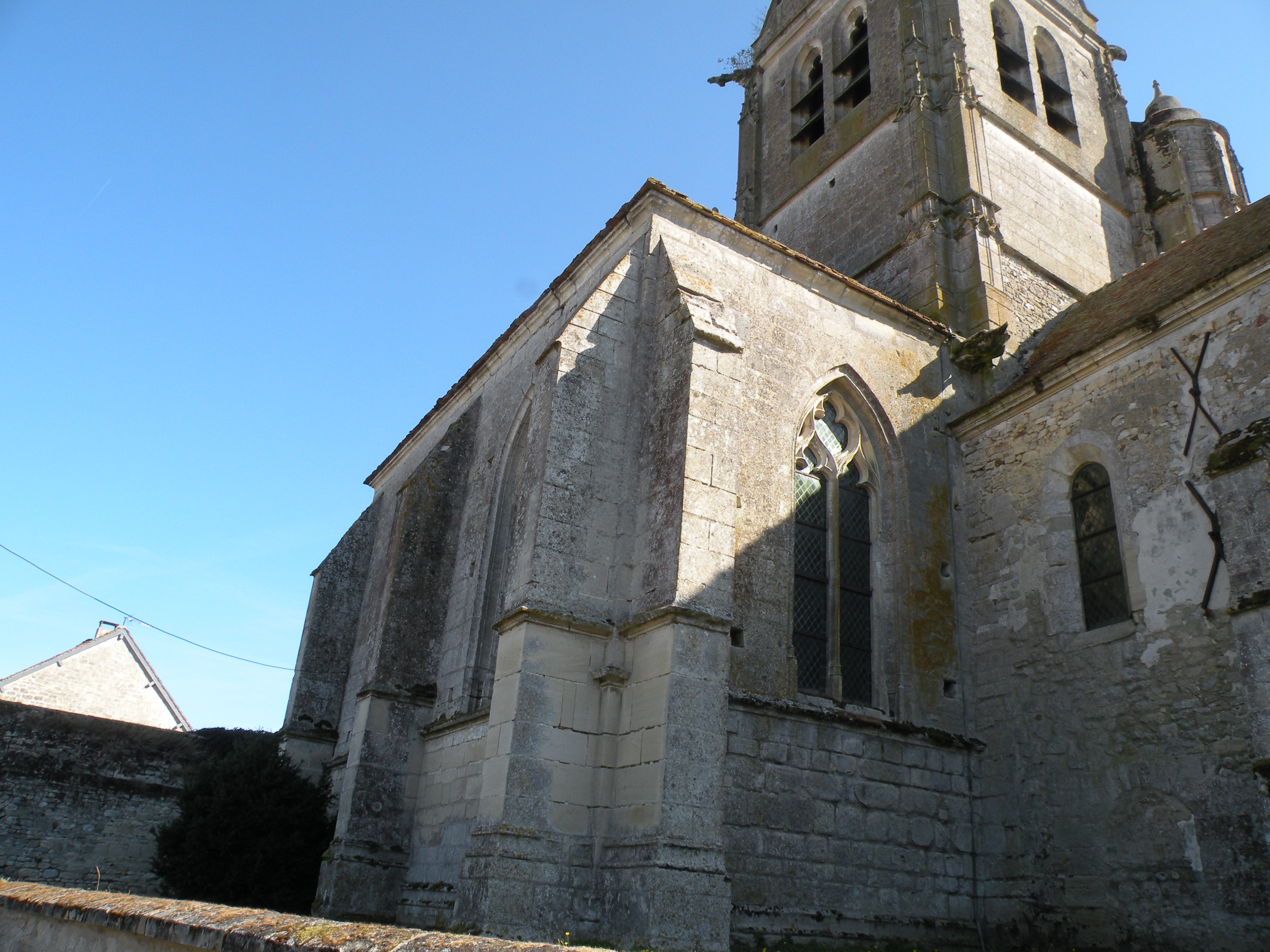
Croisillon nord.

## Mobilier

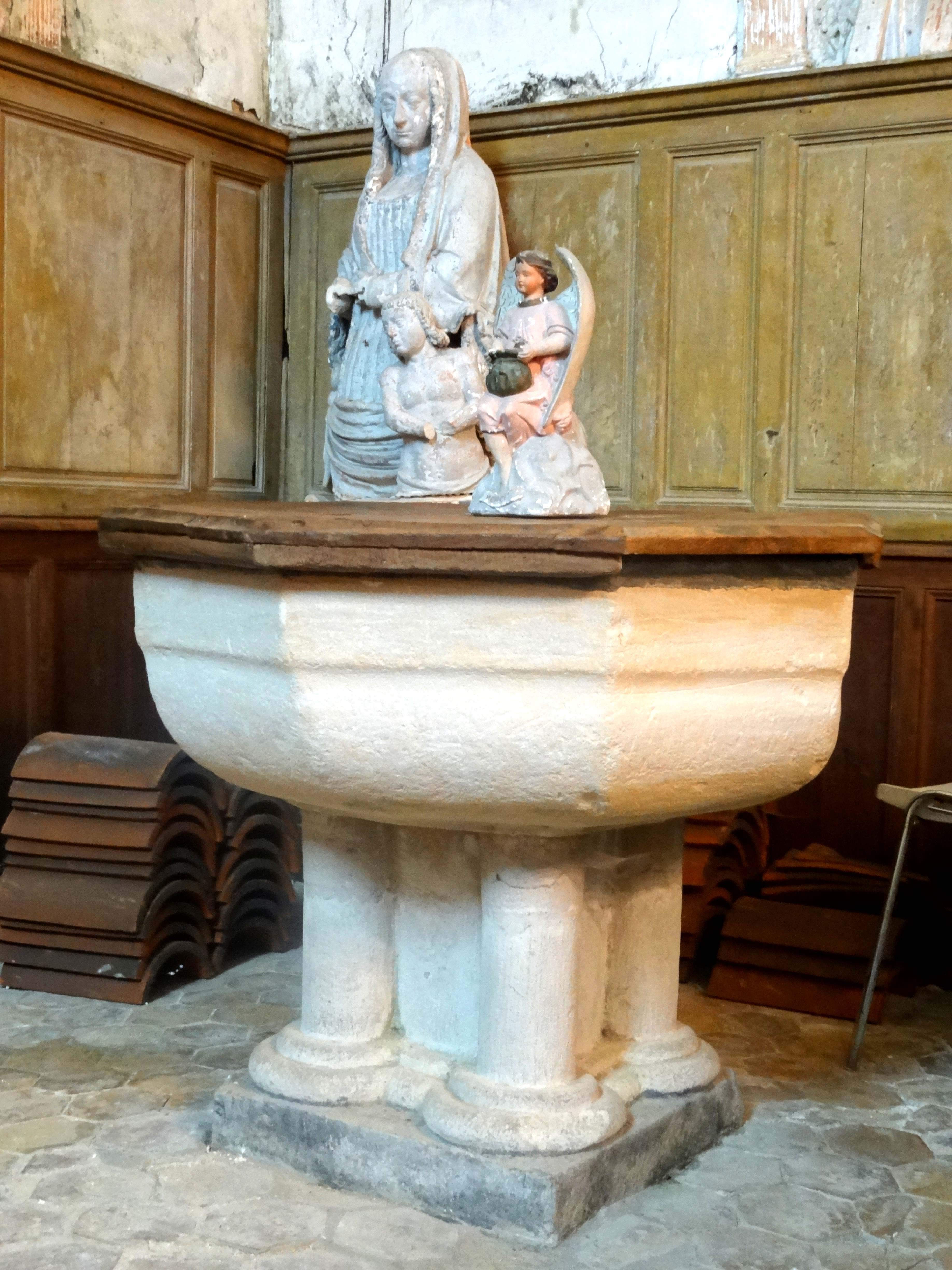
Fonts baptismaux.

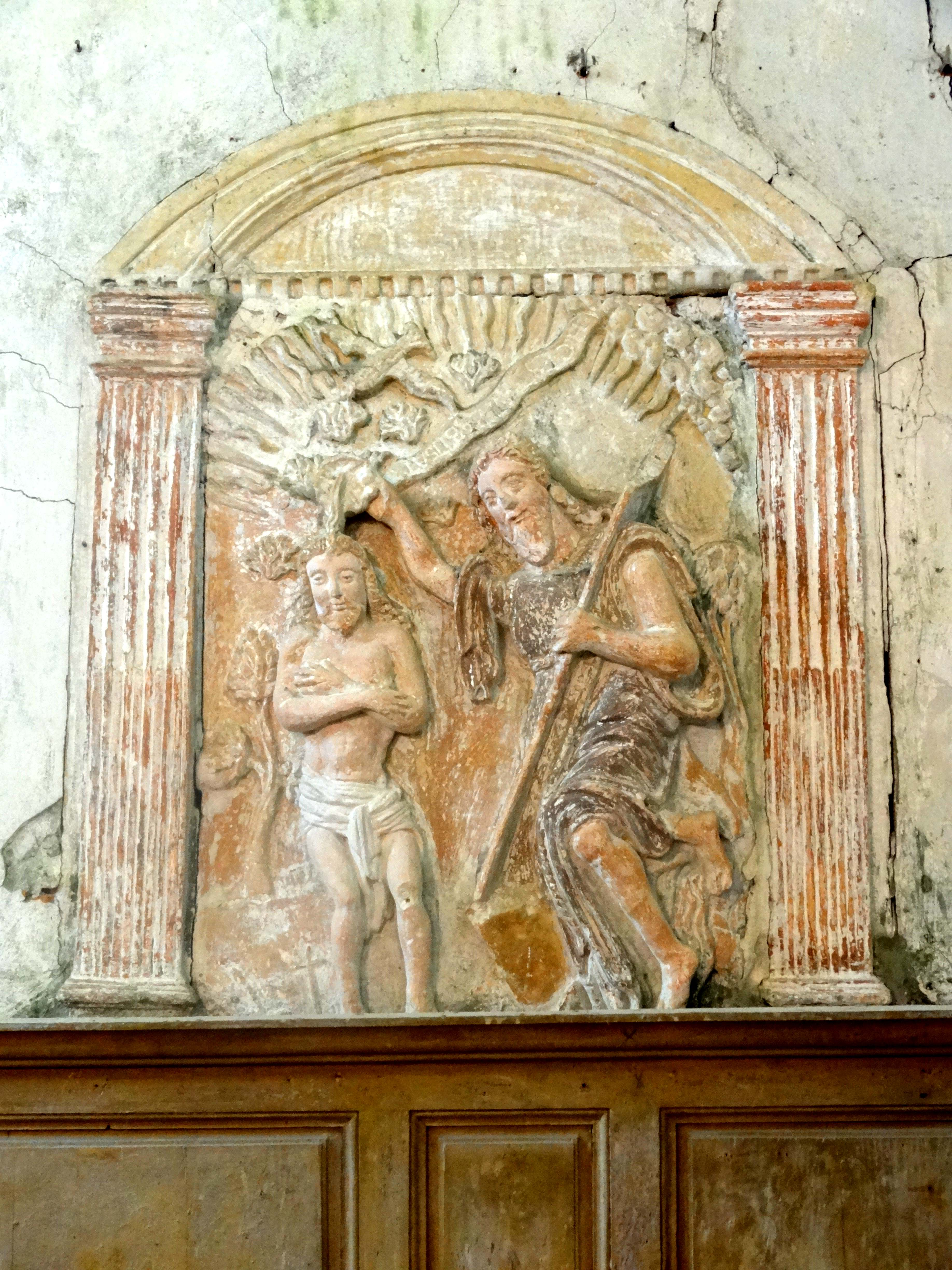
Baptême du Christ.

Parmi le mobilier de l'église, dix éléments ou ensembles sont classés ou inscrits monuments historiques au titre objet. Ce sont les fonts baptismaux, les bancs de fidèles déjà mentionnés, six bas-reliefs dans la nef et deux au chevet, sept statues et le tabernacle. Un certain nombre d'autres statues méritent l'attention.

### Fonts baptismaux
Les fonts baptismaux, sous la forme d'une cuve baptismale à infusion, sont en pierre calcaire. Ils mesurent 85 cm de hauteur et 95 cm de diamètre, et pourraient remonter jusqu'à la seconde moitié du XIIe siècle. Ils se composent d'une cuve, qui n'est pas centrée sur son support, et d'un pied. La cuve est octogonale à sa large bordure, puis transite vers un plan circulaire au fur et à mesure qu'elle s'évase vers le bas jusqu'à atteindre le diamètre nettement plus réduit du pied. Celui-ci se compose d'un gros fût cantonné de quatre colonnettes sans chapiteaux, ce qui est la composition des piliers chartrains utilisés pour les grandes arcades de certaines églises (Agnetz, Chambly, Cires-lès-Mello, Montataire, Nangis, Provins (Saint-Ayoul), Rampillon, Saint-Leu-d'Esserent, etc.). Les bases, composées d'un petit et d'un grand tore non séparés par une scotie, sont accolées les unes aux autres. L'on ne relève aucun décor sculpté, et la modénature est très pauvre. Ces fonts sont classés depuis novembre 1912.

### Bas-reliefs
Six bas-reliefs de la Renaissance en pierre anciennement polychrome sont encastrés dans les murs de la nef, dont un de chaque côté de la porte, et un en dessous de chacune des quatre fenêtres. Ils représentent, en partant du portail, le baptême du Christ par saint Jean-Baptiste ; une sainte religieuse avec comme attributs une grande croix (sainte Catherine de Sienne ?), le monogramme IHS, un calice avec la colombe du Saint-Esprit, un livre fermé et une menorah ; et la Pentecôte, au nord ; et l'échelle de Jacob ; un cavalier sur sa monture entouré de quatre soldats, interprété sans doute par erreur comme la Charité de Saint-Martin ; et l'Adoration des Mages. Tous ces bas-reliefs sont flanqués de deux pilastres cannelés, et surmontés d'un rang de denticules (élément de la corniche de l'entablement qu'il est censé évoquer), ainsi que d'un fronton en arc de cercle, dont la moulure inférieure et la moulure supérieure ne sont pas concentriques. Ces œuvres de sculpture contemporaines du voûtement de la nef sont inscrits depuis août 1989,,.
Deux bas-reliefs en pierre polychrome, d'une facture un peu différente, sont encastrés dans le mur du chevet, à gauche et à droite du retable du maître-autel. Celui de droite est dominé par une statue de saint Éloi, second patron de l'église, et semble représenter l'ordination de saint Éloi au siège épiscopal de Noyon en 641 par plusieurs prélats. Le bas-relief de gauche est dominé par une statue de saint Martin, principal patron de l'église, et représente le saint évêque guérissant un lépreux, entouré d'une nombreuse foule. L'encadrement des bas-reliefs est plus abouti que dans la nef, mais ne comporte pas de fronton. Un arc en plein cintre s'insère entre les deux pilastres, dont les chapiteaux arborent un rang d'oves, et il y a un entablement presque complet avec frise de triglyphes et rosaces. Un rang d'oves court dans l'échine du rang de denticules, mais les bandeaux supérieurs de la corniche manquent. Ces deux œuvres sont également inscrites depuis août 1989,.

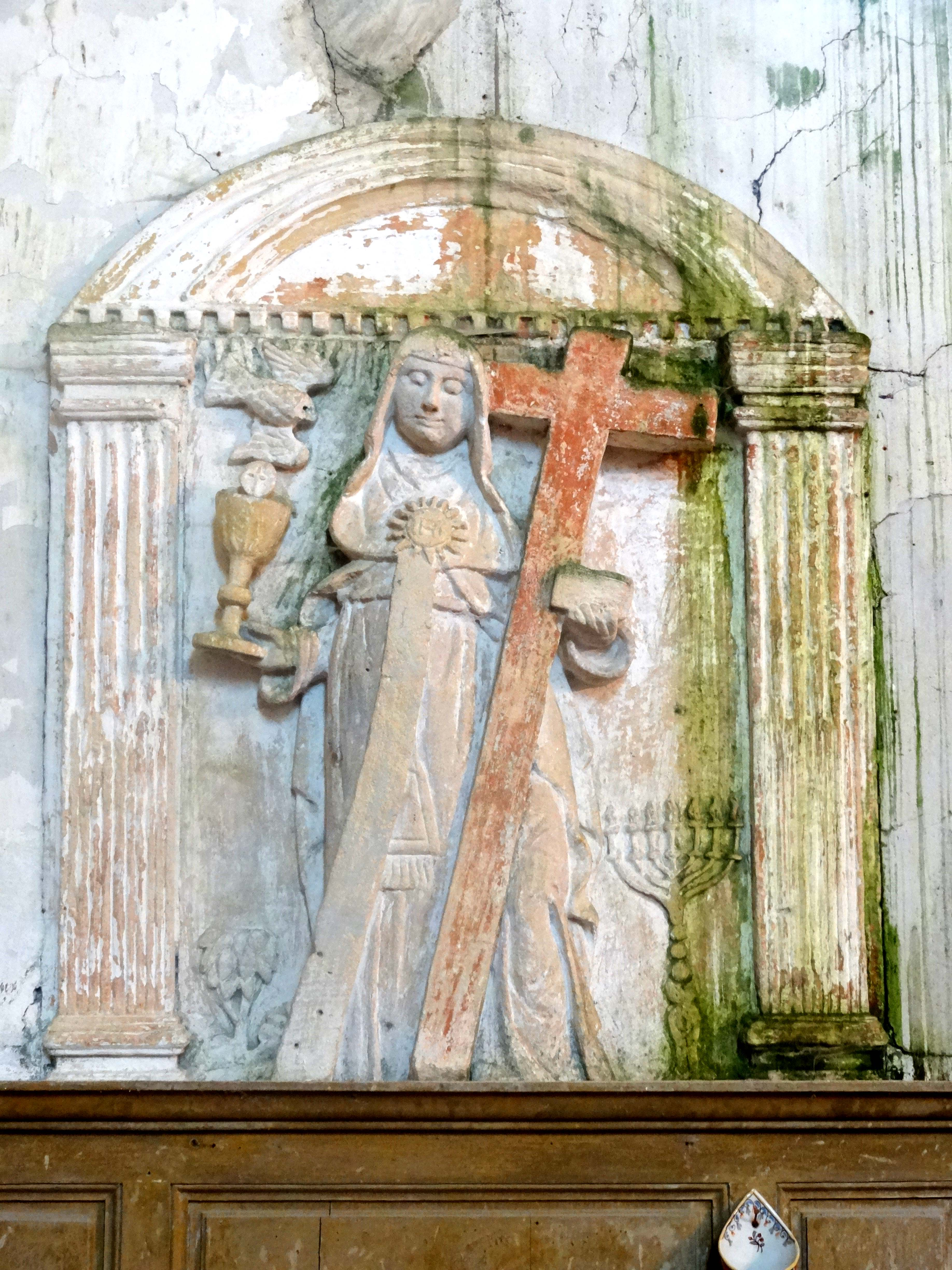
Sainte religieuse.
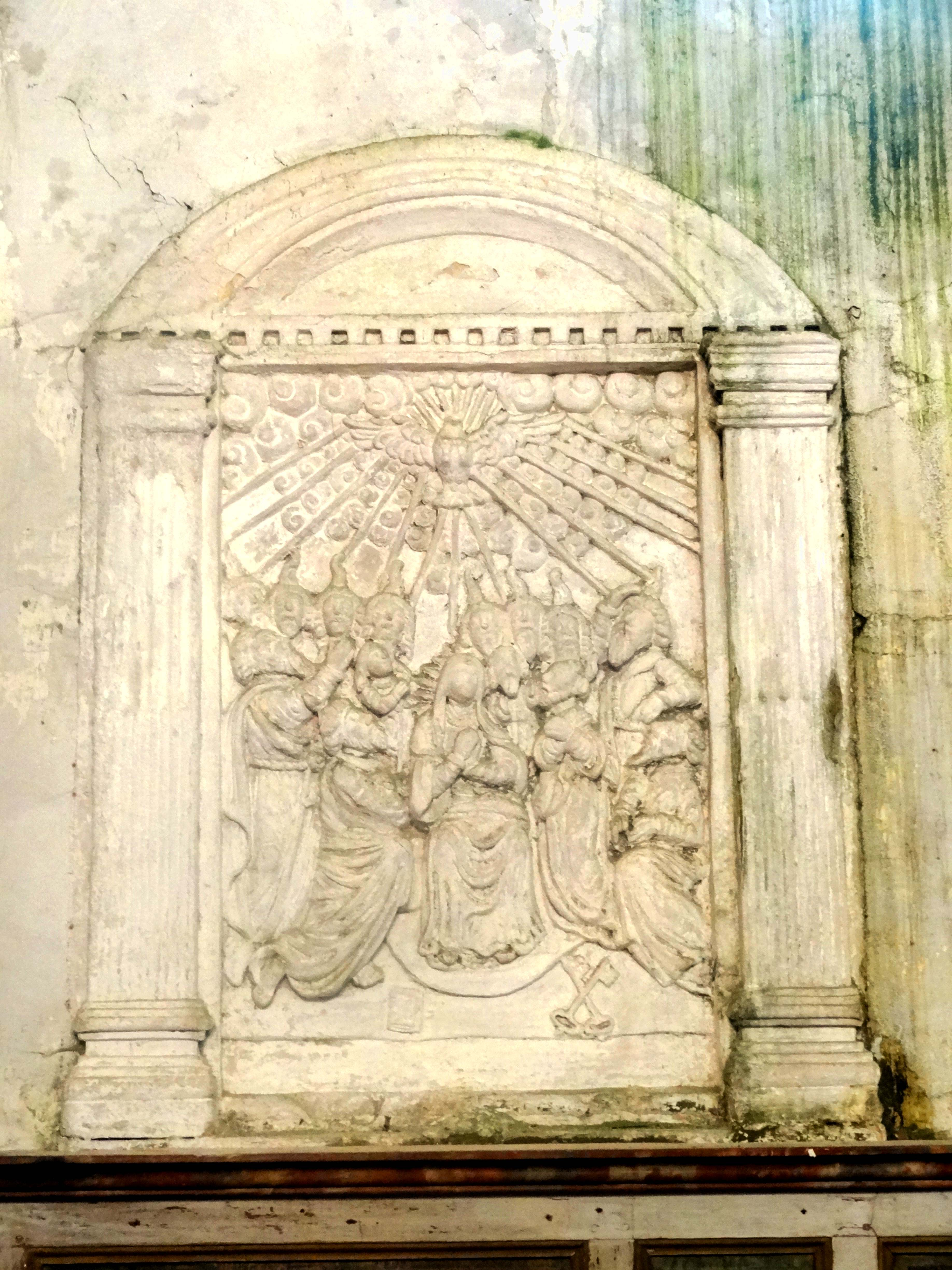
La pentecôte.
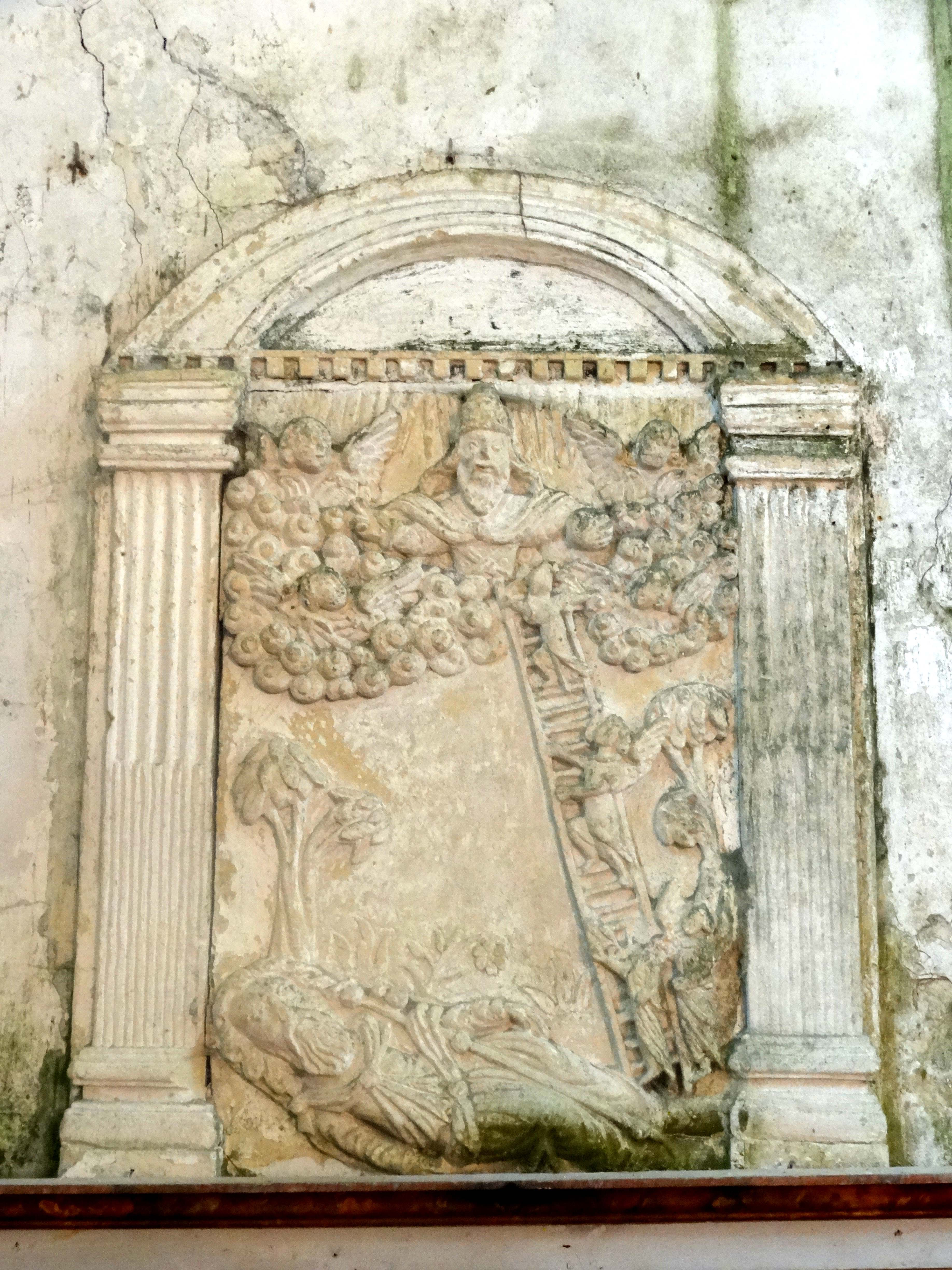
L'échelle de Jacob.
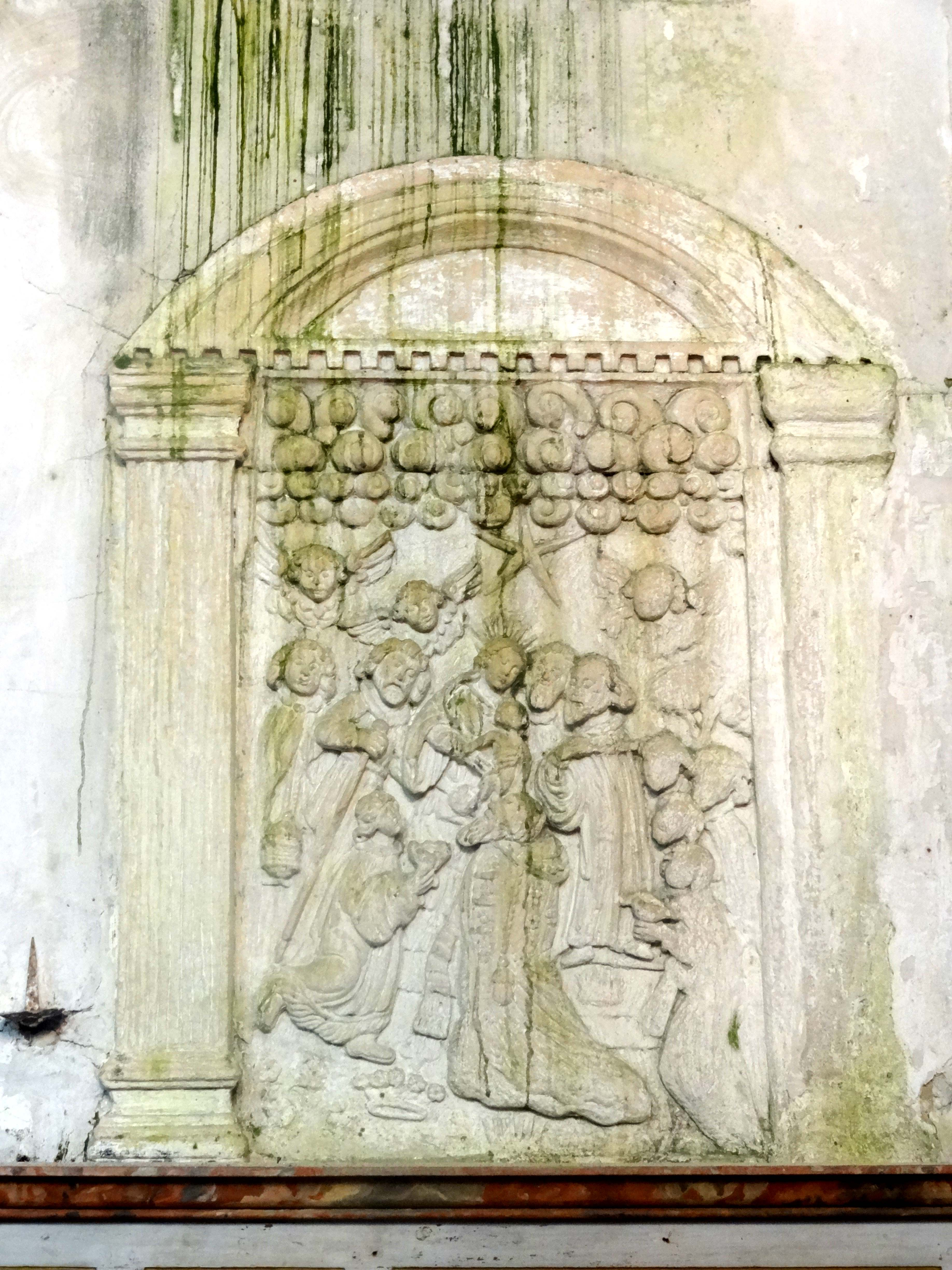
L'Adoration des Mages.
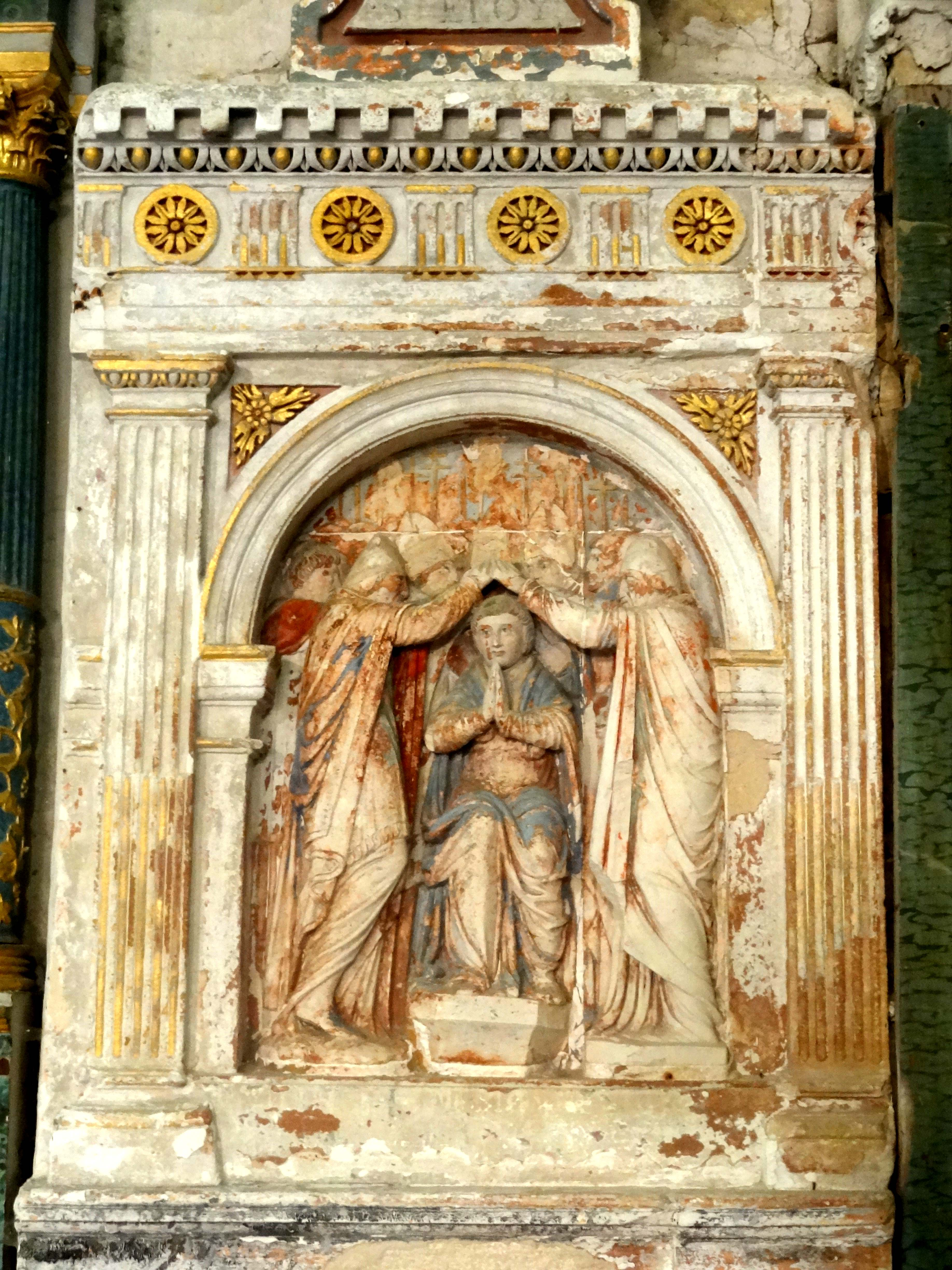
L'ordination de saint Éloi.
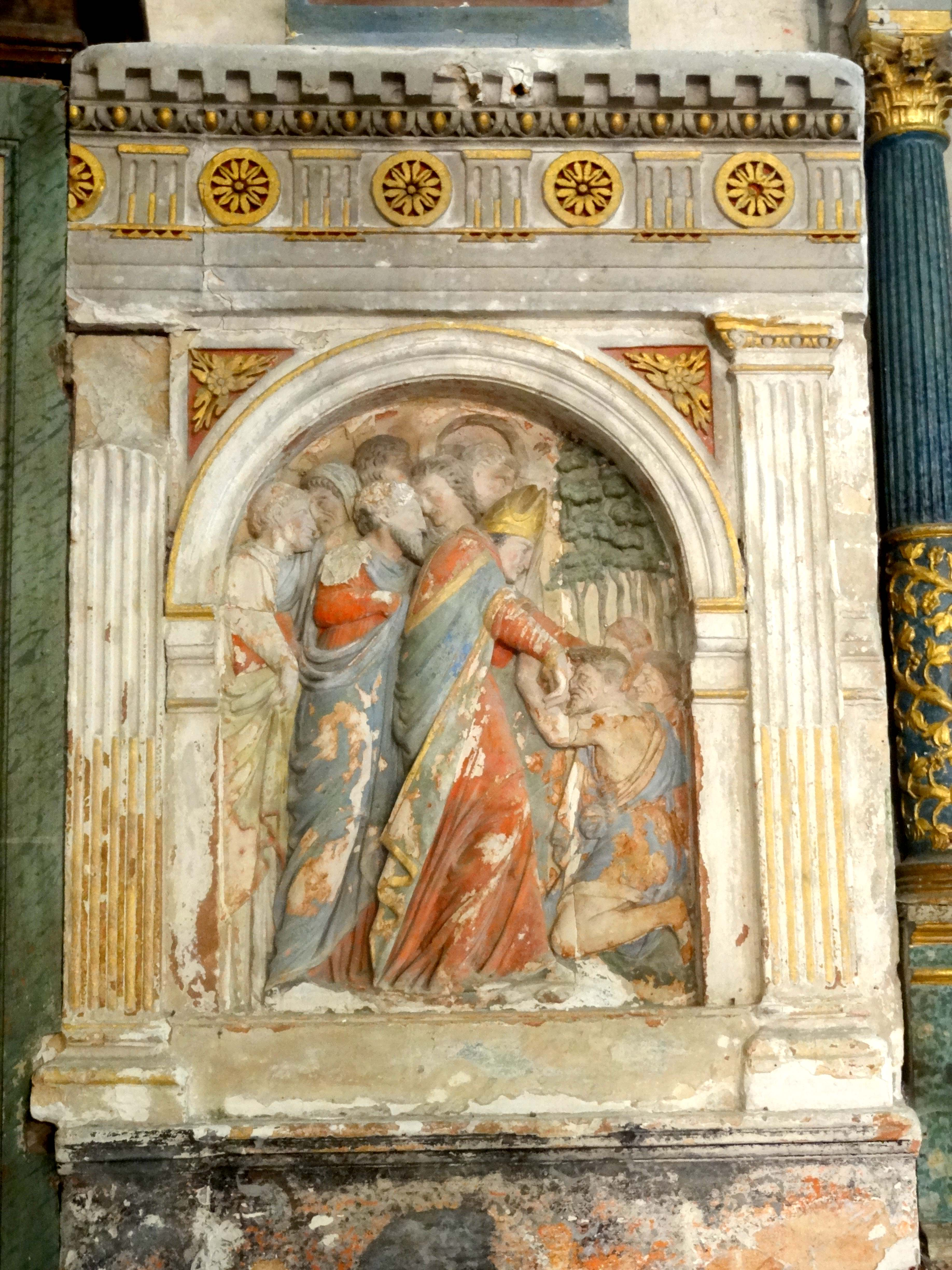
Saint Martin guérissant.

### Statues

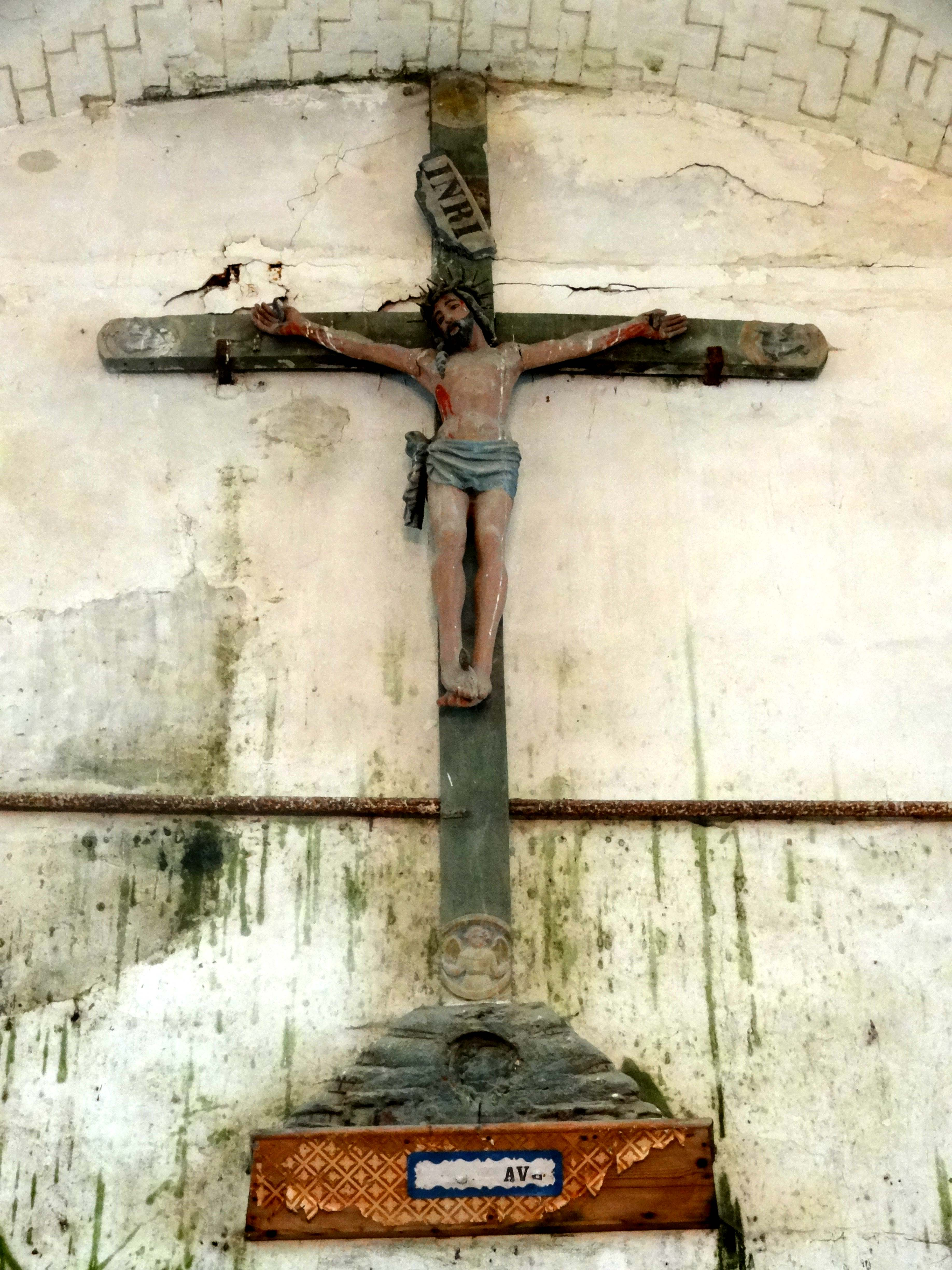
Christ en croix provenant de l'église de Lèvemont.

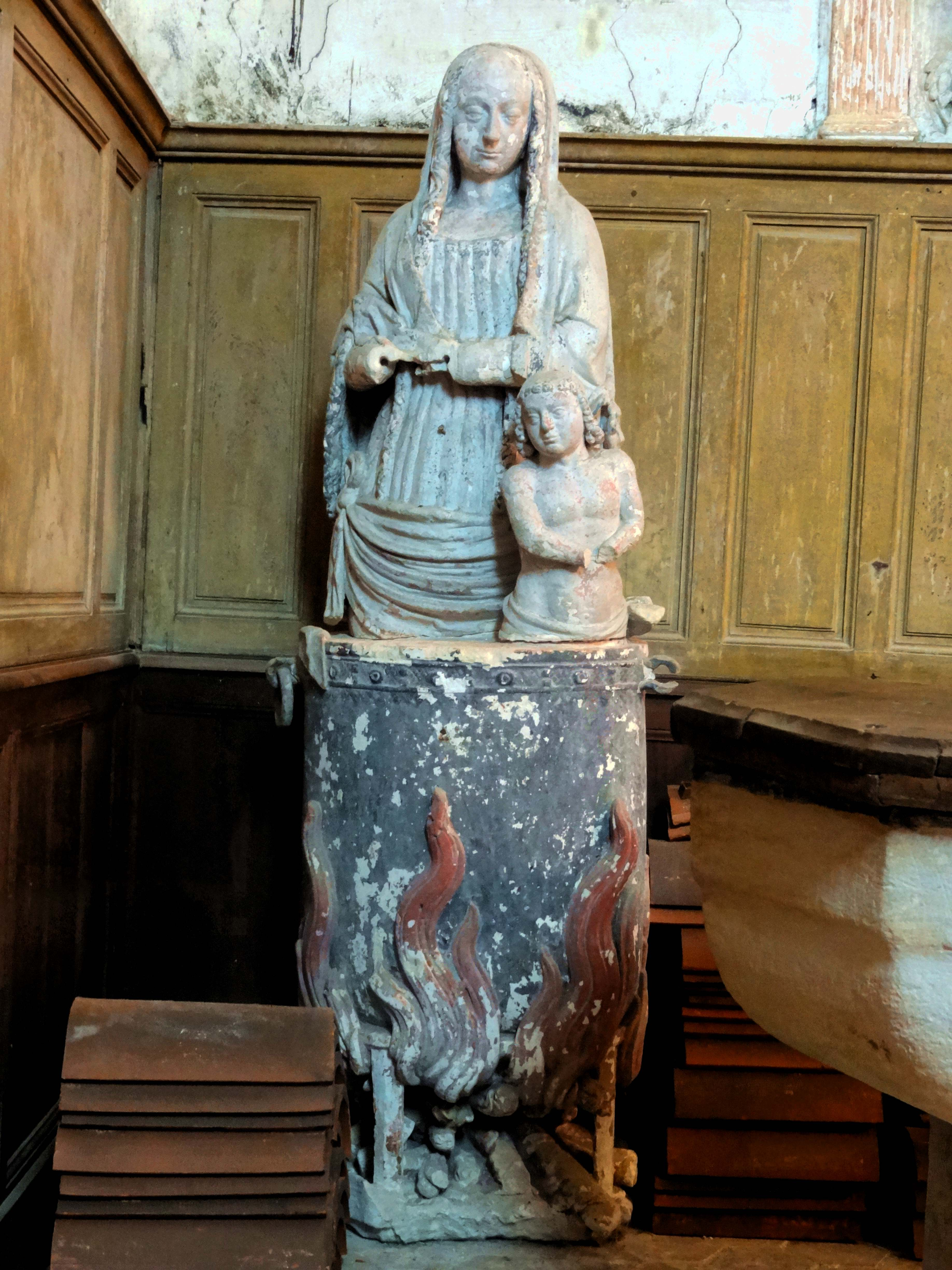
Saint Cyr et sainte Julitte provenant de l'église de Lèvemont.

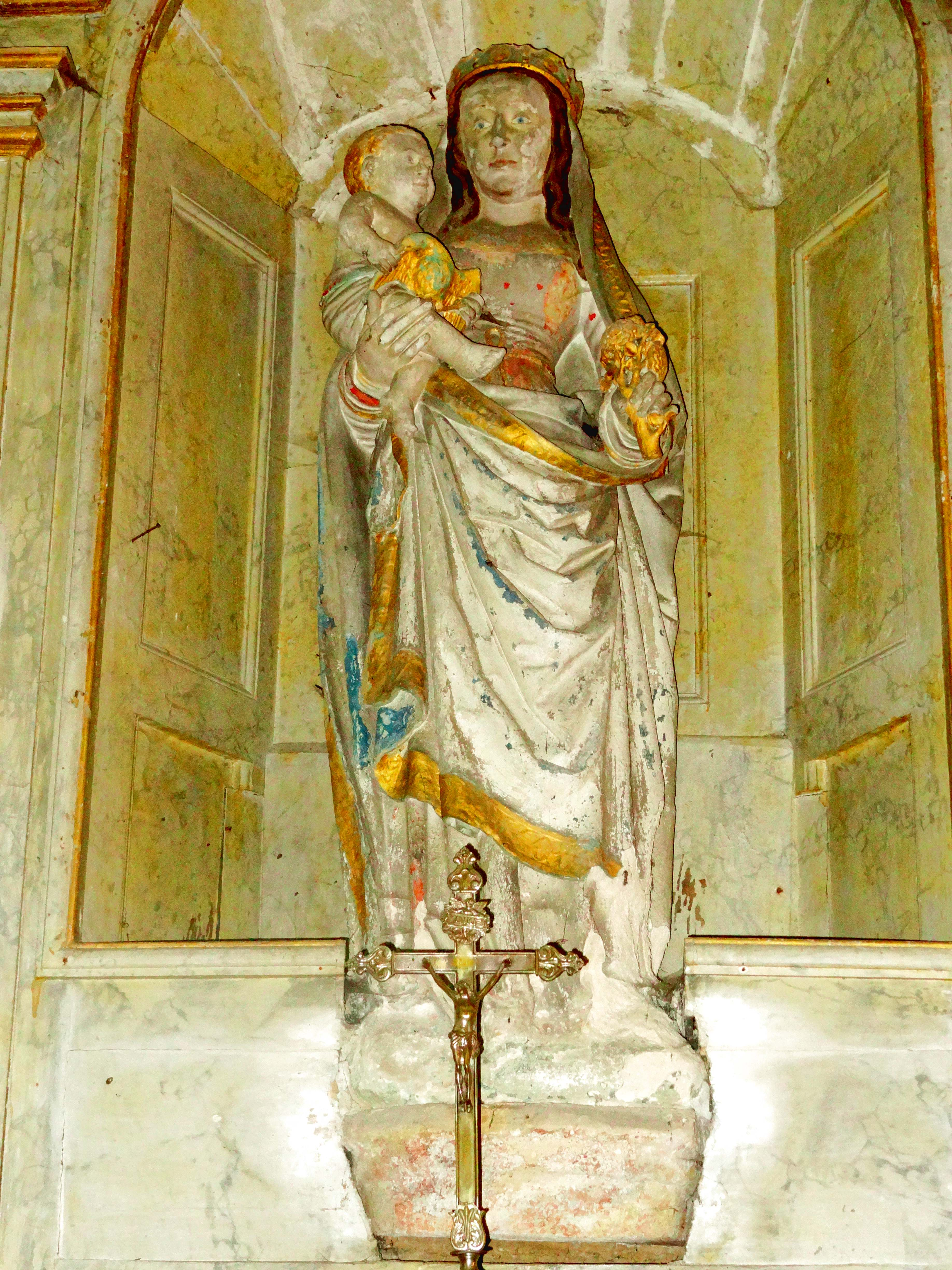
Vierge à l'Enfant à l'oiseau.

- Le Christ en croix et les statues de la Vierge de douleur et de saint Jean, accrochés incongrument au revers de la façade, sont en bois polychrome, et non en pierre, comme l'affirme le dossier de protection. Ils datent de la première moitié du XVIe siècle, et proviennent de l'église de Lèvemont, comme on peut le déduire de la description fournie par Louis Régnier qui vise de toute évidence l'œuvre en question. Cette provenance d'une autre église explique aussi que les sculptures ne sont pas exposés à un emplacement plus digne et approprié. « La grande croix de bois polychromé, qui surmontait jadis la « poutre de gloire », a été fixée contre le mur du chœur au Nord. Les deux pieds du Christ sont percés du même clou, le corps est droit, les jambes très légèrement arquées, les bras horizontaux. Aux quatre extrémités de la croix, des médaillons en quadrilobe contiennent les figures en bas-relief des animaux du tétramorphe. L'ange (il a des ailes), drapé, un philactère en main, est en bas, le bœuf à la gauche du Christ, le lion ailé à sa droite, l'aigle au sommet. Cette croix, d'exécution assez fine, nous a paru dater de la première moitié du XVIe siècle » (Louis Régnier)[5]. L'ensemble est inscrit depuis août 1989[18]
- La groupe sculpté des saints martyrs Cyr et Julitte, placé provisoirement dans l'angle nord-ouest de la nef, est en pierre polychrome. Il date du XVIIe siècle, et provient de l'église de Lèvemont, qui leur était dédiée. L'œuvre s'y trouvait toujours au début des années 1920, dans la niche formée par la fenêtre bouchée dans l'axe du chevet, alors que l'église tombait déjà en ruines, et n'avait plus de serrure ni de fenêtres. Le jeune garçon et sa mère sont figurés subissant le supplice de l'huile bouillante, les mains liées, debout dans un chaudron, que lèchent les flammes d'un feu de bois. Sainte Julitte est vêtue, et ses longs cheveux tombent sur sa poitrine en deux tresses. Saint Cyr est nu. La chaudière est encore peinte en noir, et les flammes en rouge. Les autres couleurs se sont effacées. Les mains des deux personnages sont cassés. Louis Régnier rappelle que l'épisode ne concorde pas avec les données fournies par la Légende dorée, et il pourrait s'agir d'une confusion avec sainte Julienne de Nicomédie, ce qui n'empêche pas que le sujet est fréquemment représenté de cette manière[5]. Malgré son importance historique en tant que principal témoin de l'église de Lèvemont sur la commune (l'édifice se trouvant désormais près de Verberie), l'œuvre n'est pas protégée au titre des monuments historiques à cette date.
- La Vierge à l'Enfant à gauche de l'entrée du chœur est en pierre polychrome. Elle date du XVIe siècle, et provient de l'église de Lèvemont. Sainte Marie porte un léger voile ceint d'une petite couronne, mais une longue mèche de cheveux retombe sur sa poitrine. Elle tient une grappe de raisin levé dans sa main droite, et porte l'Enfant Jésus sur son bras gauche, tout en ramenant en avant le manteau par le même bras. L'Enfant Jésus tient une pomme ou une balle, symbolisant le globe terrestre, coincée entre sa main gauche et sa jambe, et bénit de sa main droite, tout en visant du regard le spectateur. Louis Régnier note que la statue présente une saillie peu gracieuse du genou droit, et constate le même coup de ciseau que pour la statue d'un saint évêque ci-dessous[5].
- La statuette de saint Michel archange dans le collatéral nord est en pierre polychrome, et date du XVe ou XVIe siècle. L'ange à la longue chevelure bouclée tient un petit bouclier en forme d'écusson, peint d'une croix de Malte, dans sa main gauche, et une longue épée dans sa main droite levée, comme pour viser une cible située par terre à gauche devant lui. Le démon n'est toutefois pas représenté. L'œuvre est inscrite depuis août 1989[19].
- La statue en pierre anciennement polychrome d'un saint évêque, considérée comme représentant saint Éloi, est placée provisoirement à ras du sol dans la chapelle latérale nord. Elle mesure 146 cm de hauteur, et date du début du XVIe siècle selon Louis Régnier, ou de la fin du XVIIe ou du début du XVIIIe siècle selon le dossier de protection. Elle provient également de l'église de Lèvemont. Louis Régnier pensait qu'elle pouvait représenter saint Nicolas, car un autel lui était dédié à Lèvemont. Elle semble être l'œuvre du même sculpteur que la Vierge à l'Enfant au raisin. L'auteur la caractérise comme suit : « …un saint évêque dépourvu de toute caractéristique propre à l'identifier […]. Le saint évêque est debout, la jambe gauche repliée, ce qui produit mauvais effet. Sa chape, à fermail carré, est brodée d'orfrois où des ornements simulent des motifs de broderie ou d'orfèvrerie. On n'a pas donné aux chaussures, pourtant arrondies, la forme en bec de canard à la mode sous Charles VIII, Louis XII et François Ier. La mitre, ornée de pierreries, coiffe un visage rasé. De la main gauche, le saint relève sa chape ; la main droite bénit ; les mains ne sont pas gantées »[5]. C'est apparemment bien cette statue qui est inscrite aux monuments historiques, car le saint Éloi à droite du chevet est presque analogue au saint Martin, qui devrait logiquement être également inscrit si le premier l'était. Cette inscription est intervenue en décembre 2011[20].
- La statue de la Vierge à l'Enfant dans la niche du retable de la chapelle latérale nord est en pierre polychrome. Elle mesure 143 cm de hauteur, et date de la première moitié du XVIe siècle. La Vierge se tient également debout, est voilée et couronnée, mais ses cheveux ouverts encadrent en même temps le visage. Elle tient la branche courte et épaisse d'un arbre (plutôt que des fleurs) dans sa main gauche, et porte l'Enfant Jésus très haut sur son bras droit, en tournant légèrement sa tête vers lui. Sa robe très ajustée moule son buste et sa taille, qui est soulignée par une ceinture formant un nœud sur son ventre. Son manteau, qui tient son relief d'une succession de plis en U subtilement agencés, est ramené en tablier devant son corps. L'Enfant Jésus croise les jambes, et semble chercher du regard sa mère. Sans y prêter de l'attention, il joue négligemment avec un oiseau, la colombe du Saint-Esprit, qu'il tient par les deux ailes. Cette Vierge est encore marquée par l'esprit du Moyen-Âge, mais se rattache à la Renaissance. On peut la rapprocher de la Vierge de tourly, largement analogue. Un badigeon moderne dissimule en partie la polychromie ancienne. La base de la statue est abîmée. L'œuvre a été dans un premier temps inscrite en décembre 2011, et est désormais classée depuis juin 2015[21].
- La statue de sainte Marguerite d'Antioche « traditionnellement représentée hissant le dragon » est inscrite depuis août 1989, sans précision de la matière et des dimensions, et sans datation[22]. Elle n'est pas présente dans l'église (sans illustration).
- De nombreuses autres statues sont présentes dans l'église. On manque de renseignements à leur égard, et aucune parmi elles n'est classée ou inscrite. Plusieurs paraissent être antérieures à la Révolution : l'Éducation de la Vierge Marie par sainte Anne et sainte Barbe, au chevet de la chapelle latérale nord ; saint Martin et saint Éloi en tenu épiscopale et sans attributs de part et d'autre du retable du chevet (sans illustration) ; saint Sébastien, au milieu du collatéral sud ; et saint Maur, un saint évêque (probablement saint Martin), saint Jean Baptiste et un saint religieux sans attribut, probablement également saint Maur, au chevet de la chapelle latérale sud.

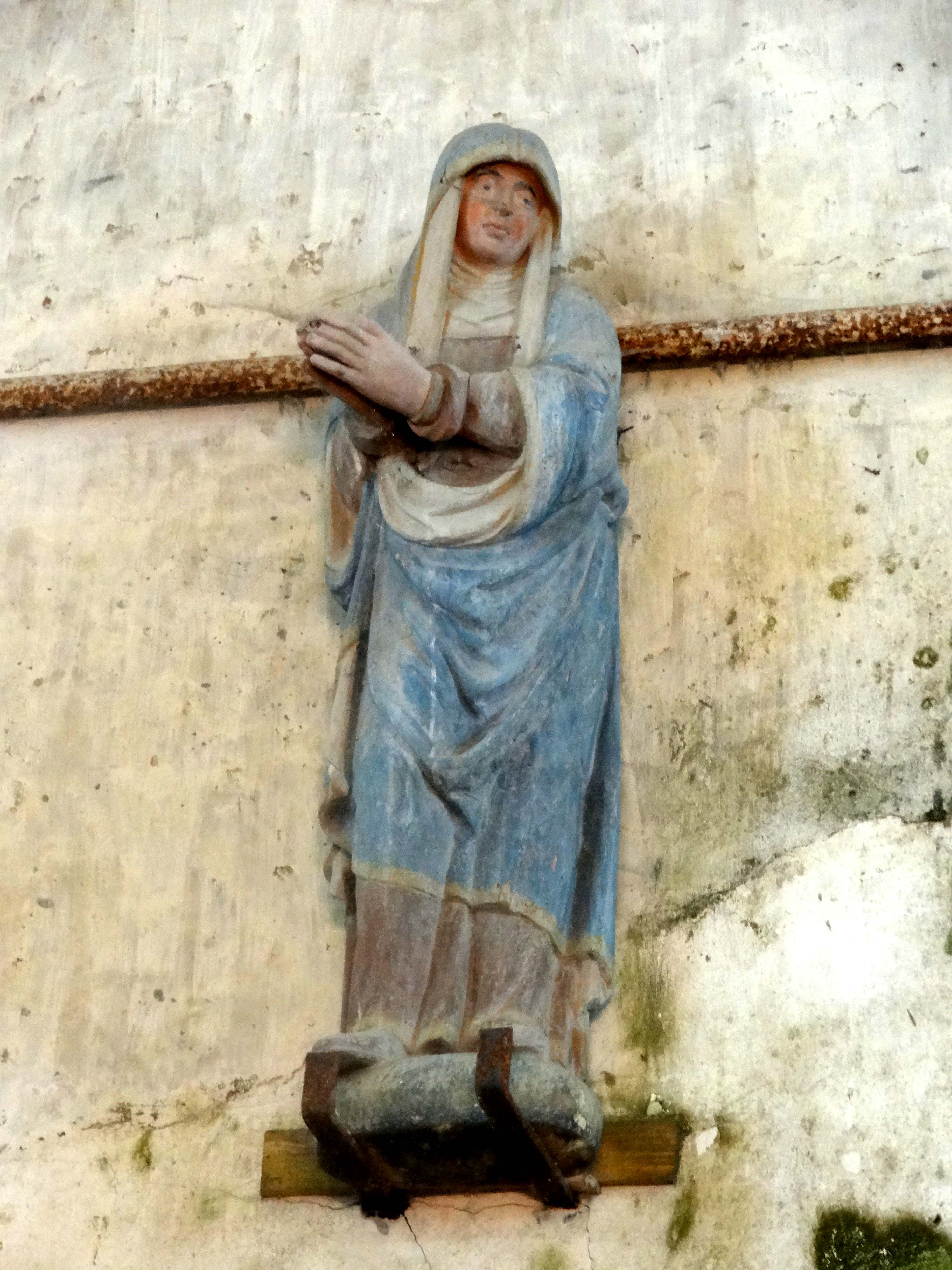
Vierge de douleur de la poutre de gloire.
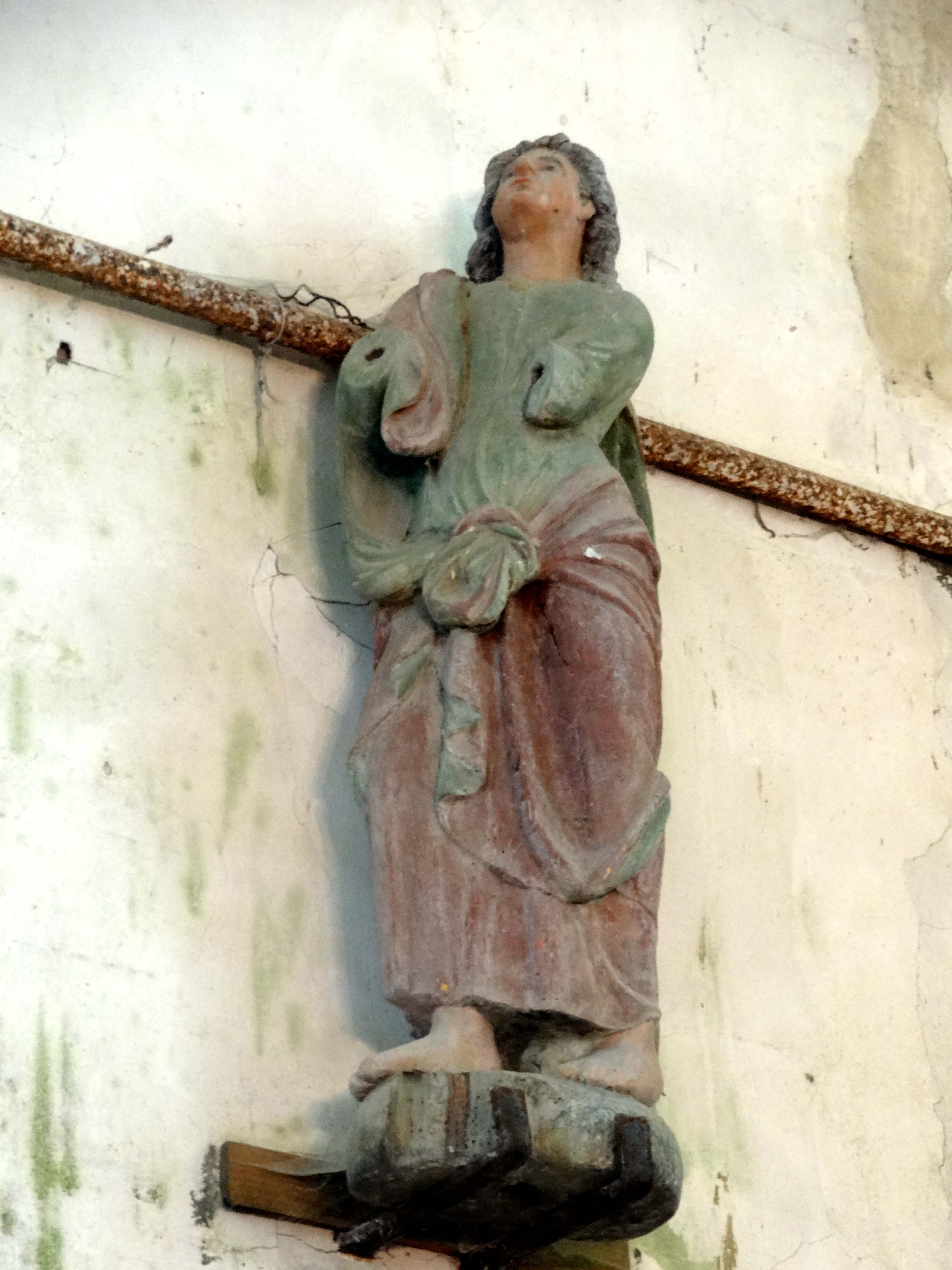
Saint Jean de la poutre de gloire.
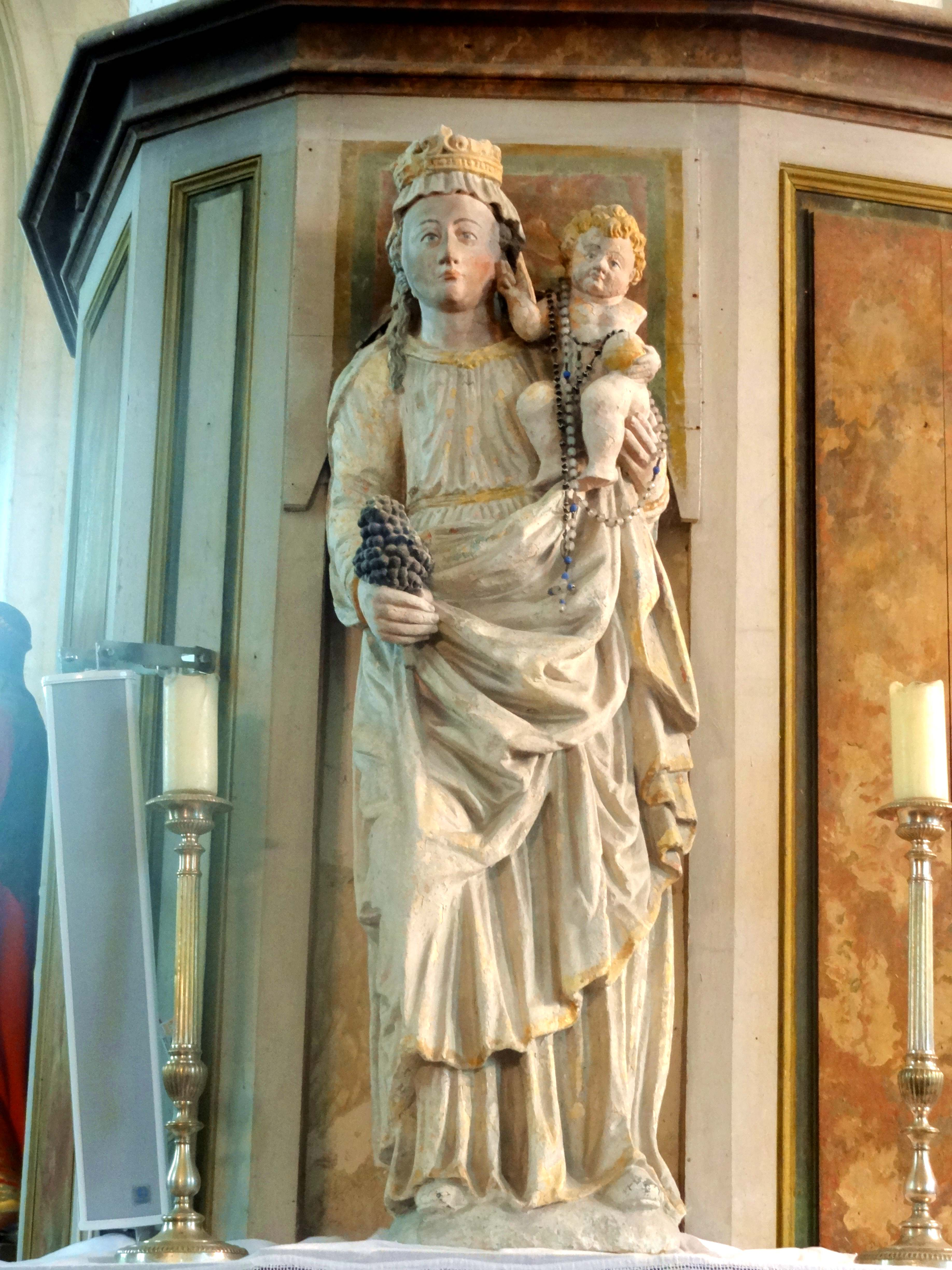
Vierge à l'Enfant provenant de l'église de Lèvemont.
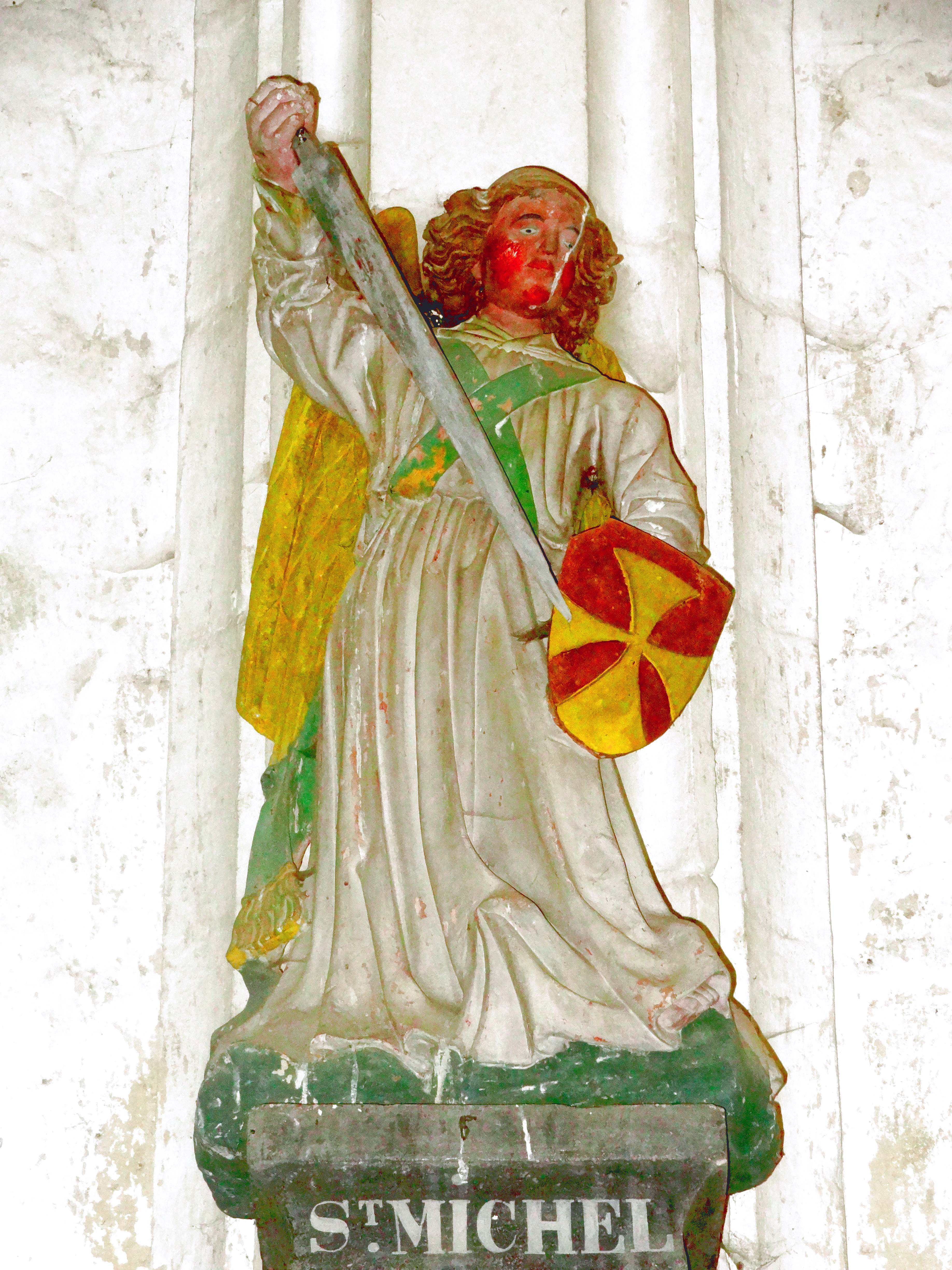
Saint Michel archange.
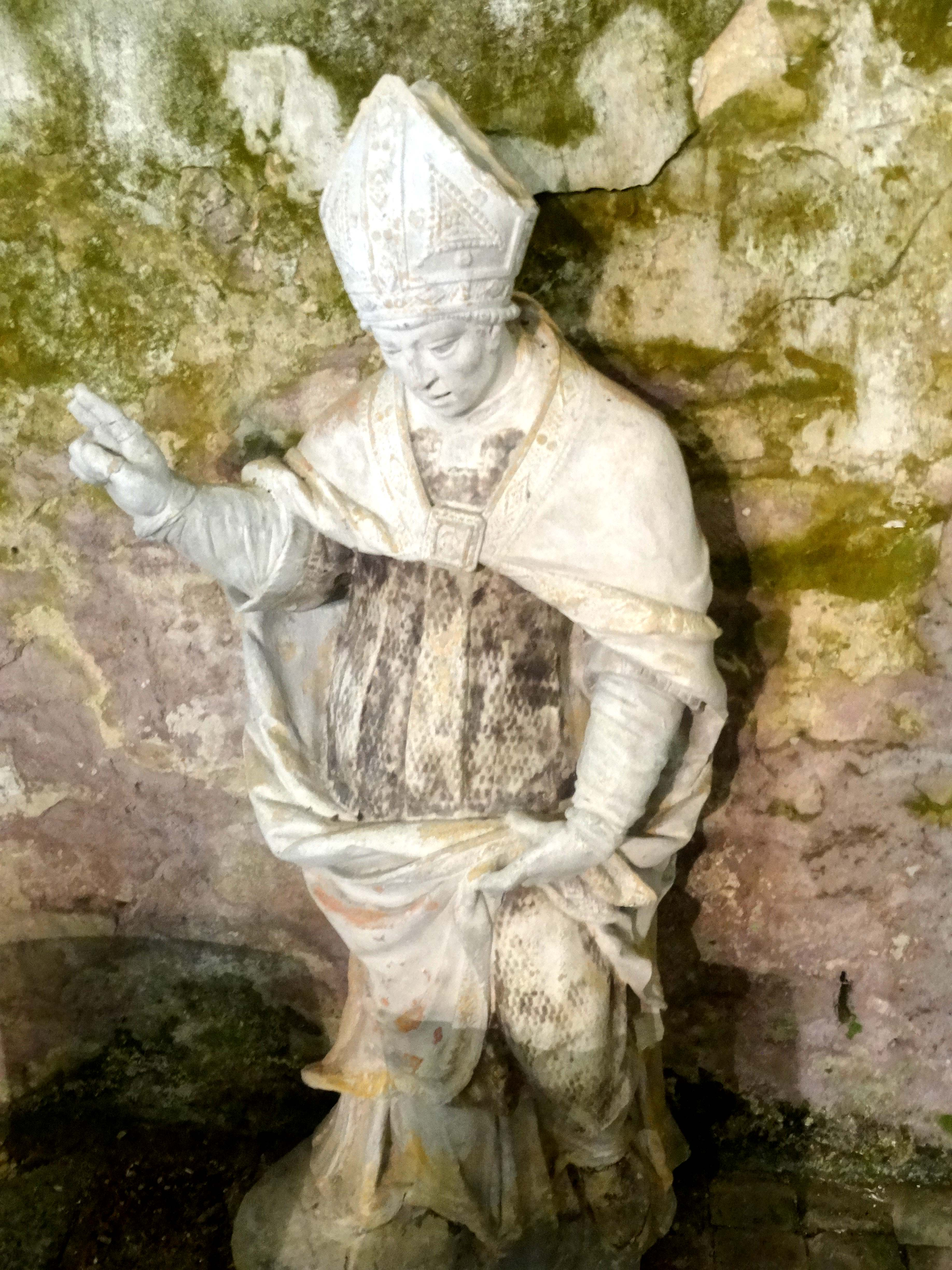
Saint Éloi ou saint Nicolas(?).
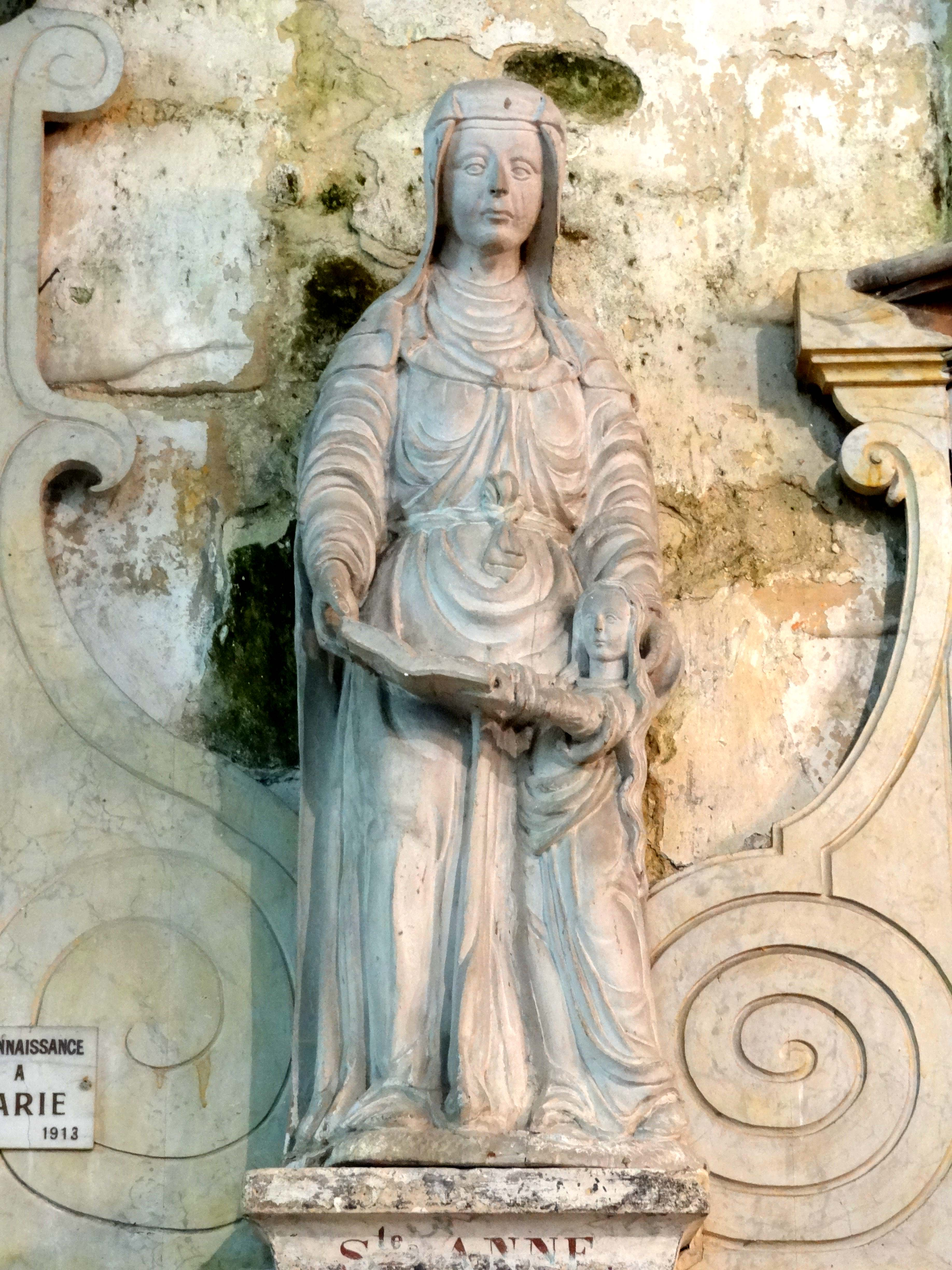
Éducation de la Vierge par sainte Anne.
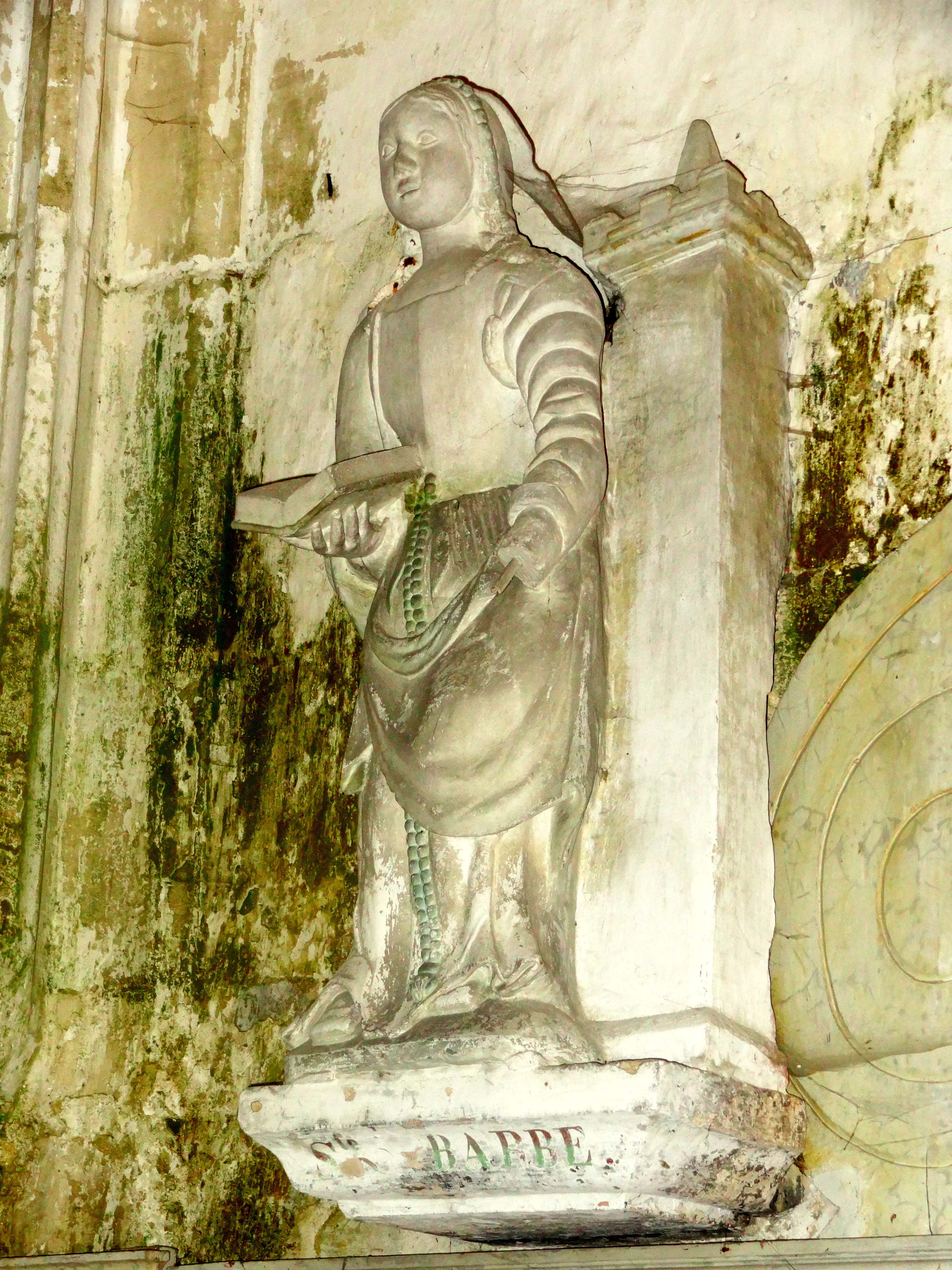
Sainte Barbe et sa tour.
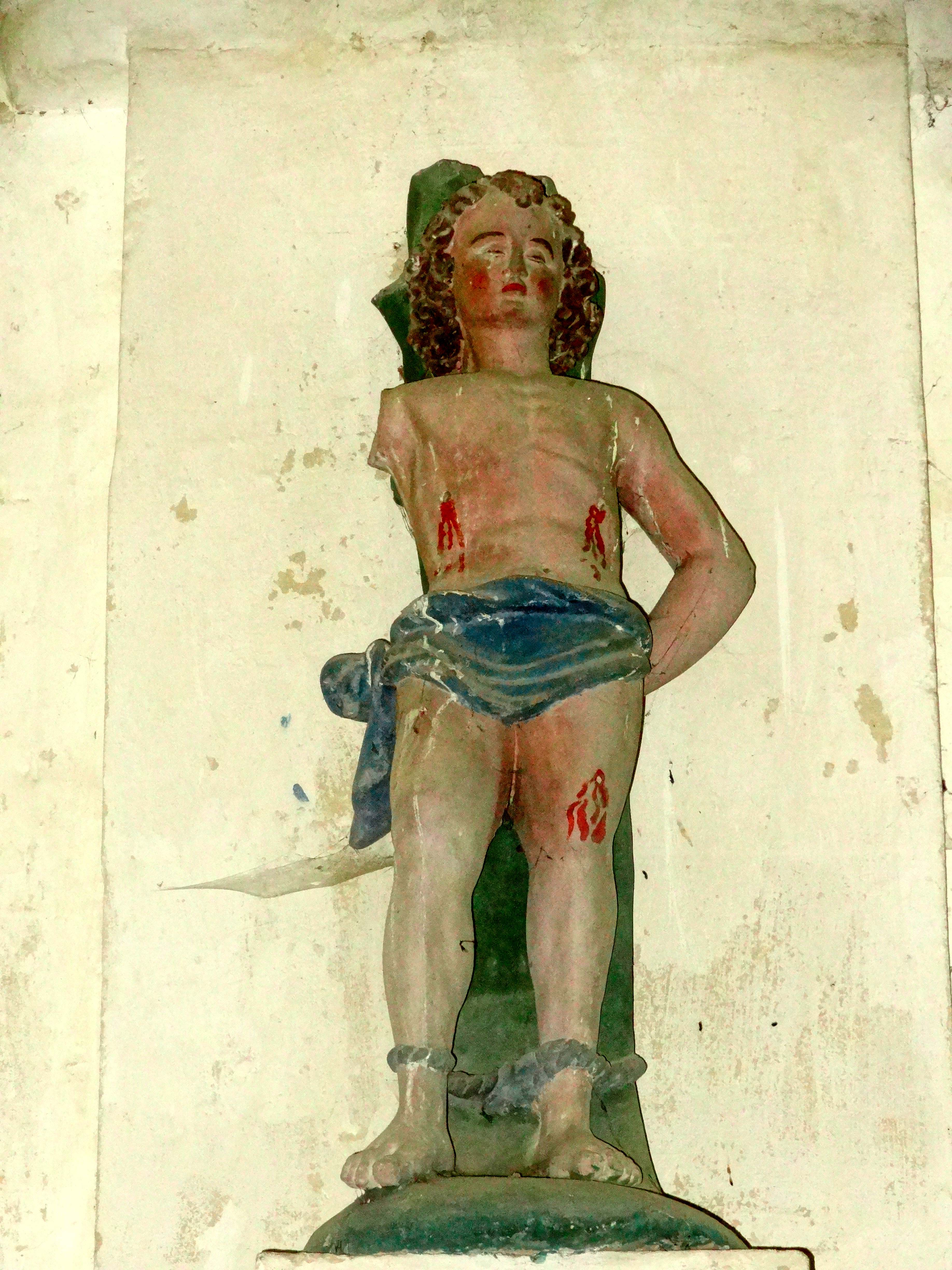
Le martyre de saint Sébastien.
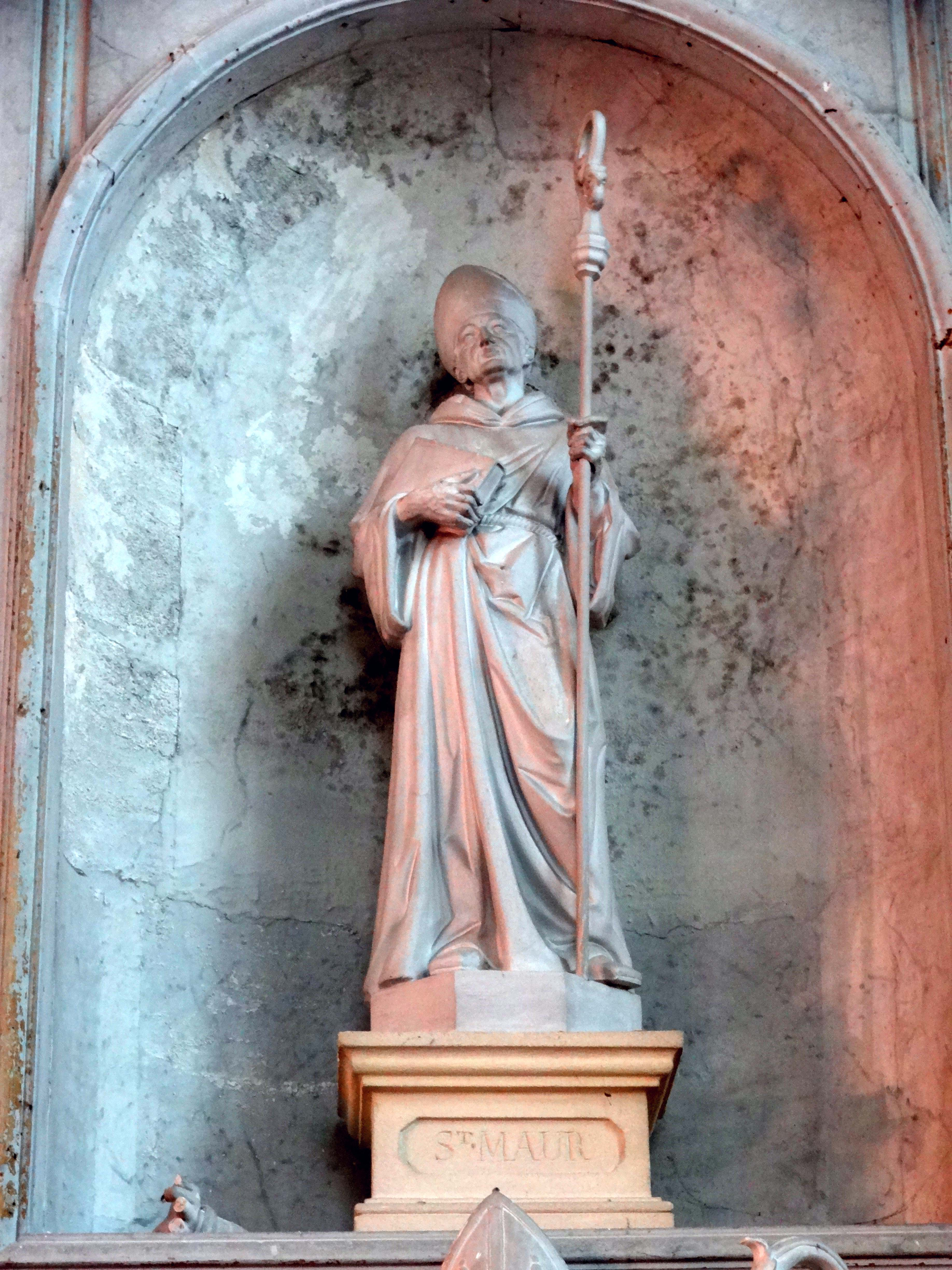
Saint Maur.
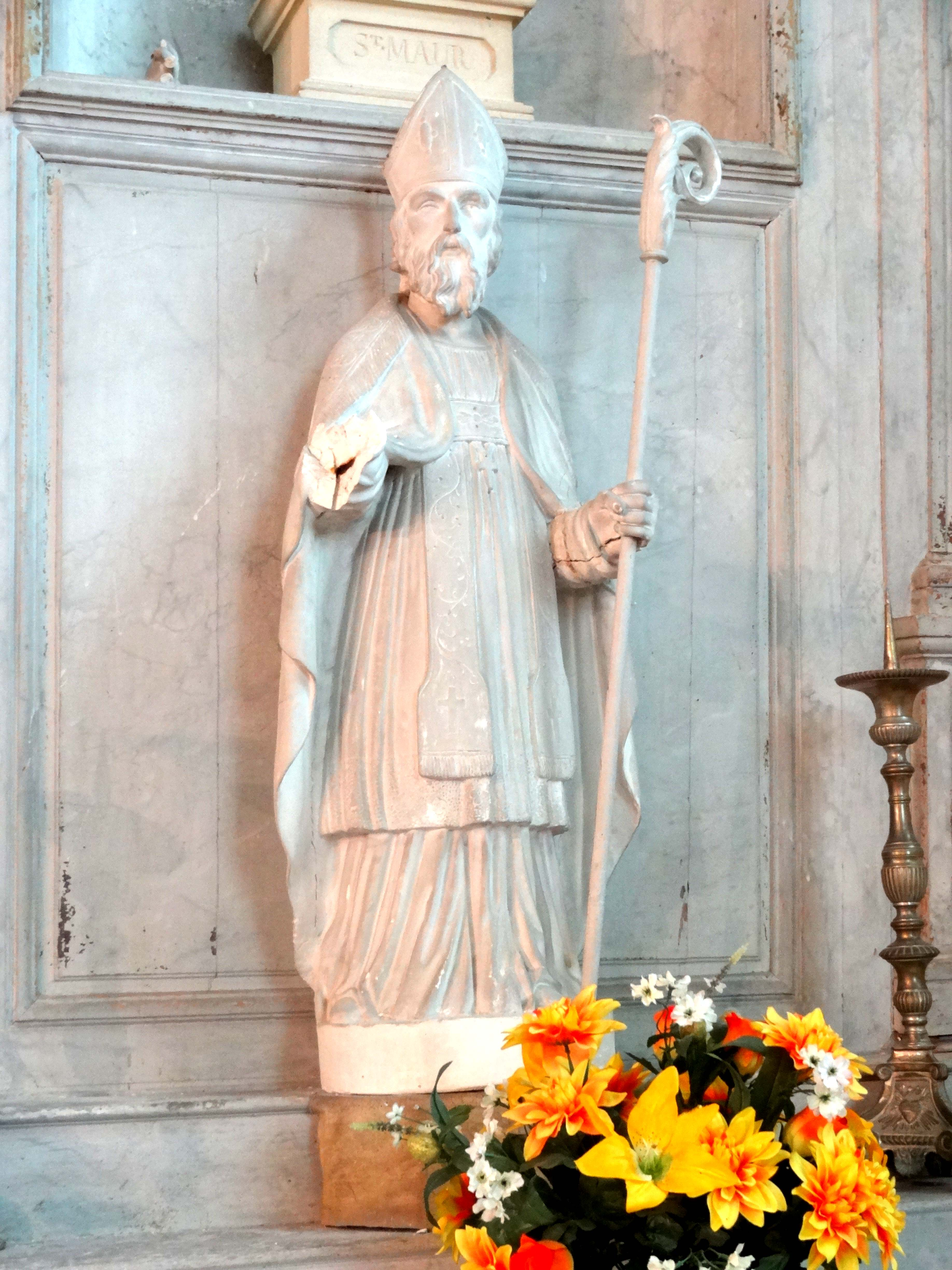
Saint évêque (peut-être saint Martin).
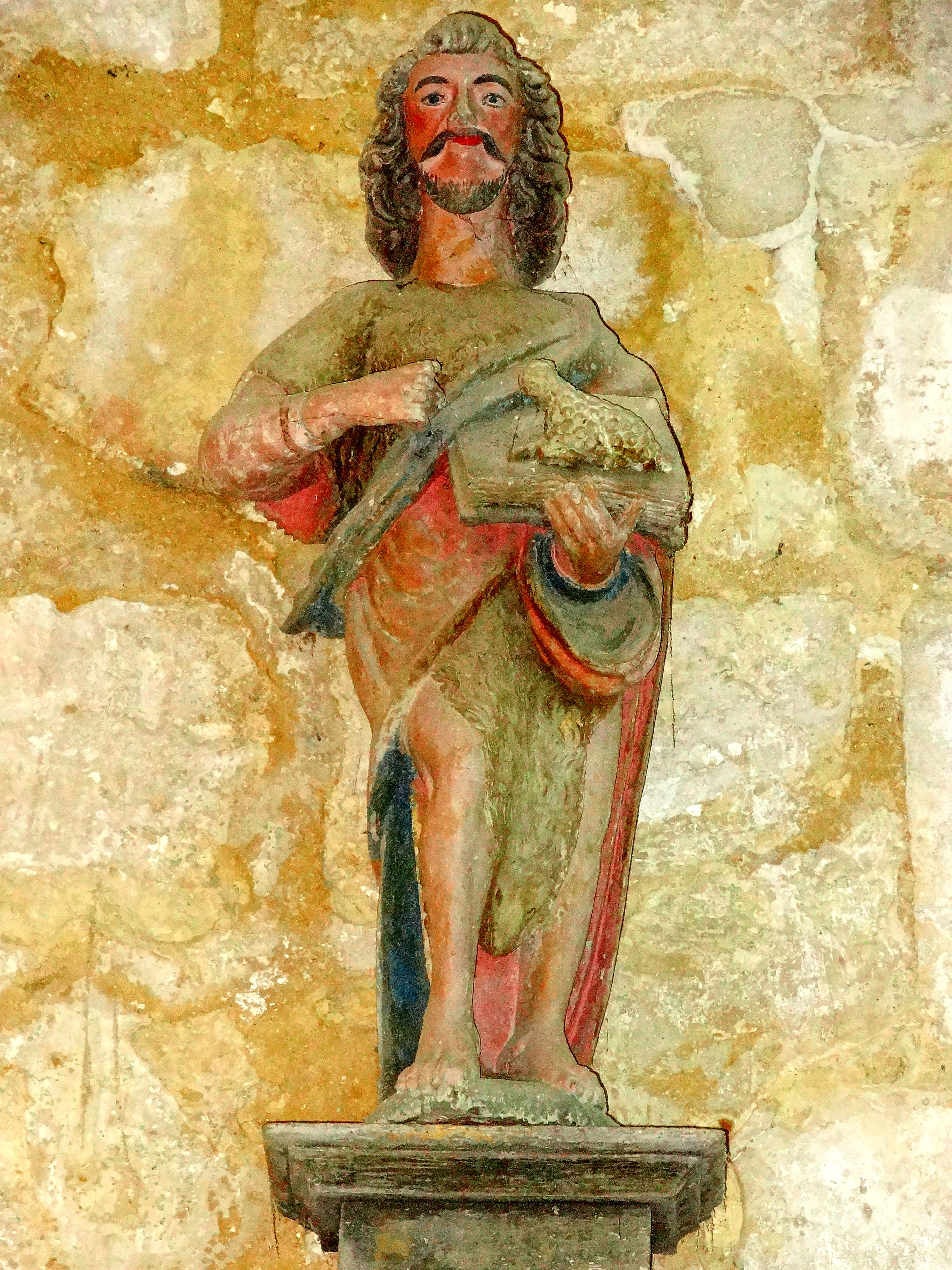
Saint Jean Baptiste.
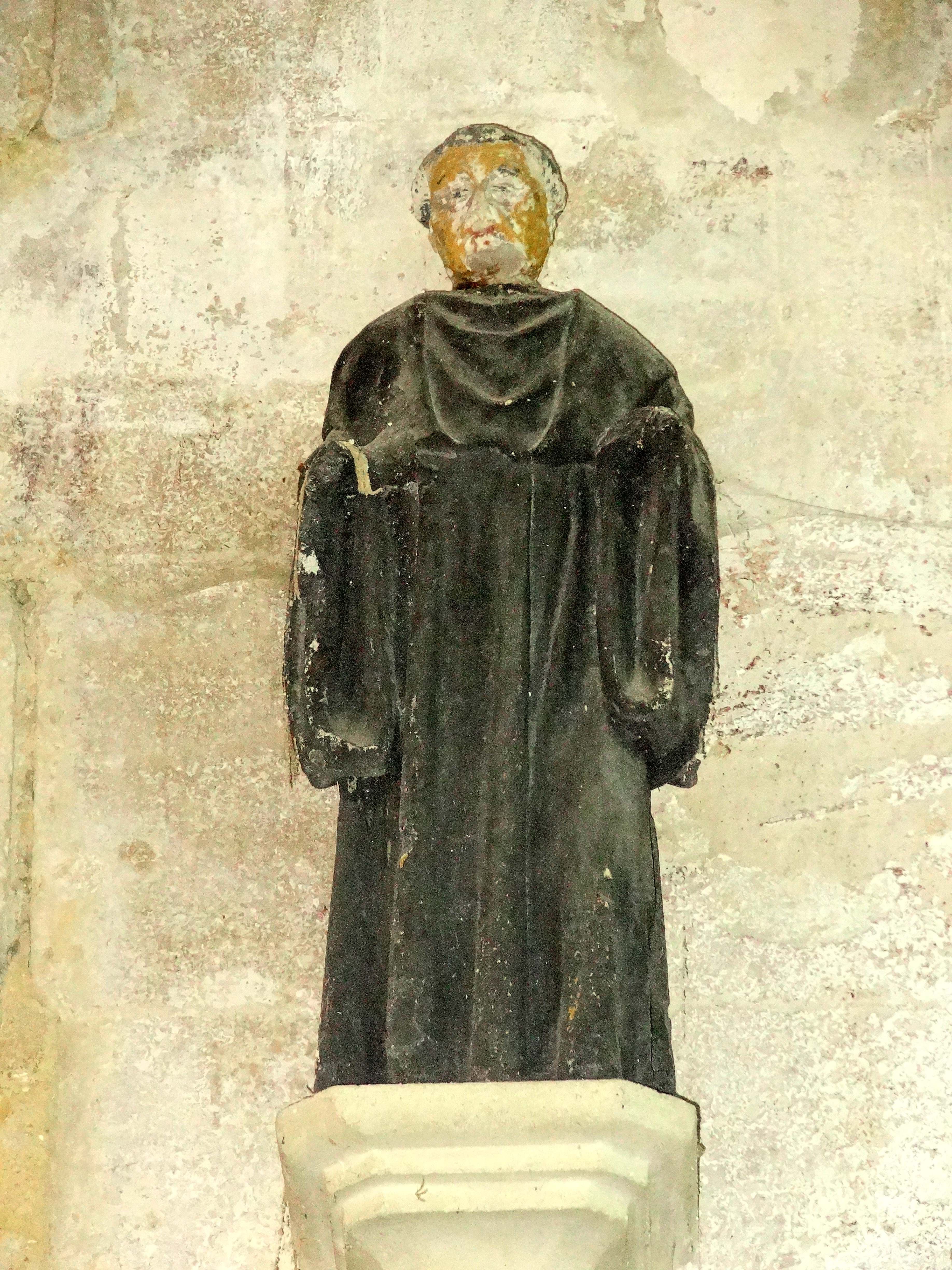
Saint religieux (peut-être saint Maur).

### Tabernacle

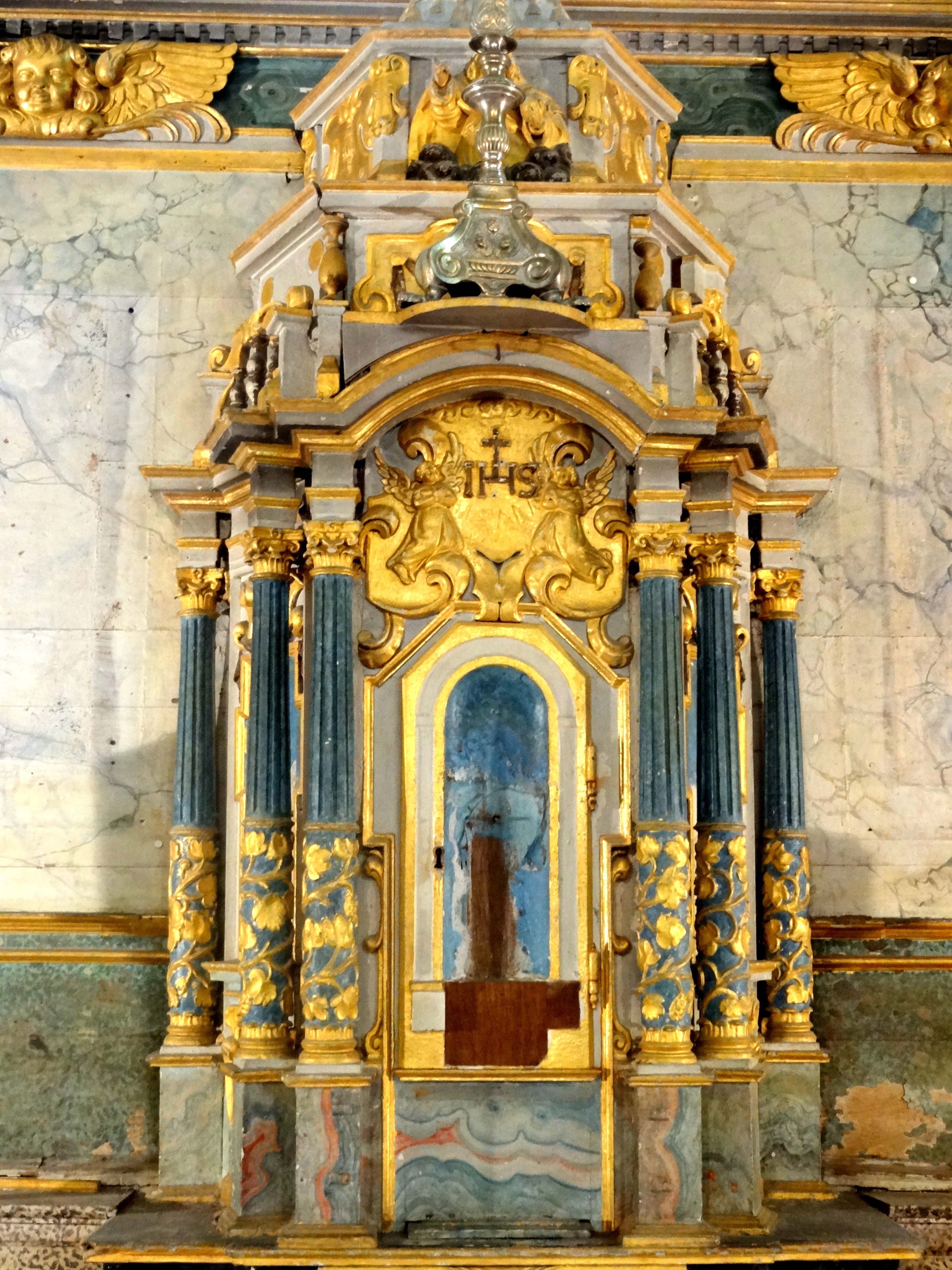
Tabernacle.

Le tabernacle est placé sur l'ancien maître-autel adossé au chevet. Cet autel est une simple caisse en bois, qui est seulement orné de deux pilastres, deux grands panneaux à fenestrages et un médaillon, et tient tout son effet de son traitement en faux-marbre rouge et noir. Le retable est presque tout aussi simple, et consiste principalement d'un grand panneau traité en marbre blanc, qui met d'autant mieux en valeur le tabernacle. Le panneau est surmonté d'un entablement avec corniche à denticules, dont la frise arbore deux têtes de chérubins au-dessus d'un collier d'ailes, et flanqué de deux colonnettes corinthiennes cannelés, dont la partie inférieure est enveloppée de rinceaux végétaux. Six colonnettes miniaturisées du même type, et supportant une section d'entablement, ornent le tabernacle. Deux cantonnent la face frontale, deux sont placées en léger retrait, et deux sont placées en arrière-plan. Elles délimitent les parois latérales obliques, et sont contigües au panneau du retable. La porte du tabernacle, étroite et très allongée, comporte une niche à statue dont le contenu a été arraché. Elle est surmontée d'un plastron sculpté de deux anges désignant le monogramme IHS, et d'un fronton en arc de cercle, qui est seulement esquissé par les corniches des deux sections d'entablement à gauche et à droite qui se rejoignent. Il y a un attique formé par deux niveaux de plan trapézoïdal, qui sont décorés de balustre, de candélabres et de plastrons, et les restes d'un couronnement constitué d'un petit dôme, d'un socle et d'une boule. Le crucifix manque. L'ensemble forme un ensemble homogène, mais il semble que seul le tabernacle est inscrit au titre objet depuis août 1989.